# 宮内庁治定陵墓の一覧
宮内庁治定陵墓の一覧（くないちょうじじょうりょうぼのいちらん）では、宮内庁が治定する陵墓の一覧を示す。

## 解説
日本において「陵墓（りょうぼ）」とは、皇室の墳墓の総称である。陵・墓の区分は歴史的な変遷を経ているが、現在では皇室典範（昭和22年1月16日法律第3号）第27条において、
- 陵（みささぎ） - 天皇・皇后・太皇太后及び皇太后を葬る所。
- 墓（はか） - その他の皇族を葬る所。

の総称と定義される。ただし実際の「陵」には、天皇陵 や皇后・皇太后・太皇太后（「三后」と総称）陵のほかにも、神代三陵、北朝天皇陵、尊称・追贈天皇陵、尊称・追贈三后陵が包含される。また「墓」には、天皇配偶者の墓が包含される。この「（狭義の）陵墓」に、分骨所・火葬塚・灰塚・髪歯爪塔・殯斂地・陵墓参考地などを加えたものが「陵墓等」または「（広義の）陵墓」と総称される。陵墓の広さは、広いものでは約46ヘクタールを測るが（仁徳天皇陵）、狭いものでは1平方メートルにも満たない（例：瑞珍女王墓・敬宮墓）。地域は1都2府30県にわたる。特にその6割強は、794年（延暦13年）の平安遷都以来1869年（明治2年）の東京奠都まで、実に約1000年間にわたり都の地であった山城国（現在の京都府）に所在する。また時代的には、大部分が南北朝時代以降に属する。
これらの陵墓は、現在ではいずれも宮内庁によって治定・管理されており、本項ではそれら宮内庁治定陵墓を以下に一覧する。また宮内庁治定陵墓に関しては、管理目的で宮内庁書陵部による調査が実施されているほか、近年では学会による陵墓域内への立入調査も実施されており、本項ではそれら調査についても付記する。

## 内訳
2014年（平成26年）3月末時点の陵墓の数は次の通り。
| 歴代天皇陵                       | 112 | 188 | 897 |
| 皇后・歴代外天皇陵等             | 76  | 188 | 897 |
| 皇族墓                           | 553 | 553 | 897 |
| 分骨所・火葬塚・灰塚（準陵）     | 42  | 42  | 897 |
| 髪歯爪塔（塚）・分骨塔・殯斂地等 | 68  | 68  | 897 |
| 陵墓参考地                       | 46  | 46  | 897 |

これらは1都2府30県に分布し、所在地は計459箇所を数える（兆域の重複を勘案）。

## 一覧

### 陵墓
2020年（令和2年）2月末時点の陵墓の一覧。
|     | 身位                                    | 被葬者                         | 没年                        | 陵墓名称                    | 所在地                                                                     | 陪冢 | 備考 |
| --- | --------------------------------------- | ------------------------------ | --------------------------- | --------------------------- | -------------------------------------------------------------------------- | --- | --- |
| 神  | 神代                                    | 天津日高彦火瓊瓊杵尊           | 001/                        | 可愛山陵                    | 鹿児島県薩摩川内市宮内町字脇園                                             | | 神代三陵の1つ |
| 神  | 神代                                    | 天津日高彦火火出見尊           | 002/                        | 高屋山上陵                  | 鹿児島県霧島市溝辺町麓字菅ノ口                                             | | 神代三陵の1つ |
| 神  | 神代                                    | 天津日高彦波瀲武鸕鷀草葺不合尊 | 003/                        | 吾平山上陵                  | 鹿児島県鹿屋市吾平町上名字吾平山                                           | | 神代三陵の1つ |
| 神  | 神代 天津日高彦波瀲武鸕鷀草葺不合尊御子 | 彦五瀬命                       | 004/                        | 竈山墓                      | 和歌山県和歌山市和田                                                       | | |
| 1   | 初代天皇                                | 神武天皇                       | 005/                        | 畝傍山東北陵                | 奈良県橿原市大久保町                                                       | | 遺跡名：ミサンザイ |
| 2   | 第2代天皇                               | 綏靖天皇                       | 006/                        | 桃花鳥田丘上陵              | 奈良県橿原市四条町                                                         | | 遺跡名：塚山 |
| 3   | 第3代天皇                               | 安寧天皇                       | 007/                        | 畝傍山西南御陰井上陵        | 奈良県橿原市吉田町                                                         | | |
| 4   | 第4代天皇                               | 懿徳天皇                       | 008/                        | 畝傍山南繊沙渓上陵          | 奈良県橿原市西池尻町                                                       | | |
| 5   | 第5代天皇                               | 孝昭天皇                       | 009/                        | 掖上博多山上陵              | 奈良県御所市大字三室                                                       | | |
| 6   | 第6代天皇                               | 孝安天皇                       | 010/                        | 玉手丘上陵                  | 奈良県御所市大字玉手                                                       | | |
| 7   | 第7代天皇                               | 孝霊天皇                       | 011/                        | 片丘馬坂陵                  | 奈良県北葛城郡王寺町本町3丁目                                              | | |
| 7   | 孝霊天皇皇子                            | 大吉備津彦命                   | 012/                        | 墓                          | 岡山県岡山市北区尾上・吉備津                                               | | 遺跡名：中山茶臼山古墳 |
| 7   | 孝霊天皇皇女                            | 倭迹迹日百襲姫命               | 013/                        | 大市墓                      | 奈良県桜井市大字箸中                                                       | | 遺跡名：箸墓古墳 |
| 8   | 第8代天皇                               | 孝元天皇                       | 014/                        | 剣池嶋上陵                  | 奈良県橿原市石川町                                                         | | 遺跡名：中山塚1-3号墳 |
| 9   | 第9代天皇                               | 開化天皇                       | 015/                        | 春日率川坂上陵              | 奈良県奈良市油阪町                                                         | | 遺跡名：念仏寺山古墳 |
| 9   | 開化天皇皇子                            | 日子坐命                       | 016/                        | 墓                          | 岐阜県岐阜市岩田                                                           | | |
| 10  | 第10代天皇                              | 崇神天皇                       | 017/                        | 山辺道勾岡上陵              | 奈良県天理市柳本町                                                         | 飛地い号 飛地ろ号 飛地は号 域内陪冢                                                                                           | 遺跡名：行燈山古墳 （飛地は号：南アンド山古墳） （域内陪冢：アンド山古墳） |
| 10  | 崇神天皇皇子                            | 倭彦命                         | 018/                        | 身狭桃花鳥坂墓              | 奈良県橿原市北越智町・鳥屋町                                               | | 遺跡名：桝山古墳 |
| 10  | 崇神天皇皇子                            | 大入杵命                       | 019/                        | 墓                          | 石川県鹿島郡中能登町小田中                                                 | 飛地い号 | 遺跡名：小田中親王塚古墳 （飛地い号：小田中亀塚古墳） |
| 10  | 崇神天皇皇子                            | 八坂入彦命                     | 020/                        | 墓                          | 岐阜県可児市久々利                                                         | | 遺跡名：大萱古墳 |
| 11  | 第11代天皇                              | 垂仁天皇                       | 070/                        | 菅原伏見東陵                | 奈良県奈良市尼辻西町                                                       | 飛地い号 飛地ろ号 飛地は号 飛地に号 飛地ほ号 飛地へ号 湟内陪冢                                                                | 遺跡名：宝来山古墳 （飛地い号：兵庫山古墳） （湟内陪冢：伝田道間守墓） |
| 11  | 垂仁天皇皇后                            | 日葉酢媛命                     | 021/                        | 狭木之寺間陵                | 奈良県奈良市山陵町                                                         | | 遺跡名：佐紀陵山古墳 |
| 11  | 垂仁天皇皇子                            | 五十瓊敷入彦命                 | 70/                         | 宇度墓                      | 大阪府泉南郡岬町淡輪                                                       | 飛地い号 飛地ろ号 飛地は号 飛地に号 飛地ほ号 飛地へ号                                                                         | 遺跡名：淡輪ニサンザイ古墳 |
| 11  | 垂仁天皇皇子                            | 息速別命                       | 70/                         | 墓                          | 三重県伊賀市阿保                                                           | | 遺跡名：西法花寺古墳 |
| 11  | 垂仁天皇皇子                            | 磐衝別命                       | 70/                         | 墓                          | 石川県羽咋市川原町（羽咋神社内）                                           | | |
| 11  | 垂仁天皇皇孫                            | 磐城別王                       | 70/                         | 墓                          | 石川県羽咋市川原町（羽咋神社内）                                           | | |
| 12  | 第12代天皇                              | 景行天皇                       | 130/                        | 山辺道上陵                  | 奈良県天理市渋谷町                                                         | 飛地い号 飛地ろ号 飛地は号 | 遺跡名：渋谷向山古墳 （飛地い号：上の山古墳） （飛地ろ号：丸山古墳） （飛地は号：赤坂古墳） |
| 12  | 景行天皇皇子                            | 大碓命                         | 130/                        | 墓                          | 愛知県豊田市猿投町鷲取（猿投神社内）                                       | | |
| 12  | 景行天皇皇子                            | 日本武尊                       | 113/                        | 能褒野墓                    | 三重県亀山市田村町                                                         | 飛地い号 飛地ろ号 飛地は号 飛地に号 飛地ほ号 域内い号 域内ろ号 域内は号 域内に号 域内ほ号 域内へ号 域内と号 域内ち号 域内り号 | 遺跡名：能褒野王塚古墳 |
| 12  | 景行天皇皇子                            | 日本武尊                       | 113/                        | （大和）白鳥陵              | 奈良県御所市大字富田                                                       | | |
| 12  | 景行天皇皇子                            | 日本武尊                       | 113/                        | （河内）白鳥陵              | 大阪府羽曳野市軽里3丁目                                                    | | 遺跡名：軽里大塚古墳 |
| 12  | 景行天皇皇后                            | 播磨稲日大郎姫命               | 122/                        | 日岡陵                      | 兵庫県加古川市加古川町大野字日岡山                                         | | 遺跡名：日岡陵古墳 |
| 12  | 景行天皇皇子                            | 五十狭城入彦皇子               | 130/                        | 墓                          | 愛知県岡崎市西本郷町字和志山                                               | | 遺跡名：和志山古墳 |
| 12  | 景行天皇皇子                            | 神櫛王                         | 130/                        | 墓                          | 香川県高松市牟礼町牟礼                                                     | | |
| 13  | 第13代天皇                              | 成務天皇                       | 190/                        | 狭城盾列池後陵              | 奈良県奈良市山陵町                                                         | 飛地い号 飛地ろ号 飛地は号 | 遺跡名：佐紀石塚山古墳 |
| 14  | 第14代天皇                              | 仲哀天皇                       | 200/                        | 恵我長野西陵                | 大阪府藤井寺市藤井寺4丁目                                                  | | 遺跡名：岡ミサンザイ古墳 |
| 14  | 第14代天皇                              | 仲哀天皇                       | 200/                        | 殯斂地                      | 山口県下関市長府侍町1丁目（日頼寺内）                                      | | |
| 14  | 仲哀天皇皇后                            | 神功皇后                       | 269/                        | 狭城盾列池上陵              | 奈良県奈良市山陵町                                                         | 飛地い号 飛地ろ号 飛地は号 飛地に号 域内陪冢                                                                                  | 遺跡名：五社神古墳 |
| 15  | 第15代天皇                              | 応神天皇                       | 310/                        | 恵我藻伏崗陵                | 大阪府羽曳野市誉田6丁目                                                    | 飛地い号 飛地ろ号 飛地は号 飛地に号 飛地ほ号 飛地へ号 域内陪冢                                                                | 遺跡名：誉田御廟山古墳（誉田山古墳） （飛地い号：東馬塚古墳） （飛地ろ号：栗塚古墳） （飛地は号：西馬塚古墳） （飛地に号：向墓山古墳） （飛地ほ号：墓山古墳） （飛地へ号：サンド山古墳） （域内陪冢：誉田丸山古墳） （域内陪冢：二ツ塚古墳）                                                                                                 |
| 15  | 応神天皇皇后                            | 仲姫命                         | 312/                        | 仲津山陵                    | 大阪府藤井寺市沢田4丁目                                                    | 飛地い号 飛地ろ号 | 遺跡名：仲津山古墳（仲ツ山古墳） （飛地い号：中山塚古墳） （飛地ろ号：八島塚古墳） |
| 15  | 応神天皇皇子                            | 大山守命                       | 310/                        | 那羅山墓                    | 奈良県奈良市法蓮町                                                         | | |
| 15  | 応神天皇皇子 皇太子                     | 菟道稚郎子尊                   | 312/                        | 宇治墓                      | 京都府宇治市莵道丸山                                                       | 飛地い号 | 遺跡名：丸山古墳 （飛地い号：伝賀陽豊年墓） |
| 15  | 応神天皇皇曾孫                          | 都紀女加王                     | 312/                        | 墓                          | 佐賀県三養基郡上峰町大字坊所七本谷                                         | | 遺跡名：上のびゅう塚古墳 |
| 16  | 第16代天皇                              | 仁徳天皇                       | 399/                        | 百舌鳥耳原中陵              | 大阪府堺市堺区大仙町                                                       | 飛地い号 飛地ろ号 飛地は号 飛地に号 飛地ほ号 飛地へ号 飛地と号 飛地ち号 飛地り号 域内陪冢                                     | 遺跡名：大仙陵古墳（大山古墳） （飛地い号：孫太夫山古墳） （飛地ろ号：竜佐山古墳） （飛地は号：狐山古墳） （飛地に号：銅亀山古墳） （飛地ほ号：菰山塚古墳） （飛地へ号：丸保山古墳） （飛地と号：永山古墳） （飛地ち号：源右衛門山古墳） （飛地り号：坊主山古墳） （域内陪冢：樋の谷古墳） （域内陪冢：茶山古墳） （域内陪冢：大安寺山古墳） |
| 16  | 仁徳天皇皇后                            | 磐之媛命                       | 347/                        | 平城坂上陵                  | 奈良県奈良市佐紀町                                                         | 飛地い号 飛地ろ号 飛地は号 飛地に号 飛地ほ号 飛地へ号 飛地と号 飛地ち号 飛地り号 飛地ぬ号                                     | 遺跡名：ヒシアゲ古墳 （飛地い号：大和21号墳） （飛地へ号：消滅） （飛地と号：消滅） （飛地ち号：消滅） （飛地り号：大和17号墳） （飛地ぬ号：大和16号墳） |
| 17  | 第17代天皇                              | 履中天皇                       | 405/                        | 百舌鳥耳原南陵              | 大阪府堺市西区石津ヶ丘                                                     | 飛地い号 飛地ろ号 飛地は号 飛地に号                                                                                           | 遺跡名：上石津ミサンザイ古墳 （飛地い号：経堂古墳） （飛地ろ号：東酒呑古墳） （飛地は号：西酒呑古墳） （飛地に号：桧塚古墳） |
| 17  | 履中天皇皇子                            | 磐坂市辺押磐皇子               | 456/                        | 墓                          | 滋賀県東近江市市辺町字坤                                                   | | |
| 17  | 履中天皇皇孫女                          | 飯豊天皇                       | 484/                        | 埴口丘陵                    | 奈良県葛城市北花内                                                         | | 遺跡名：北花内大塚古墳 |
| 18  | 第18代天皇                              | 反正天皇                       | 410/                        | 百舌鳥耳原北陵              | 大阪府堺市堺区北三国ヶ丘町2丁                                              | 飛地い号 飛地ろ号 | 遺跡名：田出井山古墳 （飛地い号：鈴山古墳） （飛地ろ号：天王古墳） |
| 19  | 第19代天皇                              | 允恭天皇                       | 453/                        | 恵我長野北陵                | 大阪府藤井寺市国府1丁目                                                    | 飛地い号 飛地ろ号 飛地は号 | 遺跡名：市ノ山古墳（市野山古墳） （飛地ろ号：衣縫塚古墳） （飛地は号：宮の南塚古墳） |
| 19  | 允恭天皇皇子                            | 坂合黒彦皇子                   | 456/                        | 墓                          | 奈良県吉野郡大淀町大字今木                                                 | | |
| 20  | 第20代天皇                              | 安康天皇                       | 456/                        | 菅原伏見西陵                | 奈良県奈良市宝来4丁目                                                      | | |
| 21  | 第21代天皇                              | 雄略天皇                       | 479/                        | 丹比高鷲原陵                | 大阪府羽曳野市島泉8丁目                                                    | 飛地い号 | 遺跡名：島泉丸山・平塚古墳 真陵は岡ミサンザイ古墳か （飛地い号：隼人塚古墳） |
| 22  | 第22代天皇                              | 清寧天皇                       | 484/                        | 河内坂門原陵                | 大阪府羽曳野市西浦6丁目                                                    | 飛地い号 | 遺跡名：白髪山古墳 （飛地い号：小白髪山古墳） |
| 23  | 第23代天皇                              | 顕宗天皇                       | 487/                        | 傍丘磐坏丘南陵              | 奈良県香芝市北今市                                                         | 飛地い号 飛地ろ号 飛地は号 | |
| 24  | 第24代天皇                              | 仁賢天皇                       | 498/                        | 埴生坂本陵                  | 大阪府藤井寺市青山3丁目                                                    | 飛地い号 | 遺跡名：野中ボケ山古墳 （飛地い号：野々上古墳） |
| 25  | 第25代天皇                              | 武烈天皇                       | 507/                        | 傍丘磐坏丘北陵              | 奈良県香芝市今泉                                                           | | |
| 26  | 第26代天皇                              | 継体天皇                       | 531?                        | 三嶋藍野陵                  | 大阪府茨木市太田3丁目                                                      | 飛地い号 飛地ろ号 飛地は号 飛地に号 飛地ほ号 飛地へ号 飛地と号 飛地ち号 域内陪冢                                              | 遺跡名：太田茶臼山古墳 真陵は今城塚古墳か （飛地ち号：二子山古墳） |
| 26  | 継体天皇皇后                            | 手白香皇女                     | 不詳                        | 衾田陵                      | 奈良県天理市中山町                                                         | | 遺跡名：西殿塚古墳 真陵は西山塚古墳か |
| 26  | 継体天皇皇女                            | 神前皇女                       | 不詳                        | 墓                          | 大阪府羽曳野市古市5丁目                                                    | | 安閑天皇と合葬 遺跡名：高屋築山古墳 |
| 27  | 第27代天皇                              | 安閑天皇                       | 536?                        | 古市高屋丘陵                | 大阪府羽曳野市古市5丁目                                                    | | 神前皇女と合葬 遺跡名：高屋築山古墳 |
| 27  | 安閑天皇皇后                            | 春日山田皇女                   | 不詳                        | 古市高屋陵                  | 大阪府羽曳野市古市5丁目                                                    | | 遺跡名：高屋八幡山古墳 |
| 28  | 第28代天皇                              | 宣化天皇                       | 539?                        | 身狭桃花鳥坂上陵            | 奈良県橿原市鳥屋町                                                         | | 橘仲皇女と合葬 遺跡名：鳥屋ミサンザイ古墳 |
| 28  | 宣化天皇皇后                            | 橘仲皇女                       | 不詳                        | 身狭桃花鳥坂上陵            | 奈良県橿原市鳥屋町                                                         | | 宣化天皇と合葬 遺跡名：鳥屋ミサンザイ古墳 |
| 29  | 第29代天皇                              | 欽明天皇                       | 571?                        | 桧隈坂合陵                  | 奈良県高市郡明日香村大字平田                                               | 経塚 金塚 鬼の雪隠 鬼の爼 | 遺跡名：平田梅山古墳 真陵は丸山古墳か （金塚：カナヅカ古墳） |
| 29  | 欽明天皇皇后                            | 石姫皇女                       | 不詳                        | 磯長原陵                    | 大阪府南河内郡太子町大字太子                                               | | 敏達天皇と合葬 遺跡名：太子西山古墳 |
| 29  | 欽明天皇皇女                            | 大伴皇女                       | 不詳                        | 押坂内墓                    | 奈良県桜井市忍阪                                                           | | |
| 30  | 第30代天皇                              | 敏達天皇                       | 585?                        | 河内磯長中尾陵              | 大阪府南河内郡太子町大字太子                                               | | 石姫皇女と合葬 遺跡名：太子西山古墳 |
| 30  | 敏達天皇皇后                            | 広姫                           | 575?                        | 息長陵                      | 滋賀県米原市村居田字北屋敷                                                 | | 遺跡名：村居田古墳 |
| 30  | 敏達天皇皇子                            | 竹田皇子                       | 不詳                        | 墓                          | 大阪府南河内郡太子町大字山田                                               | | 推古天皇と合葬 遺跡名：山田高塚古墳 |
| 30  | 敏達天皇皇子押坂彦人大兄皇子妃          | 糠手姫皇女                     | 664                         | 押坂墓                      | 奈良県桜井市忍阪                                                           | | 舒明天皇と合葬 |
| 30  | 敏達天皇皇孫茅渟王妃                    | 吉備姫王                       | 643                         | 桧隈墓                      | 奈良県高市郡明日香村大字平田                                               | | 真墓はカナヅカ古墳か |
| 31  | 第31代天皇                              | 用明天皇                       | 587?                        | 河内磯長原陵                | 大阪府南河内郡太子町大字春日                                               | | 遺跡名：春日向山古墳 |
| 31  | 用明天皇皇子 推古天皇皇太子             | 聖徳太子                       | 622                         | 磯長墓                      | 大阪府南河内郡太子町大字太子（叡福寺内）                                   | | 遺跡名：叡福寺北古墳 |
| 31  | 用明天皇皇子                            | 来目皇子                       | 603                         | 埴生崗上墓                  | 大阪府羽曳野市はびきの3丁目                                                | | 遺跡名：塚穴古墳 |
| 31  | 用明天皇皇子                            | 来目皇子                       | 603                         | 殯斂地                      | 山口県防府市桑山1丁目                                                      | | 遺跡名：桑山塔ノ尾古墳 |
| 32  | 第32代天皇                              | 崇峻天皇                       | 592?                        | 倉梯岡陵                    | 奈良県桜井市大字倉橋                                                       | 雀塚 | 真陵は赤坂天王山古墳か |
| 32  | 崇峻天皇皇子                            | 蜂子皇子                       | 641                         | 墓                          | 山形県鶴岡市羽黒町手向字羽黒山 （出羽三山神社内）                          | | |
| 33  | 第33代天皇                              | 推古天皇                       | 628                         | 磯長山田陵                  | 大阪府南河内郡太子町大字山田                                               | | 竹田皇子と合葬 遺跡名：山田高塚古墳 |
| 34  | 第34代天皇                              | 舒明天皇                       | 641                         | 押坂内陵                    | 奈良県桜井市大字忍阪                                                       | | 糠手姫皇女と合葬 遺跡名：段ノ塚古墳 初葬地は小山田古墳か |
| 35  | 第35代天皇                              | 皇極天皇 → 重祚して斉明天皇    | 皇極天皇 → 重祚して斉明天皇 | 皇極天皇 → 重祚して斉明天皇 | 皇極天皇 → 重祚して斉明天皇                                                | 皇極天皇 → 重祚して斉明天皇                                                                                                   | 皇極天皇 → 重祚して斉明天皇 |
| 36  | 第36代天皇                              | 孝徳天皇                       | 654                         | 大阪磯長陵                  | 大阪府南河内郡太子町大字山田                                               | | 遺跡名：山田上ノ山古墳 |
| 36  | 孝徳天皇皇后                            | 間人皇女                       | 665                         | 越智崗上陵                  | 奈良県高市郡高取町大字車木                                                 | | 斉明天皇・建王と合葬 遺跡名：車木ケンノウ古墳 真墓は牽牛子塚古墳か |
| 37  | 第37代天皇                              | 斉明天皇                       | 661                         | 越智崗上陵                  | 奈良県高市郡高取町大字車木                                                 | | 間人皇女・建王と合葬 遺跡名：車木ケンノウ古墳 真陵は牽牛子塚古墳か |
| 38  | 第38代天皇                              | 天智天皇                       | 672                         | 山科陵                      | 京都府京都市山科区御陵上御廟野町                                           | | 遺跡名：御廟野古墳 |
| 38  | 天智天皇皇子                            | 建王                           | 658                         | 墓                          | 奈良県高市郡高取町大字車木                                                 | | 間人皇女・斉明天皇と合葬 遺跡名：車木ケンノウ古墳 真墓は牽牛子塚古墳か 殯塚は保久良古墳か |
| 38  | 天智天皇皇子 追尊天皇                   | 春日宮天皇                     | 716                         | 田原西陵                    | 奈良県奈良市矢田原町                                                       | | |
| 38  | 天智天皇皇子春日宮天皇妃 贈皇太后       | 橡姫                           | 709                         | 吉隠陵                      | 奈良県宇陀市榛原角柄                                                       | | |
| 39  | 第39代天皇                              | 弘文天皇                       | 672                         | 長等山前陵                  | 滋賀県大津市御陵町                                                         | | 遺跡名：園城寺亀丘古墳 |
| 40  | 第40代天皇                              | 天武天皇                       | 686                         | 桧隈大内陵                  | 奈良県高市郡明日香村大字野口                                               | | 持統天皇と合葬 遺跡名：野口王墓古墳 |
| 40  | 天武天皇即位前妃                        | 大田皇女                       | 667                         | 越智崗上墓                  | 奈良県高市郡高取町大字車木                                                 | | 真墓は越塚御門古墳か |
| 40  | 天武天皇皇子 追尊天皇                   | 岡宮天皇                       | 689                         | 真弓丘陵                    | 奈良県高市郡高取町大字森                                                   | | 真陵は束明神古墳か |
| 40  | 天武天皇皇子                            | 大津皇子                       | 686                         | 二上山墓                    | 奈良県葛城市染野                                                           | | 真墓は鳥谷口古墳か |
| 40  | 天武天皇皇子追尊天皇崇道尽敬皇帝妃      | 大夫人山背                     | 768                         | 淡路墓                      | 兵庫県南あわじ市北阿万筒井字馬目                                           | | |
| 40  | 天武天皇皇孫                            | 長屋王                         | 729                         | 墓                          | 奈良県生駒郡平群町大字梨本                                                 | | 遺跡名：梨本南2号墳 |
| 40  | 天武天皇皇孫長屋王妃                    | 吉備内親王                     | 729                         | 墓                          | 奈良県生駒郡平群町大字梨本                                                 | | |
| 41  | 第41代天皇                              | 持統天皇                       | 703                         | 桧隈大内陵                  | 奈良県高市郡明日香村大字野口                                               | | 天武天皇と合葬 遺跡名：野口王墓古墳 |
| 42  | 第42代天皇                              | 文武天皇                       | 707                         | 桧隈安古岡上陵              | 奈良県高市郡明日香村大字栗原                                               | | 遺跡名：栗原塚穴古墳 真陵は中尾山古墳か |
| 43  | 第43代天皇                              | 元明天皇                       | 721                         | 奈保山東陵                  | 奈良県奈良市奈良阪町                                                       | | |
| 44  | 第44代天皇                              | 元正天皇                       | 748                         | 奈保山西陵                  | 奈良県奈良市奈良阪町                                                       | | |
| 45  | 第45代天皇                              | 聖武天皇                       | 756                         | 佐保山南陵                  | 奈良県奈良市法蓮町                                                         | 飛地い号 飛地ろ号 | 遺跡名：法蓮北畑古墳 |
| 45  | 聖武天皇皇后                            | 天平応真仁正皇太后（安宿媛）   | 760                         | 佐保山東陵                  | 奈良県奈良市法蓮町                                                         | | |
| 45  | 聖武天皇皇子 皇太子                     | 記載なし（基王）               | 728                         | 那富山墓                    | 奈良県奈良市法蓮町                                                         | | |
| 45  | 聖武天皇皇子                            | 安積親王                       | 744                         | 和束墓                      | 京都府相楽郡和束町大字白栖字大勘定・ 大字別所字下山                        | | 遺跡名：太鼓山古墳 |
| 46  | 第46代天皇                              | 孝謙天皇 → 重祚して称徳天皇    | 孝謙天皇 → 重祚して称徳天皇 | 孝謙天皇 → 重祚して称徳天皇 | 孝謙天皇 → 重祚して称徳天皇                                                | 孝謙天皇 → 重祚して称徳天皇                                                                                                   | 孝謙天皇 → 重祚して称徳天皇 |
| 47  | 第47代天皇                              | 淳仁天皇                       | 765                         | 淡路陵                      | 兵庫県南あわじ市賀集字岡ノ前                                               | | |
| 48  | 第48代天皇                              | 称徳天皇                       | 770                         | 高野陵                      | 奈良県奈良市山陵町                                                         | | 遺跡名：佐紀高塚古墳 |
| 49  | 第49代天皇                              | 光仁天皇                       | 782                         | 田原東陵                    | 奈良県奈良市日笠町                                                         | | 遺跡名：田原塚ノ本古墳 |
| 49  | 光仁天皇皇后                            | 井上内親王                     | 775                         | 宇智陵                      | 奈良県五條市御山町・黒駒町・大野町                                         | | |
| 49  | 光仁天皇夫人 贈太皇太后                 | 天高知日之子姫尊（新笠）       | 790                         | 大枝陵                      | 京都府京都市西京区大枝沓掛町                                               | | |
| 49  | 光仁天皇皇子                            | 開成皇子                       | 781                         | 墓                          | 大阪府箕面市大字粟生間谷（勝尾寺内）                                       | | |
| 49  | 光仁天皇皇子 追尊天皇                   | 崇道天皇                       | 785                         | 八嶋陵                      | 奈良県奈良市八島町                                                         | | |
| 49  | 光仁天皇皇子 皇太子                     | 他戸親王                       | 775                         | 墓                          | 奈良県五條市御山町                                                         | | |
| 50  | 第50代天皇                              | 桓武天皇                       | 806                         | 柏原陵                      | 京都府京都市伏見区桃山町永井久太郎                                         | | |
| 50  | 桓武天皇皇后                            | 天之高藤広宗照姫之尊（乙牟漏） | 790                         | 高畠陵                      | 京都府向日市寺戸町大牧                                                     | | 遺跡名：伝高畠陵古墳 |
| 50  | 桓武天皇夫人 贈皇太后                   | 旅子                           | 788                         | 宇波多陵                    | 京都府京都市西京区大枝中山町乳母堂                                         | | |
| 50  | 桓武天皇皇子                            | 伊予親王                       | 807                         | 巨幡墓                      | 京都府京都市伏見区桃山町遠山                                               | | 遺跡名：黄金塚2号墳 |
| 50  | 桓武天皇皇子                            | 仲野親王                       | 867                         | 高畠墓                      | 京都府京都市右京区太秦垂箕山町                                             | | 遺跡名：垂箕山古墳 |
| 51  | 第51代天皇                              | 平城天皇                       | 824                         | 楊梅陵                      | 奈良県奈良市佐紀町                                                         | | 遺跡名：市庭古墳 |
| 51  | 平城天皇皇子                            | 阿保親王                       | 842                         | 墓                          | 兵庫県芦屋市翠ケ丘町                                                       | | 遺跡名：阿保親王塚古墳 |
| 52  | 第52代天皇                              | 嵯峨天皇                       | 842                         | 嵯峨山上陵                  | 京都府京都市右京区北嵯峨朝原山町                                           | | |
| 52  | 嵯峨天皇皇后                            | 嘉智子                         | 850                         | 嵯峨陵                      | 京都府京都市右京区嵯峨鳥居本深谷町                                         | | |
| 52  | 嵯峨天皇皇女                            | 有智子内親王                   | 847                         | 墓                          | 京都府京都市右京区嵯峨小倉山緋明神町                                       | | |
| 53  | 第53代天皇                              | 淳和天皇                       | 840                         | 大原野西嶺上陵              | 京都府京都市西京区大原野南春日町                                           | | |
| 53  | 第53代天皇                              | 淳和天皇                       | 840                         | 火葬塚                      | 京都府向日市物集女町出口                                                   | | |
| 54  | 第54代天皇                              | 仁明天皇                       | 850                         | 深草陵                      | 京都府京都市伏見区深草東伊達町                                             | | |
| 54  | 仁明天皇女御 尊称太皇太后               | 順子                           | 871                         | 後山階陵                    | 京都府京都市山科区御陵沢ノ川町                                             | | |
| 54  | 仁明天皇女御 贈皇太后                   | 沢子                           | 839                         | 中尾陵                      | 京都府京都市東山区今熊野宝蔵町                                             | | |
| 54  | 仁明天皇皇子                            | 人康親王                       | 872                         | 墓                          | 京都府京都市山科区四ノ宮泉水町                                             | | |
| 55  | 第55代天皇                              | 文徳天皇                       | 858                         | 田邑陵                      | 京都府京都市右京区太秦三尾町                                               | | |
| 55  | 文徳天皇皇子                            | 惟喬親王                       | 897                         | 墓                          | 京都府京都市左京区大原上野町                                               | | |
| 56  | 第56代天皇                              | 清和天皇                       | 881                         | 水尾山陵                    | 京都府京都市右京区嵯峨水尾清和                                             | | |
| 56  | 第56代天皇                              | 清和天皇                       | 881                         | 火葬塚                      | 京都府京都市左京区黒谷町（黒谷墓地内）                                     | | |
| 57  | 第57代天皇                              | 陽成天皇                       | 949                         | 神楽岡東陵                  | 京都府京都市左京区浄土寺真如町                                             | | |
| 58  | 第58代天皇                              | 光孝天皇                       | 887                         | 後田邑陵                    | 京都府京都市右京区宇多野馬場町                                             | | |
| 59  | 第59代天皇                              | 宇多天皇                       | 931                         | 大内山陵                    | 京都府京都市右京区鳴滝宇多野谷                                             | | |
| 59  | 宇多天皇女御 中宮                       | 温子                           | 907                         | 宇治陵                      | 京都府宇治市木幡                                                           | | 温子陵以下17陵3墓は同兆域 |
| 59  | 宇多天皇女御 贈皇太后                   | 胤子                           | 896                         | 小野陵                      | 京都府京都市山科区勧修寺北大日町                                           | | |
| 59  | 宇多天皇皇子                            | 敦実親王                       | 967                         | 墓                          | 京都府宇治市木幡（宇治陵域内）                                             | | 温子陵以下17陵3墓は同兆域 |
| 59  | 宇多天皇皇孫                            | 雅慶王                         | 1013                        | 墓                          | 京都府京都市伏見区醍醐川久保町                                             | | |
| 60  | 第60代天皇                              | 醍醐天皇                       | 930                         | 後山科陵                    | 京都府京都市伏見区醍醐古道町                                               | | |
| 60  | 醍醐天皇皇后                            | 穏子                           | 954                         | 宇治陵                      | 京都府宇治市木幡                                                           | | 温子陵以下17陵3墓は同兆域 |
| 60  | 醍醐天皇皇后                            | 穏子                           | 954                         | 火葬塚                      | 京都府京都市東山区今熊野泉山町 （鳥戸野陵域内）                            | | 定子陵以下1陵6火葬塚は同兆域 |
| 60  | 醍醐天皇皇孫 皇太子                     | 慶頼王                         | 925                         | 墓                          | 京都府京都市左京区吉田牛ノ宮町                                             | | |
| 60  | 醍醐天皇皇孫女                          | 隆子女王                       | 974                         | 墓                          | 三重県多気郡明和町大字馬之上                                               | | |
| 61  | 第61代天皇                              | 朱雀天皇                       | 952                         | 醍醐陵                      | 京都府京都市伏見区醍醐御陵東裏町                                           | | |
| 62  | 第62代天皇                              | 村上天皇                       | 967                         | 村上陵                      | 京都府京都市右京区鳴滝宇多野谷                                             | | |
| 62  | 村上天皇皇后                            | 安子                           | 964                         | 宇治陵                      | 京都府宇治市木幡                                                           | | 温子陵以下17陵3墓は同兆域 |
| 62  | 村上天皇皇后                            | 安子                           | 964                         | 火葬塚                      | 京都府京都市左京区吉田和泉殿町                                             | | |
| 63  | 第63代天皇                              | 冷泉天皇                       | 1011                        | 桜本陵                      | 京都府京都市左京区鹿ヶ谷法然院町・ 鹿ヶ谷西寺ノ前町                        | | |
| 63  | 第63代天皇                              | 冷泉天皇                       | 1011                        | 火葬塚                      | 京都府京都市左京区鹿ヶ谷西寺ノ前町                                         | | |
| 63  | 冷泉天皇皇后                            | 昌子内親王                     | 1000                        | 岩倉陵                      | 京都府京都市左京区岩倉上蔵町                                               | | |
| 63  | 冷泉天皇女御 贈皇太后                   | 懐子                           | 975                         | 宇治陵                      | 京都府宇治市木幡                                                           | | 温子陵以下17陵3墓は同兆域 |
| 63  | 冷泉天皇女御 贈皇太后                   | 超子                           | 982                         | 宇治陵                      | 京都府宇治市木幡                                                           | | 温子陵以下17陵3墓は同兆域 |
| 63  | 冷泉天皇皇子                            | 敦道親王                       | 1007                        | 墓                          | 京都府宇治市木幡（宇治陵域内）                                             | | 温子陵以下17陵3墓は同兆域 |
| 64  | 第64代天皇                              | 円融天皇                       | 991                         | 後村上陵                    | 京都府京都市右京区宇多野福王子町                                           | | |
| 64  | 第64代天皇                              | 円融天皇                       | 991                         | 火葬塚                      | 京都府京都市右京区竜安寺朱山（龍安寺内）                                   | | |
| 64  | 円融天皇皇后                            | 媓子                           | 979                         | 宇治陵                      | 京都府宇治市木幡                                                           | | 温子陵以下17陵3墓は同兆域 |
| 64  | 円融天皇皇后                            | 遵子                           | 1017                        | 宇治陵                      | 京都府宇治市木幡                                                           | | 温子陵以下17陵3墓は同兆域 |
| 64  | 円融天皇女御 尊称皇太后                 | 詮子                           | 1002                        | 宇治陵                      | 京都府宇治市木幡                                                           | | 温子陵以下17陵3墓は同兆域 |
| 64  | 円融天皇女御 尊称皇太后                 | 詮子                           | 1002                        | 火葬塚                      | 京都府京都市東山区今熊野泉山町 （鳥戸野陵域内）                            | | 定子陵以下1陵6火葬塚は同兆域 |
| 65  | 第65代天皇                              | 花山天皇                       | 1008                        | 紙屋川上陵                  | 京都府京都市北区衣笠北高橋町                                               | | |
| 66  | 第66代天皇                              | 一条天皇                       | 1011                        | 円融寺北陵                  | 京都府京都市右京区龍安寺朱山（龍安寺内）                                   | | |
| 66  | 第66代天皇                              | 一条天皇                       | 1011                        | 火葬塚                      | 京都府京都市北区衣笠鏡石町                                                 | | 三条天皇火葬塚と同兆域 |
| 66  | 一条天皇皇后                            | 定子                           | 1001                        | 鳥戸野陵                    | 京都府京都市東山区今熊野泉山町                                             | | 定子陵以下1陵6火葬塚は同兆域 |
| 66  | 一条天皇皇后                            | 彰子                           | 1074                        | 宇治陵                      | 京都府宇治市木幡                                                           | | 温子陵以下17陵3墓は同兆域 |
| 67  | 第67代天皇                              | 三条天皇                       | 1017                        | 北山陵                      | 京都府京都市北区衣笠西尊上院町                                             | | |
| 67  | 第67代天皇                              | 三条天皇                       | 1017                        | 火葬塚                      | 京都府京都市北区衣笠鏡石町                                                 | | 一条天皇火葬塚と同兆域 |
| 67  | 三条天皇皇后                            | 妍子                           | 1027                        | 宇治陵                      | 京都府宇治市木幡                                                           | | 温子陵以下17陵3墓は同兆域 |
| 67  | 三条天皇皇后                            | 娍子                           | 1025                        | 宇治陵                      | 京都府宇治市木幡                                                           | | 温子陵以下17陵3墓は同兆域 |
| 68  | 第68代天皇                              | 後一条天皇                     | 1036                        | 菩提樹院陵                  | 京都府京都市左京区吉田神楽岡町                                             | | 章子内親王陵と同兆域 |
| 68  | 後一条天皇皇后                          | 威子                           | 1036                        | 宇治陵                      | 京都府宇治市木幡                                                           | | 温子陵以下17陵3墓は同兆域 |
| 68  | 後一条天皇皇后                          | 威子                           | 1036                        | 火葬塚                      | 京都府京都市左京区鹿ヶ谷法然院町・ 鹿ヶ谷西寺ノ前町                        | | 冷泉天皇陵と同兆域 |
| 69  | 第69代天皇                              | 後朱雀天皇                     | 1045                        | 円乗寺陵                    | 京都府京都市右京区龍安寺朱山（龍安寺内）                                   | | 後朱雀天皇以下3陵は同兆域 |
| 69  | 第69代天皇                              | 後朱雀天皇                     | 1045                        | 火葬塚                      | 京都府京都市北区平野上柳町                                                 | | |
| 69  | 後朱雀天皇皇后                          | 禎子内親王                     | 1094                        | 円乗寺東陵                  | 京都府京都市右京区龍安寺朱山（龍安寺内）                                   | | |
| 69  | 後朱雀天皇皇后                          | 禎子内親王                     | 1094                        | 火葬塚                      | 京都府京都市東山区今熊野泉山町 （鳥戸野陵域内）                            | | 定子陵以下1陵6火葬塚は同兆域 |
| 69  | 後朱雀天皇即位前妃 贈皇太后             | 嬉子                           | 1025                        | 宇治陵                      | 京都府宇治市木幡                                                           | | 温子陵以下17陵3墓は同兆域 |
| 69  | 後朱雀天皇女御 准后                     | 藤原生子                       | 1068                        | 墓                          | 京都府宇治市木幡（宇治陵域内）                                             | | 温子陵以下17陵3墓は同兆域 |
| 70  | 第70代天皇                              | 後冷泉天皇                     | 1068                        | 円教寺陵                    | 京都府京都市右京区龍安寺朱山（龍安寺内）                                   | | 後朱雀天皇以下3陵は同兆域 |
| 70  | 第70代天皇                              | 後冷泉天皇                     | 1068                        | 火葬塚                      | 京都府京都市北区紫野下御輿町                                               | | |
| 70  | 後冷泉天皇皇后                          | 章子内親王                     | 1105                        | 菩提樹院陵                  | 京都府京都市左京区吉田神楽岡町                                             | | 後一条天皇陵と同兆域 |
| 70  | 後冷泉天皇皇后                          | 寛子                           | 1127                        | 宇治陵                      | 京都府宇治市木幡                                                           | | 温子陵以下17陵3墓は同兆域 |
| 70  | 後冷泉天皇皇后                          | 歓子                           | 1102                        | 宇治陵                      | 京都府宇治市木幡                                                           | | 温子陵以下17陵3墓は同兆域 |
| 70  | 後冷泉天皇皇后                          | 歓子                           | 1102                        | 火葬塚                      | 京都府京都市東山区今熊野泉山町 （鳥戸野陵域内）                            | | 定子陵以下1陵6火葬塚は同兆域 |
| 71  | 第71代天皇                              | 後三条天皇                     | 1073                        | 円宗寺陵                    | 京都府京都市右京区龍安寺朱山（龍安寺内）                                   | | 後朱雀天皇以下3陵は同兆域 |
| 71  | 後三条天皇即位前妃 贈皇太后             | 茂子                           | 1062                        | 宇治陵                      | 京都府宇治市木幡                                                           | | 温子陵以下17陵3墓は同兆域 |
| 72  | 第72代天皇                              | 白河天皇                       | 1129                        | 成菩提院陵                  | 京都府京都市伏見区竹田浄菩提院町                                           | | |
| 72  | 第72代天皇                              | 白河天皇                       | 1129                        | 火葬塚                      | 京都府京都市北区衣笠西馬場町                                               | | |
| 72  | 白河天皇皇后                            | 賢子                           | 1084                        | 上醍醐陵                    | 京都府京都市伏見区醍醐醍醐山（醍醐寺内）                                   | | 賢子以下4人合葬 |
| 72  | 白河天皇皇后                            | 賢子                           | 1084                        | 火葬塚                      | 京都府京都市東山区今熊野泉山町 （鳥戸野陵域内）                            | | 定子陵以下1陵6火葬塚は同兆域 |
| 72  | 白河天皇皇子                            | 覚行親王                       | 1105                        | 墓                          | 京都府南丹市園部町船阪大門（九品寺内）                                     | | |
| 72  | 白河天皇皇子                            | 覚法親王                       | 1153                        | 墓                          | 和歌山県伊都郡高野町大字高野山字本中院谷                                   | | |
| 72  | 白河天皇皇女 尊称皇后                   | 媞子内親王                     | 1096                        | 上醍醐陵                    | 京都府京都市伏見区醍醐醍醐山（醍醐寺内）                                   | | 賢子以下4人合葬 |
| 72  | 白河天皇皇女 尊称皇后                   | 媞子内親王                     | 1096                        | 火葬塚                      | 京都府京都市北区紫野西野町                                                 | | |
| 72  | 白河天皇皇女 尊称皇后                   | 令子内親王                     | 1144                        | 上醍醐陵                    | 京都府京都市伏見区醍醐醍醐山（醍醐寺内）                                   | | 賢子以下4人合葬 |
| 73  | 第73代天皇                              | 堀河天皇                       | 1107                        | 後円教寺陵                  | 京都府京都市右京区龍安寺朱山（龍安寺内）                                   | | 一条天皇陵と同兆域 |
| 73  | 第73代天皇                              | 堀河天皇                       | 1107                        | 火葬塚                      | 京都府京都市北区等持院東町                                                 | | |
| 73  | 堀河天皇女御 贈皇太后                   | 苡子                           | 1103                        | 宇治陵                      | 京都府宇治市木幡                                                           | | 温子陵以下17陵3墓は同兆域 |
| 73  | 堀河天皇女御 贈皇太后                   | 苡子                           | 1103                        | 火葬塚                      | 京都府京都市東山区今熊野泉山町 （鳥戸野陵域内）                            | | 定子陵以下1陵6火葬塚は同兆域 |
| 74  | 第74代天皇                              | 鳥羽天皇                       | 1156                        | 安楽寿院陵                  | 京都府京都市伏見区竹田浄菩提院町                                           | | |
| 74  | 鳥羽天皇皇后                            | 璋子                           | 1145                        | 花園西陵                    | 京都府京都市右京区花園扇野町                                               | | |
| 74  | 鳥羽天皇皇后                            | 得子                           | 1160                        | 高野山陵                    | 和歌山県伊都郡高野町大字高野山字蓮花谷 （不動院内）                        | | 済深親王分骨塔と同兆域 |
| 74  | 鳥羽天皇皇子                            | 覚快親王                       | 1181                        | 墓                          | 京都府京都市西京区大原野小塩町 （善峯寺内 青蓮院宮墓地）                   | | 覚快親王墓以下5墓は同兆域 |
| 74  | 鳥羽天皇皇女                            | 禧子内親王                     | 1133                        | 上醍醐陵                    | 京都府京都市伏見区醍醐醍醐山（醍醐寺内）                                   | | 賢子以下4人合葬 |
| 74  | 鳥羽天皇皇女 尊称皇后                   | 統子内親王                     | 1189                        | 花園東陵                    | 京都府京都市右京区花園寺ノ内町                                             | | |
| 74  | 鳥羽天皇皇女                            | 暲子内親王                     | 1211                        | 墓                          | 京都府京都市右京区鳴滝中道町                                               | | |
| 75  | 第75代天皇                              | 崇徳天皇                       | 1164                        | 白峯陵                      | 香川県坂出市青海町                                                         | | |
| 75  | 崇徳天皇皇后                            | 聖子                           | 1182                        | 月輪南陵                    | 京都府京都市伏見区深草本寺山町                                             | | |
| 76  | 第76代天皇                              | 近衛天皇                       | 1155                        | 安楽寿院南陵                | 京都府京都市伏見区竹田浄菩提院町                                           | | |
| 76  | 第76代天皇                              | 近衛天皇                       | 1155                        | 火葬塚                      | 京都府京都市北区紫野花ノ坊町                                               | | |
| 77  | 第77代天皇                              | 後白河天皇                     | 1192                        | 法住寺陵                    | 京都府京都市東山区三十三間堂廻り                                           | | 後白河天皇陵以下1陵7墓は同兆域 |
| 77  | 後白河天皇皇子                          | 以仁王                         | 1180                        | 墓                          | 京都府木津川市山城町綺田神ノ木                                             | 飛地い号 | （飛地い号：伝筒井浄妙墓） |
| 78  | 第78代天皇                              | 二条天皇                       | 1165                        | 香隆寺陵                    | 京都府京都市北区平野八丁柳町                                               | | |
| 79  | 第79代天皇                              | 六条天皇                       | 1176                        | 清閑寺陵                    | 京都府京都市東山区清閑寺歌ノ中山町                                         | | |
| 80  | 第80代天皇                              | 高倉天皇                       | 1181                        | 後清閑寺陵                  | 京都府京都市東山区清閑寺歌ノ中山町                                         | | |
| 80  | 高倉天皇皇后                            | 徳子                           | 1214                        | 大原西陵                    | 京都府京都市左京区大原草生町                                               | | |
| 81  | 第81代天皇                              | 安徳天皇                       | 1185                        | 阿弥陀寺陵                  | 山口県下関市阿弥陀寺町                                                     | | |
| 82  | 第82代天皇                              | 後鳥羽天皇                     | 1239                        | 大原陵                      | 京都府京都市左京区大原勝林院町                                             | | 順徳天皇陵と同兆域 |
| 82  | 第82代天皇                              | 後鳥羽天皇                     | 1239                        | 火葬塚                      | 島根県隠岐郡海士町大字海士                                                 | | |
| 82  | 後鳥羽天皇皇子                          | 道助親王                       | 1249                        | 墓                          | 和歌山県伊都郡高野町大字高野山字一心院谷                                   | | |
| 82  | 後鳥羽天皇皇子                          | 雅成親王                       | 1255                        | 墓                          | 兵庫県豊岡市高屋字御所谷                                                   | | |
| 82  | 後鳥羽天皇皇子                          | 頼仁親王                       | 1264                        | 墓                          | 岡山県倉敷市木見字正光寺                                                   | | |
| 82  | 後鳥羽天皇皇子                          | 道覚親王                       | 1250                        | 墓                          | 京都府京都市西京区大原野小塩町 （善峯寺内 青蓮院宮墓地）                   | | 覚快親王墓以下5墓は同兆域 |
| 82  | 後鳥羽天皇皇女                          | 礼子内親王                     | 1273                        | 墓                          | 京都府京都市右京区太秦安井池田町                                           | | |
| 83  | 第83代天皇                              | 土御門天皇                     | 1231                        | 金原陵                      | 京都府長岡京市金ヶ原金原寺                                                 | | |
| 83  | 第83代天皇                              | 土御門天皇                     | 1231                        | 火葬塚                      | 徳島県鳴門市大麻町池谷字大石                                               | 飛地い号 飛地ろ号 | |
| 84  | 第84代天皇                              | 順徳天皇                       | 1242                        | 大原陵                      | 京都府京都市左京区大原勝林院町                                             | | 後鳥羽天皇陵と同兆域 |
| 84  | 第84代天皇                              | 順徳天皇                       | 1242                        | 火葬塚                      | 新潟県佐渡市真野字林                                                       | | |
| 84  | 順徳天皇皇子                            | 千歳宮                         | 1254                        | 墓                          | 新潟県佐渡市三宮字道祖神                                                   | | |
| 84  | 順徳天皇皇女                            | 慶子女王                       | 1286                        | 墓                          | 新潟県佐渡市宮川甲字唐崎                                                   | | |
| 84  | 順徳天皇皇女                            | 忠子女王                       | 1249                        | 墓                          | 新潟県佐渡市二宮                                                           | | |
| 84  | 順徳天皇皇曾孫                          | 志玄王                         | 1359                        | 墓                          | 京都府京都市右京区嵯峨柳田町（慈済院墓地内）                               | | |
| 85  | 第85代天皇                              | 仲恭天皇                       | 1234                        | 九条陵                      | 京都府京都市伏見区深草本寺山町                                             | | |
| 86  | 第86代天皇                              | 後堀河天皇                     | 1234                        | 観音寺陵                    | 京都府京都市東山区今熊野泉山町（泉涌寺内）                                 | | |
| 87  | 第87代天皇                              | 四条天皇                       | 1242                        | 月輪陵                      | 京都府京都市東山区今熊野泉山町（泉涌寺内）                                 | | 四条天皇陵以下25陵5灰塚9墓は同兆域 |
| 88  | 第88代天皇                              | 後嵯峨天皇                     | 1272                        | 嵯峨南陵                    | 京都府京都市右京区嵯峨天龍寺芒ノ馬場町 （天龍寺内）                        | | 亀山天皇陵と同兆域 |
| 88  | 第88代天皇                              | 後嵯峨天皇                     | 1272                        | 火葬塚                      | 京都府京都市右京区嵯峨亀ノ尾町                                             | | 後嵯峨天皇火葬塚以下3火葬塚は同兆域 |
| 88  | 後嵯峨天皇皇后                          | 姞子                           | 1292                        | 粟田山陵                    | 京都府京都市左京区南禅寺福地町（南禅寺内）                                 | | |
| 88  | 後嵯峨天皇皇后                          | 姞子                           | 1292                        | 分骨所                      | 大阪府南河内郡太子町大字太子（叡福寺内）                                   | | |
| 88  | 後嵯峨天皇皇子                          | 顕日王                         | 1316                        | 墓                          | 栃木県大田原市雲岩寺字西輪（雲巌寺内）                                     | | |
| 88  | 後嵯峨天皇皇子                          | 顕日王                         | 1316                        | 分骨塔                      | 神奈川県鎌倉市山ノ内（建長寺正統院内）                                     | | |
| 89  | 第89代天皇                              | 後深草天皇                     | 1304                        | 深草北陵                    | 京都府京都市伏見区深草坊町                                                 | | 後深草天皇以下13人合葬 |
| 89  | 後深草天皇皇子                          | 性仁親王                       | 1304                        | 墓                          | 京都府京都市右京区梅ヶ畑高雄町（神護寺内）                                 | | |
| 90  | 第90代天皇                              | 亀山天皇                       | 1305                        | 亀山陵                      | 京都府京都市右京区嵯峨天龍寺芒ノ馬場町 （天龍寺内）                        | | 後嵯峨天皇陵と同兆域 |
| 90  | 第90代天皇                              | 亀山天皇                       | 1305                        | 分骨所                      | 京都府京都市右京区北嵯峨朝原山町 （蓮華峯寺陵内）                          | | 後宇多天皇以下2人および3人分骨合葬 |
| 90  | 第90代天皇                              | 亀山天皇                       | 1305                        | 分骨所                      | 京都府京都市左京区南禅寺福地町（南禅寺内）                                 | | |
| 90  | 第90代天皇                              | 亀山天皇                       | 1305                        | 火葬塚                      | 京都府京都市右京区嵯峨亀ノ尾町                                             | | 後嵯峨天皇火葬塚以下3火葬塚は同兆域 |
| 90  | 亀山天皇皇后                            | 佶子                           | 1272                        | 蓮華峯寺陵                  | 京都府京都市右京区北嵯峨朝原山町                                           | | 後宇多天皇以下2人および3人分骨合葬 |
| 90  | 亀山天皇皇子                            | 良助親王                       | 1318                        | 冬野墓                      | 奈良県高市郡明日香村大字冬野                                               | | |
| 90  | 亀山天皇皇子                            | 慈道親王                       | 1341                        | 墓                          | 京都府京都市西京区大原野小塩町 （善峯寺内 青蓮院宮墓地）                   | | 覚快親王墓以下5墓は同兆域 |
| 90  | 亀山天皇皇子                            | 寛尊親王                       | 1323                        | 墓                          | 京都府京都市右京区北嵯峨山王町 （大覚寺宮墓地）                            | | 性勝親王墓以下9墓は同兆域 |
| 90  | 亀山天皇皇孫                            | 尊観親王                       | 1400                        | 墓                          | 山口県下関市西南部町（専念寺内）                                           | | |
| 91  | 第91代天皇                              | 後宇多天皇                     | 1324                        | 蓮華峯寺陵                  | 京都府京都市右京区北嵯峨朝原山町                                           | 飛地い号 飛地ろ号 飛地は号 飛地に号 飛地ほ号 飛地へ号                                                                         | 後宇多天皇以下2人および3人分骨合葬 （飛地い号：朝原山7号墳） （飛地ほ号：朝原山33・34号墳） （飛地へ号：朝原山14-18号墳） |
| 91  | 第91代天皇                              | 後宇多天皇                     | 1324                        | 髪塔                        | 京都府京都市右京区太秦安井池田町                                           | | |
| 91  | 後宇多天皇皇后                          | 姈子内親王                     | 1307                        | 今林陵                      | 京都府京都市右京区嵯峨大覚寺門前六道町                                     | | |
| 91  | 後宇多天皇皇后                          | 姈子内親王                     | 1307                        | 分骨所                      | 京都府京都市右京区北嵯峨朝原山町 （蓮華峯寺陵内）                          | | 後宇多天皇以下2人および3人分骨合葬 |
| 91  | 後宇多天皇皇子                          | 性勝親王                       | 1354                        | 墓                          | 京都府京都市右京区北嵯峨山王町 （大覚寺宮墓地）                            | | 性勝親王墓以下9墓は同兆域 |
| 92  | 第92代天皇                              | 伏見天皇                       | 1317                        | 深草北陵                    | 京都府京都市伏見区深草坊町                                                 | | 後深草天皇以下13人合葬 |
| 92  | 伏見天皇皇子                            | 尊円親王                       | 1356                        | 墓                          | 京都府京都市西京区大原野小塩町 （善峯寺内 青蓮院宮墓地）                   | | 覚快親王墓以下5墓は同兆域 |
| 93  | 第93代天皇                              | 後伏見天皇                     | 1336                        | 深草北陵                    | 京都府京都市伏見区深草坊町                                                 | | 後深草天皇以下13人合葬 |
| 93  | 第93代天皇                              | 後伏見天皇                     | 1336                        | 火葬塚                      | 京都府京都市右京区嵯峨亀ノ尾町                                             | | 後嵯峨天皇火葬塚以下3火葬塚は同兆域 |
| 93  | 後伏見天皇皇子 北朝初代天皇             | 光厳天皇                       | 1364                        | 山国陵                      | 京都府京都市右京区京北井戸町丸山 （常照皇寺内）                            | | 後花園天皇陵以下2陵1分骨所は同兆域 |
| 93  | 後伏見天皇皇子 北朝初代天皇             | 光厳天皇                       | 1364                        | 分骨所                      | 大阪府河内長野市天野町（金剛寺内）                                         | | |
| 93  | 後伏見天皇皇子 北朝初代天皇             | 光厳天皇                       | 1364                        | 髪塔                        | 京都府京都市右京区嵯峨天龍寺北造路町                                       | | |
| 93  | 後伏見天皇皇子 北朝第2代天皇            | 光明天皇                       | 1380                        | 大光明寺陵                  | 京都府京都市伏見区桃山町秦長老                                             | | 光明天皇陵以下2陵1墓は同兆域 |
| 93  | 後伏見天皇皇孫                          | 尊道親王                       | 1403                        | 墓                          | 京都府京都市西京区大原野小塩町 （善峯寺内 青蓮院宮墓地）                   | | 覚快親王墓以下5墓は同兆域 |
| 93  | 後伏見天皇皇孫 北朝第3代天皇            | 崇光天皇                       | 1398                        | 大光明寺陵                  | 京都府京都市伏見区桃山町秦長老                                             | | 光明天皇陵以下2陵1墓は同兆域 |
| 93  | 後伏見天皇皇曾孫 北朝第4代天皇          | 後光厳天皇                     | 1374                        | 深草北陵                    | 京都府京都市伏見区深草坊町                                                 | | 後深草天皇以下13人合葬 |
| 93  | 後伏見天皇皇曾孫 北朝第4代天皇          | 後光厳天皇                     | 1374                        | 分骨所                      | 京都府京都市東山区今熊野泉山町 （泉涌寺雲龍院内）                          | | 後光厳天皇分骨所以下2分骨所1灰塚5墓は同兆域 |
| 93  | 後光厳天皇後宮                          | 崇賢門院藤原仲子               | 1427                        | 墓                          | 京都府京都市上京区行衛町（華開院墓地内）                                   | | 藤原厳子墓と同兆域 |
| 93  | 後伏見天皇皇曾孫                        | 栄仁親王（伏見宮）             | 1416                        | 墓                          | 京都府京都市伏見区深草坊町（深草北陵内）                                   | | 後深草天皇以下13人合葬 |
| 93  | 北朝第5代天皇                           | 後円融天皇                     | 1393                        | 深草北陵                    | 京都府京都市伏見区深草坊町                                                 | | 後深草天皇以下13人合葬 |
| 93  | 北朝第5代天皇                           | 後円融天皇                     | 1393                        | 分骨所                      | 京都府京都市東山区今熊野泉山町 （泉涌寺雲龍院内）                          | | 後光厳天皇分骨所以下2分骨所1灰塚5墓は同兆域 |
| 93  | 後円融天皇後宮                          | 通陽門院藤原厳子               | 1406                        | 墓                          | 京都府京都市上京区行衛町（華開院墓地内）                                   | | 藤原仲子墓と同兆域 |
| 93  | 後伏見天皇皇曾孫                        | 道円親王                       | 1385                        | 墓                          | 京都府京都市東山区粟田口三条坊町 （青蓮院内 青蓮院宮上ノ墓地）             | | 道円親王墓以下8墓は同兆域 |
| 93  | 後伏見天皇皇曾孫                        | 寛教親王                       | 不詳                        | 墓                          | 京都府京都市右京区北嵯峨山王町 （大覚寺宮墓地）                            | | 性勝親王墓以下9墓は同兆域 |
| 93  | 後伏見天皇皇玄孫                        | 治仁王（伏見宮）               | 1417                        | 墓                          | 京都府京都市伏見区桃山町秦長老 （大光明寺陵域内）                          | | 光明天皇陵以下2陵1墓は同兆域 |
| 93  | 後伏見天皇皇玄孫 尊称天皇               | 後崇光太上天皇                 | 1456                        | 伏見松林院陵                | 京都府京都市伏見区丹後町                                                   | | |
| 93  | 後伏見天皇五世皇孫                      | 貞常親王（伏見宮）             | 1474                        | 墓                          | 京都府京都市上京区相国寺門前町 （相国寺内 伏見宮墓地）                     | | 貞常親王墓以下77墓は同兆域 |
| 93  | 後伏見天皇六世皇孫                      | 邦高親王（伏見宮）             | 1532                        | 墓                          | 京都府京都市上京区相国寺門前町 （相国寺内 伏見宮墓地）                     | | 貞常親王墓以下77墓は同兆域 |
| 93  | 後伏見天皇七世皇孫                      | 貞敦親王（伏見宮）             | 1572                        | 墓                          | 京都府京都市上京区相国寺門前町 （相国寺内 伏見宮墓地）                     | | 貞常親王墓以下77墓は同兆域 |
| 93  | 後伏見天皇七世皇孫                      | 日承王（伏見宮）               | 1531                        | 墓                          | 京都府京都市中京区下本能寺前町（本能寺内）                                 | | |
| 93  | 後伏見天皇八世皇孫                      | 邦輔親王（伏見宮）             | 1563                        | 墓                          | 京都府京都市上京区相国寺門前町 （相国寺内 伏見宮墓地）                     | | 貞常親王墓以下77墓は同兆域 |
| 93  | 後伏見天皇八世皇孫                      | 任助親王（伏見宮）             | 1584                        | 墓                          | 広島県廿日市市宮島口2丁目                                                  | | |
| 93  | 後伏見天皇八世皇孫女                    | 尊智女王（伏見宮）             | 1602                        | 墓                          | 奈良県生駒郡斑鳩町大字三井 （中宮寺宮墓地）                                | | 尊智女王墓以下6墓1塔は同兆域 |
| 93  | 後伏見天皇九世皇孫                      | 邦茂王（伏見宮）               | 1563                        | 墓                          | 京都府亀岡市千歳町千歳北谷山                                               | | |
| 93  | 後伏見天皇九世皇孫                      | 貞康親王（伏見宮）             | 1568                        | 墓                          | 京都府京都市上京区相国寺門前町 （相国寺内 伏見宮墓地）                     | | 貞常親王墓以下77墓は同兆域 |
| 93  | 後伏見天皇九世皇孫                      | 常胤親王（伏見宮）             | 1621                        | 墓                          | 京都府京都市東山区三十三間堂廻リ （妙法院宮墓地）                          | | 後白河天皇陵以下1陵7墓は同兆域 |
| 93  | 後伏見天皇九世皇孫                      | 尊朝親王（伏見宮）             | 1597                        | 墓                          | 京都府京都市東山区粟田口三条坊町 （青蓮院内 青蓮院宮上ノ墓地）             | | 道円親王墓以下8墓は同兆域 |
| 93  | 後伏見天皇九世皇孫                      | 最胤親王（伏見宮）             | 1639                        | 墓                          | 京都府京都市左京区大原勝林院町 （梶井宮墓地）                              | | |
| 93  | 後伏見天皇九世皇孫                      | 尊純親王（伏見宮）             | 1653                        | 墓                          | 京都府京都市東山区粟田口三条坊町 （青蓮院内 青蓮院宮上ノ墓地）             | | 道円親王墓以下8墓は同兆域 |
| 93  | 後伏見天皇九世皇孫女                    | 瑞珍女王（伏見宮）             | 不詳                        | 墓                          | 京都府京都市上京区相国寺門前町 （相国寺長得院墓地内）                      | | |
| 93  | 後伏見天皇十世皇孫                      | 邦房親王（伏見宮）             | 1622                        | 墓                          | 京都府京都市上京区相国寺門前町 （相国寺内 伏見宮墓地）                     | | 貞常親王墓以下77墓は同兆域 |
| 93  | 後伏見天皇十一世皇孫                    | 貞清親王（伏見宮）             | 1654                        | 墓                          | 京都府京都市上京区相国寺門前町 （相国寺内 伏見宮墓地）                     | | 伏見宮家第10代当主 貞常親王墓以下77墓は同兆域 |
| 93  | 後伏見天皇十一世皇孫女                  | 聖久女王（伏見宮）             | 1631                        | 墓                          | 京都府京都市北区紫野大徳寺町 （大徳寺養徳院内 曇華院宮墓地）               | | 聖秀女王墓以下8墓は同兆域 |
| 93  | 後伏見天皇十一世皇孫女                  | 尊覚女王（伏見宮）             | 1694                        | 墓                          | 奈良県生駒郡斑鳩町大字三井 （中宮寺宮墓地）                                | | 尊智女王墓以下6墓1塔は同兆域 |
| 93  | 後伏見天皇十二世皇孫                    | 邦尚親王（伏見宮）             | 1653                        | 墓                          | 京都府京都市上京区相国寺門前町 （相国寺内 伏見宮墓地）                     | | 伏見宮家第11代当主 貞常親王墓以下77墓は同兆域 |
| 93  | 後伏見天皇十二世皇孫                    | 邦道親王（伏見宮）             | 1654                        | 墓                          | 京都府京都市上京区相国寺門前町 （相国寺内 伏見宮墓地）                     | | 伏見宮家第12代当主 貞常親王墓以下77墓は同兆域 |
| 93  | 後伏見天皇十二世皇孫女                  | 聖崇女王（伏見宮）             | 1670                        | 墓                          | 京都府京都市北区紫野大徳寺町 （大徳寺養徳院内 曇華院宮墓地）               | | 聖秀女王墓以下8墓は同兆域 |
| 93  | 後伏見天皇十二世皇孫女                  | 聖竺女王（伏見宮）             | 1670                        | 墓                          | 京都府京都市北区紫野大徳寺町 （大徳寺養徳院内 曇華院宮墓地）               | | 聖秀女王墓以下8墓は同兆域 |
| 93  | 後伏見天皇十三世皇孫                    | 貞致親王（伏見宮）             | 1694                        | 墓                          | 京都府京都市上京区相国寺門前町 （相国寺内 伏見宮墓地）                     | | 伏見宮家第13代当主 貞常親王墓以下77墓は同兆域 |
| 93  | 後伏見天皇十三世皇孫貞致親王妃          | 好君（伏見宮）                 | 1676                        | 墓                          | 京都府京都市東山区本町15丁目 （東福寺海蔵院内）                            | | |
| 93  | 後伏見天皇十四世皇孫                    | 美厳院（伏見宮）               | 1668                        | 墓                          | 京都府京都市上京区相国寺門前町 （相国寺内 伏見宮墓地）                     | | 貞常親王墓以下77墓は同兆域 |
| 93  | 後伏見天皇十四世皇孫                    | 邦永親王（伏見宮）             | 1726                        | 墓                          | 京都府京都市上京区相国寺門前町 （相国寺内 伏見宮墓地）                     | | 伏見宮家第14代当主 貞常親王墓以下77墓は同兆域 |
| 93  | 後伏見天皇十四世皇孫邦永親王妃          | 福子内親王（伏見宮）           | 1707                        | 墓                          | 京都府京都市上京区相国寺門前町 （相国寺内 伏見宮墓地）                     | | 貞常親王墓以下77墓は同兆域 |
| 93  | 後伏見天皇十四世皇孫                    | 道仁親王（伏見宮）             | 1733                        | 墓                          | 京都府京都市左京区大原勝林院町 （梶井宮墓地）                              | | 慈胤親王墓以下4墓は同兆域 |
| 93  | 後伏見天皇十四世皇孫                    | 英宮（伏見宮）                 | 1698                        | 墓                          | 京都府京都市東山区粟田口三条坊町 （青蓮院内 青蓮院宮上ノ墓地）             | | 道円親王墓以下8墓は同兆域 |
| 93  | 後伏見天皇十四世皇孫女                  | 致子女王（伏見宮）             | 1728                        | 墓                          | 京都府京都市上京区相国寺門前町 （相国寺内 伏見宮墓地）                     | | 貞常親王墓以下77墓は同兆域 |
| 93  | 後伏見天皇十四世皇孫女                  | 正宮（伏見宮）                 | 1689                        | 墓                          | 京都府京都市上京区相国寺門前町 （相国寺内 伏見宮墓地）                     | | 貞常親王墓以下77墓は同兆域 |
| 93  | 後伏見天皇十五世皇孫                    | 道承親王（伏見宮）             | 1714                        | 墓                          | 京都府京都市左京区北白川丸山町 （聖護院宮墓地）                            | | 道承親王墓以下6墓は同兆域 |
| 93  | 後伏見天皇十五世皇孫                    | 尊祐親王（伏見宮）             | 1747                        | 墓                          | 京都府京都市東山区粟田口三条坊町 （青蓮院内 青蓮院宮上ノ墓地）             | | 道円親王墓以下8墓は同兆域 |
| 93  | 後伏見天皇十五世皇孫                    | 貞建親王（伏見宮）             | 1754                        | 墓                          | 京都府京都市上京区相国寺門前町 （相国寺内 伏見宮墓地）                     | | 伏見宮家第15代当主 貞常親王墓以下77墓は同兆域 |
| 93  | 後伏見天皇十五世皇孫貞建親王妃          | 秋子内親王（伏見宮）           | 1756                        | 墓                          | 京都府京都市上京区相国寺門前町 （相国寺内 伏見宮墓地）                     | | 貞常親王墓以下77墓は同兆域 |
| 93  | 後伏見天皇十五世皇孫                    | 尊孝親王（伏見宮）             | 1748                        | 墓                          | 京都府京都市山科区勧修寺南谷町 （勧修寺宮墓地）                            | | 済深親王墓以下2墓1塔は同兆域 |
| 93  | 後伏見天皇十五世皇孫                    | 義周親王（伏見宮）             | 1738                        | 墓                          | 京都府京都市左京区岩倉上蔵町（実相院宮墓地）                               | | 義延親王墓以下3墓1塔は同兆域 |
| 93  | 後伏見天皇十五世皇孫女                  | 明宮（伏見宮）                 | 1699                        | 墓                          | 京都府京都市上京区相国寺門前町 （相国寺内 伏見宮墓地）                     | | 貞常親王墓以下77墓は同兆域 |
| 93  | 後伏見天皇十五世皇孫女                  | 宗真女王（伏見宮）             | 1764                        | 墓                          | 京都府京都市左京区鹿ヶ谷桜谷町 （霊鑑寺宮墓地）                            | | 宗栄女王墓以下3墓は同兆域 |
| 93  | 後伏見天皇十六世皇孫                    | 邦忠親王（伏見宮）             | 1759                        | 墓                          | 京都府京都市上京区相国寺門前町 （相国寺内 伏見宮墓地）                     | | 伏見宮家第16代当主 貞常親王墓以下77墓は同兆域 |
| 93  | 後伏見天皇十六世皇孫                    | 邦頼親王（伏見宮）             | 1802                        | 墓                          | 京都府京都市上京区相国寺門前町 （相国寺内 伏見宮墓地）                     | | 伏見宮家第18代当主 貞常親王墓以下77墓は同兆域 |
| 93  | 後伏見天皇十六世皇孫邦頼親王妃          | 昌子（伏見宮）                 | 1829                        | 墓                          | 京都府京都市上京区相国寺門前町 （相国寺内 伏見宮墓地）                     | | 貞常親王墓以下77墓は同兆域 |
| 93  | 後伏見天皇十六世皇孫                    | 尊英親王（伏見宮）             | 1752                        | 墓                          | 京都府京都市東山区粟田口三条坊町 （青蓮院内 青蓮院宮上ノ墓地）             | | 道円親王墓以下8墓は同兆域 |
| 93  | 後伏見天皇十六世皇孫                    | 尊真親王（伏見宮）             | 1824                        | 墓                          | 京都府京都市東山区粟田口三条坊町 （青蓮院内 青蓮院宮下ノ墓地）             | | 尊真親王墓以下3墓は同兆域 |
| 93  | 後伏見天皇十六世皇孫                    | 雄香宮（伏見宮）               | 1744                        | 墓                          | 京都府京都市上京区相国寺門前町 （相国寺内 伏見宮墓地）                     | | 貞常親王墓以下77墓は同兆域 |
| 93  | 後伏見天皇十六世皇孫                    | 万数宮（伏見宮）               | 1751                        | 墓                          | 京都府京都市上京区相国寺門前町 （相国寺内 伏見宮墓地）                     | | 貞常親王墓以下77墓は同兆域 |
| 93  | 後伏見天皇十六世皇孫女                  | 猷子女王（伏見宮）             | 1735                        | 墓                          | 京都府京都市上京区相国寺門前町 （相国寺内 伏見宮墓地）                     | | 貞常親王墓以下77墓は同兆域 |
| 93  | 後伏見天皇十六世皇孫女                  | 豊子女王（伏見宮）             | 1727                        | 墓                          | 京都府京都市上京区相国寺門前町 （相国寺内 伏見宮墓地）                     | | 貞常親王墓以下77墓は同兆域 |
| 93  | 後伏見天皇十六世皇孫女                  | 祺子女王（伏見宮）             | 1754                        | 墓                          | 京都府京都市上京区相国寺門前町 （相国寺内 伏見宮墓地）                     | | 貞常親王墓以下77墓は同兆域 |
| 93  | 後伏見天皇十六世皇孫女                  | 益子女王（伏見宮）             | 1753                        | 墓                          | 京都府京都市上京区相国寺門前町 （相国寺内 伏見宮墓地）                     | | 貞常親王墓以下77墓は同兆域 |
| 93  | 後伏見天皇十七世皇孫                    | 貞敬親王（伏見宮）             | 1841                        | 墓                          | 京都府京都市上京区相国寺門前町 （相国寺内 伏見宮墓地）                     | | 伏見宮家第19代当主 貞常親王墓以下77墓は同兆域 |
| 93  | 後伏見天皇十七世皇孫貞敬親王妃          | 輝子（伏見宮）                 | 1828                        | 墓                          | 京都府京都市上京区相国寺門前町 （相国寺内 伏見宮墓地）                     | | 貞常親王墓以下77墓は同兆域 |
| 93  | 後伏見天皇十七世皇孫                    | 公澄親王（伏見宮）             | 1828                        | 墓                          | 京都府京都市山科区安朱稲荷山町 （毘沙門堂内 輪王寺宮墓地）                 | | 公弁親王墓以下6墓5塔は同兆域 |
| 93  | 後伏見天皇十七世皇孫                    | 公澄親王（伏見宮）             | 1828                        | 髪爪塔                      | 栃木県日光市山内（輪王寺内 輪王寺宮墓地）                                  | | 天真親王分骨塔以下12塔は同兆域 |
| 93  | 後伏見天皇十七世皇孫                    | 公澄親王（伏見宮）             | 1828                        | 髪爪塔                      | 東京都台東区上野公園 （寛永寺両大師内 輪王寺宮墓地）                       | | 守澄親王墓以下8墓5塔は同兆域 |
| 93  | 後伏見天皇十七世皇孫                    | 佐保宮（伏見宮）               | 1788                        | 墓                          | 京都府京都市上京区相国寺門前町 （相国寺内 伏見宮墓地）                     | | 貞常親王墓以下77墓は同兆域 |
| 93  | 後伏見天皇十七世皇孫女                  | 利宮（伏見宮）                 | 1779                        | 墓                          | 京都府京都市上京区相国寺門前町 （相国寺内 伏見宮墓地）                     | | 貞常親王墓以下77墓は同兆域 |
| 93  | 後伏見天皇十七世皇孫女                  | 鉉宮（伏見宮）                 | 1778                        | 墓                          | 京都府京都市上京区相国寺門前町 （相国寺内 伏見宮墓地）                     | | 貞常親王墓以下77墓は同兆域 |
| 93  | 後伏見天皇十七世皇孫女                  | 艶宮（伏見宮）                 | 1784                        | 墓                          | 京都府京都市上京区相国寺門前町 （相国寺内 伏見宮墓地）                     | | 貞常親王墓以下77墓は同兆域 |
| 93  | 後伏見天皇十七世皇孫女                  | 章宮（伏見宮）                 | 1788                        | 墓                          | 京都府京都市上京区相国寺門前町 （相国寺内 伏見宮墓地）                     | | 貞常親王墓以下77墓は同兆域 |
| 93  | 後伏見天皇十七世皇孫女                  | 好宮（伏見宮）                 | 1792                        | 墓                          | 京都府京都市上京区相国寺門前町 （相国寺内 伏見宮墓地）                     | | 貞常親王墓以下77墓は同兆域 |
| 93  | 後伏見天皇十七世皇孫女                  | 百宮（伏見宮）                 | 1792                        | 墓                          | 京都府京都市上京区相国寺門前町 （相国寺内 伏見宮墓地）                     | | 貞常親王墓以下77墓は同兆域 |
| 93  | 後伏見天皇十七世皇孫女                  | 繁宮（伏見宮）                 | 1795                        | 墓                          | 京都府京都市上京区相国寺門前町 （相国寺内 伏見宮墓地）                     | | 貞常親王墓以下77墓は同兆域 |
| 93  | 後伏見天皇十八世皇孫                    | 邦家親王（伏見宮）             | 1872                        | 墓                          | 京都府京都市上京区相国寺門前町 （相国寺内 伏見宮墓地）                     | | 伏見宮家第20代当主 貞常親王墓以下77墓は同兆域 |
| 93  | 後伏見天皇十八世皇孫邦家親王妃          | 景子（伏見宮）                 | 1892                        | 墓                          | 京都府京都市上京区相国寺門前町 （相国寺内 伏見宮墓地）                     | | 貞常親王墓以下77墓は同兆域 |
| 93  | 後伏見天皇十八世皇孫                    | 尊宝親王（伏見宮）             | 1832                        | 墓                          | 京都府京都市東山区粟田口三条坊町 （青蓮院内 青蓮院宮下ノ墓地）             | | 尊真親王墓以下3墓は同兆域 |
| 93  | 後伏見天皇十八世皇孫                    | 普照院（伏見宮）               | 1806                        | 墓                          | 京都府京都市上京区相国寺門前町 （相国寺内 伏見宮墓地）                     | | 貞常親王墓以下77墓は同兆域 |
| 93  | 後伏見天皇十八世皇孫                    | 尊誠親王（伏見宮）             | 1822                        | 墓                          | 奈良県奈良市菅原町（喜光寺内 一乗院宮墓地）                                | | 尊賞親王墓以下4墓は同兆域 |
| 93  | 後伏見天皇十八世皇孫                    | 清観院（伏見宮）               | 1808                        | 墓                          | 京都府京都市上京区相国寺門前町 （相国寺内 伏見宮墓地）                     | | 貞常親王墓以下77墓は同兆域 |
| 93  | 後伏見天皇十八世皇孫                    | 千嘉宮（伏見宮）               | 1815                        | 墓                          | 京都府京都市上京区相国寺門前町 （相国寺内 伏見宮墓地）                     | | 貞常親王墓以下77墓は同兆域 |
| 93  | 後伏見天皇十八世皇孫                    | 苞宮（閑院宮）                 | 1792                        | 墓                          | 京都府京都市上京区北ノ辺町（廬山寺墓地内）                                 | | 貞常親王墓以下77墓は同兆域 |
| 93  | 後伏見天皇十八世皇孫                    | 尊常親王（伏見宮）             | 1836                        | 墓                          | 奈良県奈良市菅原町（喜光寺内 一乗院宮墓地）                                | | 尊賞親王墓以下4墓は同兆域 |
| 93  | 後伏見天皇十八世皇孫                    | 守脩親王（梨本宮）             | 1885                        | 墓                          | 京都府京都市東山区泉涌寺山内町                                             | | 梨本宮家初代当主 守脩親王墓以下3墓は同兆域 |
| 93  | 後伏見天皇十八世皇孫                    | 万寿宮（伏見宮）               | 1831                        | 墓                          | 京都府京都市左京区北白川丸山町 （聖護院宮墓地）                            | | 道承親王墓以下6墓は同兆域 |
| 93  | 後伏見天皇十八世皇孫                    | 煥宮（伏見宮）                 | 1821                        | 墓                          | 京都府京都市上京区相国寺門前町 （相国寺内 伏見宮墓地）                     | | 貞常親王墓以下77墓は同兆域 |
| 93  | 後伏見天皇十八世皇孫                    | 佐那宮（伏見宮）               | 1823                        | 墓                          | 京都府京都市上京区相国寺門前町 （相国寺内 伏見宮墓地）                     | | 貞常親王墓以下77墓は同兆域 |
| 93  | 後伏見天皇十八世皇孫                    | 證妙楽院（伏見宮）             | 1824                        | 墓                          | 京都府京都市上京区相国寺門前町 （相国寺内 伏見宮墓地）                     | | 貞常親王墓以下77墓は同兆域 |
| 93  | 後伏見天皇十八世皇孫                    | 漸学院（伏見宮）               | 1829                        | 墓                          | 京都府京都市上京区相国寺門前町 （相国寺内 伏見宮墓地）                     | | 貞常親王墓以下77墓は同兆域 |
| 93  | 後伏見天皇十八世皇孫女                  | 師子女王（伏見宮）             | 1833                        | 墓                          | 京都府京都市上京区相国寺門前町 （相国寺内 伏見宮墓地）                     | | 貞常親王墓以下77墓は同兆域 |
| 93  | 後伏見天皇十八世皇孫女                  | 日尊女王（伏見宮）             | 1868                        | 墓                          | 京都府京都市左京区岡崎東福ノ川町 （善正寺瑞龍寺墓地内）                    | | |
| 93  | 後伏見天皇十八世皇孫女                  | 喜之宮（伏見宮）               | 1811                        | 墓                          | 京都府京都市上京区相国寺門前町 （相国寺内 伏見宮墓地）                     | | 貞常親王墓以下77墓は同兆域 |
| 93  | 後伏見天皇十八世皇孫女                  | 陳宮（伏見宮）                 | 1813                        | 墓                          | 京都府京都市上京区相国寺門前町 （相国寺内 伏見宮墓地）                     | | 貞常親王墓以下77墓は同兆域 |
| 93  | 後伏見天皇十八世皇孫女                  | 宗諄女王（伏見宮）             | 1891                        | 墓                          | 京都府京都市左京区南禅寺北ノ坊町                                           | | |
| 93  | 後伏見天皇十八世皇孫女                  | 隆子女王（伏見宮）             | 1860                        | 墓                          | 京都府京都市上京区相国寺門前町 （相国寺内 伏見宮墓地）                     | | 貞常親王墓以下77墓は同兆域 |
| 93  | 後伏見天皇十八世皇孫女                  | 和宮（伏見宮）                 | 1819                        | 墓                          | 京都府京都市上京区相国寺門前町 （相国寺内 伏見宮墓地）                     | | 貞常親王墓以下77墓は同兆域 |
| 93  | 後伏見天皇十八世皇孫女                  | 戒珠院（伏見宮）               | 1822                        | 墓                          | 京都府京都市上京区相国寺門前町 （相国寺内 伏見宮墓地）                     | | 貞常親王墓以下77墓は同兆域 |
| 93  | 後伏見天皇十八世皇孫女                  | 正宮（伏見宮）                 | 1823                        | 墓                          | 京都府京都市上京区相国寺門前町 （相国寺内 伏見宮墓地）                     | | 貞常親王墓以下77墓は同兆域 |
| 93  | 後伏見天皇十八世皇孫女                  | 泰宮（伏見宮）                 | 1824                        | 墓                          | 京都府京都市上京区相国寺門前町 （相国寺内 伏見宮墓地）                     | | 貞常親王墓以下77墓は同兆域 |
| 93  | 後伏見天皇十八世皇孫女                  | 福宮（伏見宮）                 | 1825                        | 墓                          | 京都府京都市上京区相国寺門前町 （相国寺内 伏見宮墓地）                     | | 貞常親王墓以下77墓は同兆域 |
| 93  | 後伏見天皇十八世皇孫女                  | 登久宮（伏見宮）               | 1828                        | 墓                          | 京都府京都市上京区相国寺門前町 （相国寺内 伏見宮墓地）                     | | 貞常親王墓以下77墓は同兆域 |
| 93  | 後伏見天皇十八世皇孫女                  | 廬遮那院（伏見宮）             | 1828                        | 墓                          | 京都府京都市上京区相国寺門前町 （相国寺内 伏見宮墓地）                     | | 貞常親王墓以下77墓は同兆域 |
| 93  | 後伏見天皇十八世皇孫女                  | 芳宮（伏見宮）                 | 1831                        | 墓                          | 京都府京都市上京区相国寺門前町 （相国寺内 伏見宮墓地）                     | | 貞常親王墓以下77墓は同兆域 |
| 93  | 後伏見天皇十八世皇孫女                  | 成淳女王（伏見宮）             | 1865                        | 墓                          | 奈良県生駒郡斑鳩町大字三井 （中宮寺宮墓地）                                | | 尊智女王墓以下6墓1塔は同兆域 |
| 93  | 後伏見天皇十九世皇孫                    | 晃親王（山階宮）               | 1898                        | 墓                          | 京都府京都市東山区泉涌寺山内町                                             | | 山階宮家初代当主 |
| 93  | 後伏見天皇十九世皇孫                    | 晃親王（山階宮）               | 1898                        | 髪歯塔                      | 京都府京都市山科区勧修寺南谷町 （勧修寺宮墓地）                            | | 済深親王墓以下2墓1塔は同兆域 |
| 93  | 後伏見天皇十九世皇孫                    | 嘉言親王（聖護院宮）           | 1868                        | 墓                          | 京都府京都市左京区北白川丸山町 （聖護院宮墓地）                            | | 道承親王墓以下6墓は同兆域 |
| 93  | 後伏見天皇十九世皇孫                    | 譲仁親王（伏見宮）             | 1872                        | 墓                          | 京都府京都市左京区一乗寺坂端 （曼殊院宮墓地）                              | | 覚恕親王墓以下7墓は同兆域 |
| 93  | 久邇宮家                                | 朝彦親王（久邇宮）             | 1891                        | 墓                          | 京都府京都市東山区泉涌寺山内町                                             | | 久邇宮家初代当主 守脩親王墓以下3墓は同兆域 |
| 93  | 久邇宮家                                | 朝彦親王（久邇宮）             | 1891                        | 髪塔                        | 和歌山県伊都郡高野町大字高野山字蓮花谷 （金剛峯寺奥院 天皇皇族髪歯爪塔地） | | 霊元天皇歯塔以下24塔は同兆域 |
| 93  | 後伏見天皇十九世皇孫                    | 微妙院（伏見宮）               | 1832                        | 墓                          | 京都府京都市上京区相国寺門前町 （相国寺内 伏見宮墓地）                     | | 貞常親王墓以下77墓は同兆域 |
| 93  | 後伏見天皇十九世皇孫                    | 貞教親王（伏見宮）             | 1862                        | 墓                          | 京都府京都市上京区相国寺門前町 （相国寺内 伏見宮墓地）                     | | 伏見宮家第21代当主 貞常親王墓以下77墓は同兆域 |
| 93  | 後伏見天皇十九世皇孫貞教親王妃          | 積子（伏見宮）                 | 1860                        | 墓                          | 京都府京都市上京区相国寺門前町 （相国寺内 伏見宮墓地）                     | | 貞常親王墓以下77墓は同兆域 |
| 93  | 後伏見天皇十九世皇孫貞教親王妃          | 明子（伏見宮）                 | 1878                        | 墓                          | 京都府京都市上京区相国寺門前町 （相国寺内 伏見宮墓地）                     | | 貞常親王墓以下77墓は同兆域 |
| 93  | 後伏見天皇十九世皇孫                    | 喜久宮（伏見宮）               | 1851                        | 墓                          | 京都府京都市山科区安朱稲荷山町 （毘沙門堂内 輪王寺宮墓地）                 | | 公弁親王墓以下6墓5塔は同兆域 |
| 93  | 後伏見天皇十九世皇孫                    | 彰仁親王（小松宮）             | 1903                        | 墓                          | 東京都文京区大塚5丁目（豊島岡墓地）                                        | | 小松宮家初代当主 妃頼子墓と同兆域 |
| 93  | 後伏見天皇十九世皇孫                    | 彰仁親王（小松宮）             | 1903                        | 髪塔                        | 京都府京都市右京区花園扇野町（仁和寺宮墓地）                               | | 覚深親王墓以下11墓1塔は同兆域 |
| 93  | 後伏見天皇十九世皇孫彰仁親王妃          | 頼子（伏見宮）                 | 1914                        | 墓                          | 東京都文京区大塚5丁目（豊島岡墓地）                                        | | 彰仁親王墓と同兆域 |
| 93  | 後伏見天皇十九世皇孫                    | 能久親王（北白川宮）           | 1895                        | 墓                          | 東京都文京区大塚5丁目（豊島岡墓地）                                        | | 北白川宮家第2代当主 能久親王墓以下4墓は同兆域 |
| 93  | 後伏見天皇十九世皇孫                    | 能久親王（北白川宮）           | 1895                        | 髪塔                        | 栃木県日光市山内（輪王寺内 輪王寺宮墓地）                                  | | |
| 93  | 後伏見天皇十九世皇孫                    | 能久親王（北白川宮）           | 1895                        | 髪塔                        | 東京都台東区上野公園 （寛永寺両大師内 輪王寺宮墓地）                       | | 守澄親王墓以下8墓5塔は同兆域 |
| 93  | 後伏見天皇十九世皇孫能久親王妃          | 富子（北白川宮）               | 1936                        | 墓                          | 東京都文京区大塚5丁目（豊島岡墓地）                                        | | 能久親王墓以下4墓は同兆域 |
| 93  | 後伏見天皇十九世皇孫                    | 誠宮（伏見宮）                 | 1853                        | 墓                          | 京都府京都市山科区安朱稲荷山町 （毘沙門堂内 輪王寺宮墓地）                 | | 公弁親王墓以下6墓5塔は同兆域 |
| 93  | 後伏見天皇十九世皇孫                    | 愛宮（伏見宮）                 | 1851                        | 墓                          | 京都府京都市上京区相国寺門前町 （相国寺内 伏見宮墓地）                     | | 貞常親王墓以下77墓は同兆域 |
| 93  | 後伏見天皇十九世皇孫                    | 博経親王（華頂宮）             | 1876                        | 墓                          | 東京都文京区大塚5丁目（豊島岡墓地）                                        | | 華頂宮家初代当主 博経親王墓以下4墓は同兆域 |
| 93  | 後伏見天皇十九世皇孫博経親王妃          | 郁子（華頂宮）                 | 1908                        | 墓                          | 東京都文京区大塚5丁目（豊島岡墓地）                                        | | 博経親王墓以下4墓は同兆域 |
| 93  | 後伏見天皇十九世皇孫                    | 智成親王（北白川宮）           | 1872                        | 墓                          | 京都府京都市左京区北白川丸山町                                             | | 北白川宮家初代当主 |
| 93  | 後伏見天皇十九世皇孫                    | 貞愛親王（伏見宮）             | 1923                        | 墓                          | 東京都文京区大塚5丁目（豊島岡墓地）                                        | | - |
| 93  | 後伏見天皇十九世皇孫貞愛親王妃          | 利子（伏見宮）                 | 1927                        | 墓                          | 東京都文京区大塚5丁目（豊島岡墓地）                                        | | 貞愛親王墓以下8墓は同兆域 |
| 93  | 後伏見天皇十九世皇孫                    | 載仁親王（閑院宮）             | 1945                        | 墓                          | 東京都文京区大塚5丁目（豊島岡墓地）                                        | | 載仁親王墓以下5墓は同兆域 |
| 93  | 後伏見天皇十九世皇孫載仁親王妃          | 智恵子（閑院宮）               | 1947                        | 墓                          | 東京都文京区大塚5丁目（豊島岡墓地）                                        | | 載仁親王墓以下5墓は同兆域 |
| 93  | 後伏見天皇十九世皇孫                    | 依仁親王（東伏見宮）           | 1922                        | 墓                          | 東京都文京区大塚5丁目（豊島岡墓地）                                        | | 東伏見宮家初代当主 |
| 93  | 後伏見天皇十九世皇孫女                  | 録子女王（伏見宮）             | 1853                        | 墓                          | 京都府京都市上京区相国寺門前町 （相国寺内 伏見宮墓地）                     | | 貞常親王墓以下77墓は同兆域 |
| 93  | 後伏見天皇十九世皇孫女                  | 菩提院（伏見宮）               | 1843                        | 墓                          | 京都府京都市上京区相国寺門前町 （相国寺内 伏見宮墓地）                     | | 貞常親王墓以下77墓は同兆域 |
| 93  | 後伏見天皇十九世皇孫女                  | 文秀女王（伏見宮）             | 1926                        | 墓                          | 奈良県奈良市山町（円照寺宮墓地）                                           | | 文智女王墓以下7墓2塔は同兆域 |
| 93  | 後伏見天皇十九世皇孫女                  | 嘉世宮（伏見宮）               | 1829                        | 墓                          | 京都府京都市上京区相国寺門前町 （相国寺内 伏見宮墓地）                     | | 貞常親王墓以下77墓は同兆域 |
| 93  | 後伏見天皇十九世皇孫女                  | 利宮（伏見宮）                 | 1858                        | 墓                          | 京都府京都市上京区相国寺門前町 （相国寺内 伏見宮墓地）                     | | 貞常親王墓以下77墓は同兆域 |
| 93  | 後伏見天皇十九世皇孫女                  | 歓楽院（伏見宮）               | 1859                        | 墓                          | 京都府京都市上京区相国寺門前町 （相国寺内 伏見宮墓地）                     | | 貞常親王墓以下77墓は同兆域 |
| 93  | 後伏見天皇十九世皇孫女                  | 多明宮（伏見宮）               | 1864                        | 墓                          | 京都府京都市上京区相国寺門前町 （相国寺内 伏見宮墓地）                     | | 貞常親王墓以下77墓は同兆域 |
| 93  | 後伏見天皇十九世皇孫女                  | 万千宮（伏見宮）               | 1872                        | 墓                          | 京都府京都市上京区相国寺門前町 （相国寺内 伏見宮墓地）                     | | 貞常親王墓以下77墓は同兆域 |
| 93  | 後伏見天皇二十世皇孫                    | 菊麿王（山階宮）               | 1908                        | 墓                          | 東京都文京区大塚5丁目（豊島岡墓地）                                        | | 梨本宮家第2代当主 山階宮家第2代当主 菊麿王墓以下3墓は同兆域 |
| 93  | 後伏見天皇二十世皇孫菊麿王妃            | 範子（山階宮）                 | 1901                        | 墓                          | 東京都文京区大塚5丁目（豊島岡墓地）                                        | | 菊麿王墓以下3墓は同兆域 |
| 93  | 後伏見天皇二十世皇孫菊麿王妃            | 常子（山階宮）                 | 1938                        | 墓                          | 東京都文京区大塚5丁目（豊島岡墓地）                                        | | 菊麿王墓以下3墓は同兆域 |
| 93  | 後伏見天皇二十世皇孫                    | むち宮（久邇宮）               | 1865                        | 墓                          | 京都府京都市上京区相国寺門前町 （相国寺内 伏見宮墓地）                     | | 貞常親王墓以下77墓は同兆域 |
| 93  | 後伏見天皇二十世皇孫                    | 邦憲王（賀陽宮）               | 1909                        | 墓                          | 京都府京都市東山区泉涌寺山内町 （賀陽宮墓地）                              | | 賀陽宮家初代当主 妃好子墓と同兆域 |
| 93  | 後伏見天皇二十世皇孫邦憲王妃            | 好子（賀陽宮）                 | 1941                        | 墓                          | 京都府京都市東山区泉涌寺山内町 （賀陽宮墓地）                              | | 邦憲王墓と同兆域 |
| 93  | 後伏見天皇二十世皇孫                    | 邦彦王（久邇宮）               | 1929                        | 墓                          | 東京都文京区大塚5丁目（豊島岡墓地）                                        | | 知子女王墓と同兆域 |
| 93  | 後伏見天皇二十世皇孫                    | 邦彦王（久邇宮）               | 1929                        | 髪爪塔                      | 京都府京都市左京区南禅寺北ノ坊町 （光雲寺内 久邇宮墓地）                   | | 暢王墓以下4墓1塔は同兆域 |
| 93  | 後伏見天皇二十世皇孫                    | 多嘉王（久邇宮）               | 1937                        | 墓                          | 京都府京都市東山区泉涌寺山内町 （久邇宮墓地）                              | | |
| 93  | 後伏見天皇二十世皇孫                    | 暢王（久邇宮）                 | 1878                        | 墓                          | 京都府京都市左京区南禅寺北ノ坊町 （光雲寺内 久邇宮墓地）                   | | 暢王墓以下4墓1塔は同兆域 |
| 93  | 後伏見天皇二十世皇孫                    | 一言足彦命王（久邇宮）         | 1882                        | 墓                          | 京都府京都市左京区南禅寺北ノ坊町 （光雲寺内 久邇宮墓地）                   | | 暢王墓以下4墓1塔は同兆域 |
| 93  | 後伏見天皇二十世皇孫鳩彦王妃            | 允子内親王（朝香宮）           | 1933                        | 墓                          | 東京都文京区大塚5丁目（豊島岡墓地）                                        | | |
| 93  | 後伏見天皇二十世皇孫                    | 徳宮（伏見宮）                 | 1858                        | 墓                          | 京都府京都市上京区相国寺門前町 （相国寺内 伏見宮墓地）                     | | 貞常親王墓以下77墓は同兆域 |
| 93  | 後伏見天皇二十世皇孫                    | 恒久王（竹田宮）               | 1919                        | 墓                          | 東京都文京区大塚5丁目（豊島岡墓地）                                        | | 竹田宮家初代当主 妃昌子内親王墓と同兆域 |
| 93  | 後伏見天皇二十世皇孫恒久王妃            | 昌子内親王（竹田宮）           | 1940                        | 墓                          | 東京都文京区大塚5丁目（豊島岡墓地）                                        | | 恒久王墓と同兆域 |
| 93  | 後伏見天皇二十世皇孫                    | 延久王（北白川宮）             | 1886                        | 墓                          | 東京都文京区大塚5丁目（豊島岡墓地）                                        | | 信子女王墓と同兆域 |
| 93  | 後伏見天皇二十世皇孫                    | 成久王（北白川宮）             | 1923                        | 墓                          | 東京都文京区大塚5丁目（豊島岡墓地）                                        | | 北白川宮家第3代当主 能久親王墓以下4墓は同兆域 |
| 93  | 後伏見天皇二十世皇孫                    | 博厚親王（華頂宮）             | 1883                        | 墓                          | 東京都文京区大塚5丁目（豊島岡墓地）                                        | | 華頂宮家第2代当主 博経親王墓以下4墓は同兆域 |
| 93  | 後伏見天皇二十世皇孫                    | 博恭王（伏見宮）               | 1946                        | 墓                          | 東京都文京区大塚5丁目（豊島岡墓地）                                        | | 貞愛親王墓以下8墓は同兆域 |
| 93  | 後伏見天皇二十世皇孫博恭王妃            | 経子（伏見宮）                 | 1939                        | 墓                          | 東京都文京区大塚5丁目（豊島岡墓地）                                        | | 貞愛親王墓以下8墓は同兆域 |
| 93  | 後伏見天皇二十世皇孫                    | 邦芳王（伏見宮）               | 1933                        | 墓                          | 東京都文京区大塚5丁目（豊島岡墓地）                                        | | 貞愛親王墓以下8墓は同兆域 |
| 93  | 後伏見天皇二十世皇孫                    | 昭徳王（伏見宮）               | 1883                        | 墓                          | 東京都文京区大塚5丁目（豊島岡墓地）                                        | | 貞愛親王墓以下8墓は同兆域 |
| 93  | 後伏見天皇二十世皇孫                    | 篤仁王（閑院宮）               | 1894                        | 墓                          | 東京都文京区大塚5丁目（豊島岡墓地）                                        | | 載仁親王墓以下5墓は同兆域 |
| 93  | 後伏見天皇二十世皇孫女                  | 智当宮（久邇宮）               | 1866                        | 墓                          | 京都府京都市上京区相国寺門前町 （相国寺内 久邇宮墓地）                     | | 貞常親王墓以下77墓は同兆域 |
| 93  | 後伏見天皇二十世皇孫女                  | 飛呂子女王（久邇宮）           | 1889                        | 墓                          | 京都府京都市左京区南禅寺北ノ坊町 （光雲寺内 久邇宮墓地）                   | | 暢王墓以下4墓1塔は同兆域 |
| 93  | 後伏見天皇二十世皇孫女                  | 懐子女王（久邇宮）             | 1880                        | 墓                          | 京都府京都市左京区南禅寺北ノ坊町 （光雲寺内 久邇宮墓地）                   | | 暢王墓以下4墓1塔は同兆域 |
| 93  | 後伏見天皇二十世皇孫女                  | 見喜宮（伏見宮）               | 1858                        | 墓                          | 京都府京都市上京区相国寺門前町 （相国寺内 伏見宮墓地）                     | | 貞常親王墓以下77墓は同兆域 |
| 93  | 後伏見天皇二十世皇孫女                  | 理宮（伏見宮）                 | 1861                        | 墓                          | 京都府京都市上京区相国寺門前町 （相国寺内 伏見宮墓地）                     | | 貞常親王墓以下77墓は同兆域 |
| 93  | 後伏見天皇二十世皇孫女                  | 信子女王（北白川宮）           | 1892                        | 墓                          | 東京都文京区大塚5丁目（豊島岡墓地）                                        | | 延久王墓と同兆域 |
| 93  | 後伏見天皇二十世皇孫女                  | 季子女王（閑院宮）             | 1914                        | 墓                          | 東京都文京区大塚5丁目（豊島岡墓地）                                        | | 載仁親王墓以下5墓は同兆域 |
| 93  | 後伏見天皇二十世皇孫女                  | 寛子女王（閑院宮）             | 1923                        | 墓                          | 東京都文京区大塚5丁目（豊島岡墓地）                                        | | 載仁親王墓以下5墓は同兆域 |
| 93  | 後伏見天皇二十一世皇孫武彦王妃          | 佐紀子女王（山階宮）           | 1923                        | 墓                          | 東京都文京区大塚5丁目（豊島岡墓地）                                        | | |
| 93  | 後伏見天皇二十一世皇孫朝融王妃          | 知子女王（久邇宮）             | 1947                        | 墓                          | 東京都文京区大塚5丁目（豊島岡墓地）                                        | | 邦彦王墓と同兆域 |
| 93  | 後伏見天皇二十一世皇孫                  | 賀彦王（久邇宮）               | 1918                        | 墓                          | 京都府京都市東山区今熊野悲田院山町 （久邇宮墓地）                          | | |
| 93  | 後伏見天皇二十一世皇孫                  | 師正王（東久邇宮）             | 1923                        | 墓                          | 東京都文京区大塚5丁目（豊島岡墓地）                                        | | |
| 93  | 後伏見天皇二十一世皇孫                  | 永久王（北白川宮）             | 1940                        | 墓                          | 東京都文京区大塚5丁目（豊島岡墓地）                                        | | 能久親王墓以下4墓は同兆域 |
| 93  | 後伏見天皇二十一世皇孫                  | 博義王（伏見宮）               | 1938                        | 墓                          | 東京都文京区大塚5丁目（豊島岡墓地）                                        | | 貞愛親王墓以下8墓は同兆域 |
| 93  | 後伏見天皇二十一世皇孫                  | 博忠王（華頂宮）               | 1924                        | 墓                          | 東京都文京区大塚5丁目（豊島岡墓地）                                        | | 華頂宮家第4代当主 博経親王墓以下4墓は同兆域 |
| 93  | 後伏見天皇二十一世皇孫女                | 発子女王（久邇宮）             | 1915                        | 墓                          | 京都府京都市東山区今熊野悲田院山町 （久邇宮墓地）                          | | |
| 93  | 後伏見天皇二十一世皇孫女                | 珖子女王（久邇宮）             | 1918                        | 墓                          | 京都府京都市東山区今熊野悲田院山町 （久邇宮墓地）                          | | |
| 93  | 後伏見天皇二十一世皇孫女                | 令子女王（伏見宮）             | 1937                        | 墓                          | 東京都文京区大塚5丁目（豊島岡墓地）                                        | | 貞愛親王墓以下8墓は同兆域 |
| 94  | 第94代天皇                              | 後二条天皇                     | 1308                        | 北白河陵                    | 京都府京都市左京区北白川追分町                                             | | |
| 94  | 第94代天皇                              | 後二条天皇                     | 1308                        | 分骨所                      | 京都府京都市右京区北嵯峨朝原山町 （蓮華峯寺陵内）                          | | 後宇多天皇以下2人および3人分骨合葬 |
| 94  | 後二条天皇皇子 後醍醐天皇皇太子         | 邦良親王                       | 1326                        | 墓                          | 京都府京都市左京区北白川追分町                                             | | |
| 94  | 後二条天皇皇孫                          | 深守親王                       | 不詳                        | 墓                          | 京都府京都市右京区北嵯峨山王町 （大覚寺宮墓地）                            | | 性勝親王墓以下9墓は同兆域 |
| 94  | 後二条天皇皇孫                          | 弘覚王                         | 不詳                        | 墓                          | 京都府京都市右京区北嵯峨山王町 （大覚寺宮墓地）                            | | 性勝親王墓以下9墓は同兆域 |
| 95  | 第95代天皇                              | 花園天皇                       | 1348                        | 十楽院上陵                  | 京都府京都市東山区粟田口三条坊町                                           | | |
| 96  | 第96代天皇                              | 後醍醐天皇                     | 1339                        | 塔尾陵                      | 奈良県吉野郡吉野町大字吉野山字塔ノ尾 （如意輪寺内）                        | | |
| 96  | 後醍醐天皇皇子                          | 護良親王                       | 1335                        | 墓                          | 神奈川県鎌倉市二階堂                                                       | | |
| 96  | 後醍醐天皇皇子                          | 尊良親王                       | 1337                        | 墓                          | 京都府京都市左京区南禅寺下河原町                                           | | |
| 96  | 後醍醐天皇皇子                          | 世良親王                       | 1330                        | 墓                          | 京都府京都市右京区嵯峨天竜寺造路町 （臨川寺内）                            | | |
| 96  | 後醍醐天皇皇子                          | 宗良親王                       | 1385                        | 墓                          | 静岡県浜松市北区引佐町井伊谷（井伊谷宮内）                                 | | |
| 96  | 後醍醐天皇皇子                          | 恒性王                         | 1333                        | 墓                          | 富山県高岡市二塚字山作                                                     | | |
| 96  | 後醍醐天皇皇子                          | 懐良親王                       | 1383                        | 墓                          | 熊本県八代市妙見町字中宮                                                   | | |
| 96  | 後醍醐天皇皇子                          | 元選王                         | 1390                        | 墓                          | 静岡県浜松市北区引佐町奥山（方広寺内）                                     | | |
| 96  | 後醍醐天皇皇女                          | 瓊子内親王                     | 1362                        | 墓                          | 鳥取県米子市福市字谷浅（安養寺内）                                         | | |
| 96  | 後醍醐天皇皇女                          | 用堂女王                       | 不詳                        | 墓                          | 神奈川県鎌倉市山ノ内字松岡（東慶寺墓地内）                                 | | |
| 96  | 後醍醐天皇皇孫                          | 尹良親王                       | 1424                        | 墓                          | 長野県下伊那郡阿智村浪合                                                   | 飛地い号 飛地ろ号 飛地は号 | |
| 97  | 第97代天皇                              | 後村上天皇                     | 1368                        | 桧尾陵                      | 大阪府河内長野市寺元（観心寺内）                                           | | |
| 97  | 後村上天皇中宮                          | 顕子                           | 不詳                        | 笠間山陵                    | 奈良県宇陀市榛原笠間                                                       | | |
| 97  | 後村上天皇皇子                          | 良成親王                       | 1395                        | 墓                          | 福岡県八女市矢部村北矢部字御谷                                             | | |
| 97  | 後村上天皇皇末孫                        | 北山宮                         | 1457                        | 墓                          | 奈良県吉野郡上北山村大字小橡（滝川寺内）                                   | | |
| 97  | 後村上天皇皇末孫                        | 河野宮                         | 不詳                        | 墓                          | 奈良県吉野郡川上村大字神之谷字中坂 （金剛寺内）                            | | |
| 98  | 第98代天皇                              | 長慶天皇                       | 1394                        | 嵯峨東陵                    | 京都府京都市右京区嵯峨天龍寺角倉町                                         | | |
| 98  | 長慶天皇皇子                            | 世泰親王                       | 不詳                        | 墓                          | 奈良県吉野郡吉野町大字吉野山字塔ノ尾 （如意輪寺内）                        | | |
| 98  | 長慶天皇皇子                            | 承朝王                         | 1443                        | 墓                          | 京都府京都市右京区嵯峨天龍寺角倉町                                         | | |
| 99  | 第99代天皇                              | 後亀山天皇                     | 1424                        | 嵯峨小倉陵                  | 京都府京都市右京区嵯峨鳥居本小坂町                                         | | |
| 100 | 第100代天皇                             | 後小松天皇                     | 1433                        | 深草北陵                    | 京都府京都市伏見区深草坊町                                                 | | 後深草天皇以下13人合葬 |
| 100 | 第100代天皇                             | 後小松天皇                     | 1433                        | 灰塚                        | 京都府京都市東山区今熊野泉山町 （泉涌寺雲竜院内）                          | | 後光厳天皇分骨所以下2分骨所1灰塚5墓は同兆域 |
| 100 | 後小松天皇皇子                          | 宗純王                         | 1481                        | 墓                          | 京都府京田辺市薪里ノ内（一休寺内）                                         | | |
| 101 | 第101代天皇                             | 称光天皇                       | 1428                        | 深草北陵                    | 京都府京都市伏見区深草坊町                                                 | | 後深草天皇以下13人合葬 |
| 102 | 第102代天皇                             | 後花園天皇                     | 1471                        | 後山国陵                    | 京都府京都市右京区京北井戸町丸山 （常照皇寺内）                            | | 後花園天皇陵以下2陵1分骨所は同兆域 |
| 102 | 第102代天皇                             | 後花園天皇                     | 1471                        | 分骨所                      | 京都府京都市上京区般舟院前町（般舟院陵域内）                               | | 朝子陵以下1陵3分骨所10墓は同兆域 |
| 102 | 第102代天皇                             | 後花園天皇                     | 1471                        | 火葬塚                      | 京都府京都市上京区扇町（大応寺内）                                         | | |
| 102 | 後花園天皇後宮                          | 嘉楽門院藤原信子               | 1488                        | 墓                          | 京都府京都市上京区般舟院前町（般舟院陵域内）                               | | 朝子陵以下1陵3分骨所10墓は同兆域 |
| 103 | 第103代天皇                             | 後土御門天皇                   | 1500                        | 深草北陵                    | 京都府京都市伏見区深草坊町                                                 | | 後深草天皇以下13人合葬 |
| 103 | 第103代天皇                             | 後土御門天皇                   | 1500                        | 分骨所                      | 京都府京都市上京区般舟院前町（般舟院陵域内）                               | | 朝子陵以下1陵3分骨所10墓は同兆域 |
| 103 | 第103代天皇                             | 後土御門天皇                   | 1500                        | 分骨所                      | 京都府京都市右京区京北井戸町丸山 （後山国陵域内）                          | | 後花園天皇陵以下2陵1分骨所は同兆域 |
| 103 | 第103代天皇                             | 後土御門天皇                   | 1500                        | 灰塚                        | 京都府京都市東山区今熊野泉山町（月輪陵域内）                               | | 四条天皇陵以下25陵5灰塚9墓は同兆域 |
| 103 | 後土御門天皇後宮 贈皇太后               | 朝子                           | 1492                        | 般舟院陵                    | 京都府京都市上京区般舟院前町                                               | | 朝子陵以下1陵3分骨所10墓は同兆域 |
| 103 | 後土御門天皇皇子                        | 尊伝親王                       | 1504                        | 墓                          | 京都府京都市上京区般舟院前町（般舟院陵域内）                               | | 朝子陵以下1陵3分骨所10墓は同兆域 |
| 104 | 第104代天皇                             | 後柏原天皇                     | 1526                        | 深草北陵                    | 京都府京都市伏見区深草坊町                                                 | | 後深草天皇以下13人合葬 |
| 104 | 第104代天皇                             | 後柏原天皇                     | 1526                        | 灰塚                        | 京都府京都市東山区今熊野泉山町（月輪陵域内）                               | | 四条天皇陵以下25陵5灰塚9墓は同兆域 |
| 104 | 後柏原天皇後宮                          | 豊楽門院藤原藤子               | 1535                        | 墓                          | 京都府京都市上京区般舟院前町（般舟院陵域内）                               | | 朝子陵以下1陵3分骨所10墓は同兆域 |
| 104 | 後柏原天皇皇子                          | 尊鎮親王                       | 1550                        | 墓                          | 京都府京都市東山区粟田口三条坊町 （青蓮院内 青蓮院宮上ノ墓地）             | | 道円親王墓以下8墓は同兆域 |
| 105 | 第105代天皇                             | 後奈良天皇                     | 1557                        | 深草北陵                    | 京都府京都市伏見区深草坊町                                                 | | 後深草天皇以下13人合葬 |
| 105 | 第105代天皇                             | 後奈良天皇                     | 1557                        | 分骨所                      | 京都府京都市上京区般舟院前町（般舟院陵域内）                               | | 朝子陵以下1陵3分骨所10墓は同兆域 |
| 105 | 第105代天皇                             | 後奈良天皇                     | 1557                        | 灰塚                        | 京都府京都市東山区今熊野泉山町（月輪陵域内）                               | | 四条天皇陵以下25陵5灰塚9墓は同兆域 |
| 105 | 後奈良天皇皇子                          | 覚恕親王                       | 1574                        | 墓                          | 京都府京都市左京区一乗寺坂端 （曼殊院宮墓地）                              | | 覚恕親王墓以下7墓は同兆域 |
| 105 | 後奈良天皇皇女                          | 聖秀女王                       | 1623                        | 墓                          | 京都府京都市北区紫野大徳寺町 （大徳寺養徳院内 曇華院宮墓地）               | | 聖秀女王墓以下8墓は同兆域 |
| 106 | 第106代天皇                             | 正親町天皇                     | 1593                        | 深草北陵                    | 京都府京都市伏見区深草坊町                                                 | | 後深草天皇以下13人合葬 |
| 106 | 第106代天皇                             | 正親町天皇                     | 1593                        | 灰塚                        | 京都府京都市東山区今熊野泉山町（月輪陵域内）                               | | 四条天皇陵以下25陵5灰塚9墓は同兆域 |
| 106 | 正親町天皇皇子 追尊天皇                 | 陽光太上天皇                   | 1586                        | 月輪陵                      | 京都府京都市東山区今熊野泉山町（泉涌寺内）                                 | | 四条天皇陵以下25陵5灰塚9墓は同兆域 |
| 106 | 正親町天皇皇子陽光太上天皇妃            | 晴子                           | 1620                        | 墓                          | 京都府京都市東山区今熊野泉山町（月輪陵域内）                               | | 四条天皇陵以下25陵5灰塚9墓は同兆域 |
| 106 | 正親町天皇皇孫                          | 空性親王                       | 1650                        | 墓                          | 京都府京都市右京区北嵯峨山王町 （大覚寺宮墓地）                            | | 性勝親王墓以下9墓は同兆域 |
| 106 | 正親町天皇皇孫                          | 良恕親王                       | 1643                        | 墓                          | 京都府京都市左京区一乗寺坂端 （曼殊院宮墓地）                              | | 覚恕親王墓以下7墓は同兆域 |
| 106 | 正親町天皇皇孫                          | 興意親王                       | 1620                        | 墓                          | 東京都港区高輪1丁目                                                        | | |
| 106 | 正親町天皇皇孫                          | 興意親王                       | 1620                        | 塔                          | 京都府京都市左京区北白川地蔵谷町 （聖護院宮墓地）                          | | 道周親王墓以下4墓2塔は同兆域 |
| 106 | 正親町天皇皇孫                          | 智仁親王（桂宮）               | 1629                        | 墓                          | 京都府京都市上京区相国寺門前町 （相国寺内 桂宮東ノ墓地）                   | | 智仁親王墓以下7墓は同兆域 |
| 106 | 正親町天皇皇孫智仁親王妃                | 常照院（桂宮）                 | 1648                        | 墓                          | 京都府京都市上京区相国寺門前町 （相国寺内 桂宮東ノ墓地）                   | | 智仁親王墓以下7墓は同兆域 |
| 106 | 正親町天皇皇孫女                        | 永邵女王                       | 1580                        | 墓                          | 京都府京都市上京区鶴山町 （大歓喜寺内 大聖寺宮墓地）                       | | 永邵女王墓以下9墓1塔は同兆域 |
| 106 | 正親町天皇皇曾孫                        | 智忠親王（桂宮）               | 1662                        | 墓                          | 京都府京都市上京区相国寺門前町 （相国寺内 桂宮東ノ墓地）                   | | 八条宮家（桂宮）第2代当主 智仁親王墓以下7墓は同兆域 |
| 106 | 正親町天皇皇曾孫智忠親王妃              | 富子（桂宮）                   | 1662                        | 墓                          | 石川県金沢市野田町野田山 （前田家墓地内）                                  | | |
| 106 | 正親町天皇皇曾孫                        | 良尚親王（桂宮）               | 1693                        | 墓                          | 京都府京都市左京区一乗寺坂端 （曼殊院宮墓地）                              | | 覚恕親王墓以下7墓は同兆域 |
| 107 | 第107代天皇                             | 後陽成天皇                     | 1617                        | 深草北陵                    | 京都府京都市伏見区深草坊町                                                 | | 後深草天皇以下13人合葬 |
| 107 | 第107代天皇                             | 後陽成天皇                     | 1617                        | 灰塚                        | 京都府京都市東山区今熊野泉山町（月輪陵域内）                               | | 四条天皇陵以下25陵5灰塚9墓は同兆域 |
| 107 | 後陽成天皇女御                          | 中和門院藤原前子               | 1630                        | 墓                          | 京都府京都市東山区今熊野泉山町（月輪陵域内）                               | | 四条天皇陵以下25陵5灰塚9墓は同兆域 |
| 107 | 後陽成天皇皇子                          | 覚深親王                       | 1648                        | 墓                          | 京都府京都市右京区花園扇野町 （仁和寺宮墓地）                              | | 覚深親王墓以下11墓1塔は同兆域 |
| 107 | 後陽成天皇皇子                          | 承快親王                       | 1609                        | 墓                          | 京都府京都市左京区大原勝林院町 （梶井宮墓地）                              | | 承快親王墓以下3墓1塔は同兆域 |
| 107 | 後陽成天皇皇子                          | 尊性親王                       | 1651                        | 墓                          | 京都府京都市右京区北嵯峨山王町 （大覚寺宮墓地）                            | | 性勝親王墓以下9墓は同兆域 |
| 107 | 後陽成天皇皇子                          | 尭然親王                       | 1661                        | 墓                          | 京都府京都市東山区三十三間堂廻リ （妙法院宮墓地）                          | | 後白河天皇陵以下1陵7墓は同兆域 |
| 107 | 後陽成天皇皇子                          | 好仁親王（有栖川宮）           | 1638                        | 墓                          | 京都府京都市北区紫野大徳寺町 （大徳寺龍光院内 有栖川宮墓地）               | | 高松宮家（有栖川宮家）初代当主 好仁親王墓以下28墓は同兆域 |
| 107 | 後陽成天皇皇子好仁親王妃                | 寧子（有栖川宮）               | 1681                        | 墓                          | 新潟県上越市寺町2丁目 （天崇寺内 有栖川宮墓地）                            | | |
| 107 | 後陽成天皇皇子                          | 良純親王                       | 1669                        | 墓                          | 京都府京都市東山区今熊野泉山町（泉涌寺内）                                 | | |
| 107 | 後陽成天皇皇子                          | 尊覚親王                       | 1661                        | 墓                          | 奈良県奈良市雑司町（一乗院宮墓地）                                         | | 真敬親王墓と同兆域 |
| 107 | 後陽成天皇皇子                          | 高雲院                         | 1612                        | 墓                          | 京都府京都市上京区鶴山町（十念寺墓地内）                                   | | |
| 107 | 後陽成天皇皇女                          | 冷雲院                         | 1611                        | 墓                          | 京都府京都市上京区北ノ辺町（清浄華院墓地内）                               | | |
| 107 | 後陽成天皇皇子                          | 道晃親王                       | 1679                        | 墓                          | 京都府京都市左京区北白川地蔵谷町 （聖護院宮墓地）                          | | 道周親王墓以下4墓2塔は同兆域 |
| 107 | 後陽成天皇皇子                          | 道周親王                       | 1634                        | 墓                          | 京都府京都市左京区北白川地蔵谷町 （聖護院宮墓地）                          | | 道周親王墓以下4墓2塔は同兆域 |
| 107 | 後陽成天皇皇子                          | 慈胤親王                       | 1699                        | 墓                          | 京都府京都市左京区大原勝林院町 （梶井宮墓地）                              | | 慈胤親王墓以下4墓は同兆域 |
| 107 | 後陽成天皇皇女                          | 聖興女王                       | 1594                        | 墓                          | 京都府京都市北区紫野大徳寺町 （大徳寺養徳院内 曇華院宮墓地）               | | 聖秀女王墓以下8墓は同兆域 |
| 107 | 後陽成天皇皇女                          | 文高女王                       | 1644                        | 墓                          | 京都府京都市上京区鶴山町 （大歓喜寺内 大聖寺宮墓地）                       | | 永邵女王墓以下9墓1塔は同兆域 |
| 107 | 後陽成天皇皇女                          | 尊英女王                       | 1611                        | 墓                          | 京都府京都市上京区行衛町 （華開院内 光照院宮墓地）                         | | 尊英女王墓以下6墓1塔は同兆域 |
| 107 | 後陽成天皇皇女                          | 永宗女王                       | 1690                        | 墓                          | 京都府京都市上京区鶴山町 （大歓喜寺内 大聖寺宮墓地）                       | | 永邵女王墓以下9墓1塔は同兆域 |
| 107 | 後陽成天皇皇女                          | 空華院                         | 1613                        | 墓                          | 京都府京都市上京区北ノ辺町（清浄華院墓地内）                               | | 月桂院墓と同兆域 |
| 107 | 後陽成天皇皇女                          | 尊清女王                       | 1669                        | 墓                          | 京都府京都市上京区行衛町 （華開院内 光照院宮墓地）                         | | 尊英女王墓以下6墓1塔は同兆域 |
| 107 | 後陽成天皇皇女                          | 尊蓮女王                       | 1627                        | 墓                          | 京都府京都市上京区行衛町 （華開院内 光照院宮墓地）                         | | 尊英女王墓以下6墓1塔は同兆域 |
| 107 | 後陽成天皇皇孫女                        | 二宮（有栖川宮）               | 1638                        | 墓                          | 東京都文京区大塚5丁目（豊島岡墓地）                                        | | 幟仁親王墓以下10墓は同兆域 |
| 108 | 第108代天皇                             | 後水尾天皇                     | 1680                        | 月輪陵                      | 京都府京都市東山区今熊野泉山町（泉涌寺内）                                 | | 四条天皇陵以下25陵5灰塚9墓は同兆域 |
| 108 | 第108代天皇                             | 後水尾天皇                     | 1680                        | 髪歯塚                      | 京都府京都市上京区相国寺門前町（相国寺内）                                 | | |
| 108 | 後水尾天皇皇后                          | 和子                           | 1678                        | 月輪陵                      | 京都府京都市東山区今熊野泉山町（泉涌寺内）                                 | | 四条天皇陵以下25陵5灰塚9墓は同兆域 |
| 108 | 後水尾天皇後宮                          | 壬生院藤原光子                 | 1656                        | 墓                          | 京都府京都市東山区今熊野泉山町 （月輪陵域内）                              | | 四条天皇陵以下25陵5灰塚9墓は同兆域 |
| 108 | 後水尾天皇後宮                          | 逢春門院藤原隆子               | 1685                        | 墓                          | 京都府京都市東山区今熊野泉山町 （月輪陵域内）                              | | 四条天皇陵以下25陵5灰塚9墓は同兆域 |
| 108 | 後水尾天皇後宮                          | 新広義門院藤原国子             | 1677                        | 墓                          | 京都府京都市東山区今熊野泉山町 （月輪陵域内）                              | | 四条天皇陵以下25陵5灰塚9墓は同兆域 |
| 108 | 後水尾天皇皇子                          | 高仁親王                       | 1628                        | 墓                          | 京都府京都市上京区般舟院前町（般舟院陵域内）                               | | 朝子陵以下1陵3分骨所10墓は同兆域 |
| 108 | 後水尾天皇皇子                          | 若宮                           | 1628                        | 墓                          | 京都府京都市上京区北ノ辺町（廬山寺墓地内）                                 | | |
| 108 | 後水尾天皇皇子                          | 霊照院                         | 不詳                        | 墓                          | 京都府京都市上京区北ノ辺町（廬山寺墓地内）                                 | | 永光院墓と同兆域 |
| 108 | 後水尾天皇皇子                          | 守澄親王                       | 1680                        | 墓                          | 東京都台東区上野公園 （寛永寺両大師内 輪王寺宮墓地）                       | | 守澄親王墓以下8墓5塔は同兆域 |
| 108 | 後水尾天皇皇子                          | 守澄親王                       | 1680                        | 髪爪塔                      | 栃木県日光市山内（輪王寺内 輪王寺宮墓地）                                  | | 天真親王分骨塔以下12塔は同兆域 |
| 108 | 後水尾天皇皇子                          | 性承親王                       | 1678                        | 墓                          | 京都府京都市右京区花園扇野町（仁和寺宮墓地）                               | | 覚深親王墓以下11墓1塔は同兆域 |
| 108 | 後水尾天皇皇子                          | 性真親王                       | 1696                        | 墓                          | 京都府京都市右京区北嵯峨山王町 （大覚寺宮墓地）                            | | 性勝親王墓以下9墓は同兆域 |
| 108 | 後水尾天皇皇子                          | 尭恕親王                       | 1695                        | 墓                          | 京都府京都市東山区三十三間堂廻リ （妙法院宮墓地）                          | | 後白河天皇陵以下1陵7墓は同兆域 |
| 108 | 後水尾天皇皇子                          | 蕙宮                           | 不詳                        | 墓                          | 京都府京都市上京区北ノ辺町（清浄華院墓地内）                               | | 秋光院墓以下3墓は同兆域 |
| 108 | 後水尾天皇皇子                          | 穏仁親王（桂宮）               | 1665                        | 墓                          | 京都府京都市上京区相国寺門前町 （相国寺内 桂宮東ノ墓地）                   | | 八条宮家（桂宮家）第3代当主 智仁親王墓以下7墓は同兆域 |
| 108 | 後水尾天皇皇子                          | 尊光親王                       | 1680                        | 墓                          | 京都府京都市東山区林下町 （知恩院一心院墓地内 知恩院宮墓地）               | | 尊光親王墓以下5墓は同兆域 |
| 108 | 後水尾天皇皇子                          | 梅窓院                         | 不詳                        | 墓                          | 京都府京都市上京区北ノ辺町（清浄華院墓地内）                               | | 凉雲院墓以下4墓は同兆域 |
| 108 | 後水尾天皇皇子                          | 道寛親王                       | 1676                        | 墓                          | 滋賀県大津市園城寺町 （三井寺中院 聖護院宮墓地）                           | | |
| 108 | 後水尾天皇皇子                          | 道寛親王                       | 1676                        | 塔                          | 京都府京都市左京区北白川地蔵谷町 （聖護院宮墓地）                          | | 道周親王墓以下4墓2塔は同兆域 |
| 108 | 後水尾天皇皇子                          | 真敬親王                       | 不詳                        | 墓                          | 奈良県奈良市雑司町（一乗院宮墓地）                                         | | 尊覚親王墓と同兆域 |
| 108 | 後水尾天皇皇子                          | 尊證親王                       | 1694                        | 墓                          | 京都府京都市東山区粟田口三条坊町 （青蓮院内 青蓮院宮上ノ墓地）             | | 道円親王墓以下8墓は同兆域 |
| 108 | 後水尾天皇皇子                          | 盛胤親王                       | 1680                        | 墓                          | 京都府京都市左京区大原勝林院町 （梶井宮墓地）                              | | 承快親王墓以下3墓1塔は同兆域 |
| 108 | 後水尾天皇皇女                          | 文智女王                       | 1697                        | 墓                          | 奈良県奈良市山町（円照寺宮墓地）                                           | | 文智女王墓以下7墓2塔は同兆域 |
| 108 | 後水尾天皇皇女                          | 昭子内親王                     | 1675                        | 墓                          | 京都府京都市左京区南禅寺北ノ坊町（光雲寺内）                               | | |
| 108 | 後水尾天皇皇女                          | 理昌女王                       | 1656                        | 墓                          | 京都府京都市北区等持院北町 （真如寺内 宝鏡寺宮墓地）                       | | 理昌女王墓以下5墓は同兆域 |
| 108 | 後水尾天皇皇女                          | 菊宮                           | 1634                        | 墓                          | 京都府京都市上京区般舟院前町（般舟院陵域内）                               | | 朝子陵以下1陵3分骨所10墓は同兆域 |
| 108 | 後水尾天皇皇女                          | 元瑤内親王                     | 1727                        | 墓                          | 京都府京都市左京区一乗寺葉山町 （林丘寺宮墓地）                            | | 元瑤内親王墓以下3墓は同兆域 |
| 108 | 後水尾天皇皇女                          | 秋光院                         | 不詳                        | 墓                          | 京都府京都市上京区北ノ辺町（清浄華院墓地内）                               | | 秋光院墓以下3墓は同兆域 |
| 108 | 後水尾天皇皇女                          | 月桂院                         | 不詳                        | 墓                          | 京都府京都市上京区北ノ辺町（清浄華院墓地内）                               | | 空華院墓と同兆域 |
| 108 | 後水尾天皇皇女                          | 元昌女王                       | 1662                        | 墓                          | 京都府京都市上京区鶴山町 （大歓喜寺内 大聖寺宮墓地）                       | | 永邵女王墓以下9墓1塔は同兆域 |
| 108 | 後水尾天皇皇女                          | 宗澄女王                       | 1678                        | 墓                          | 京都府京都市上京区北ノ辺町（廬山寺墓地内）                                 | | |
| 108 | 後水尾天皇皇女                          | 永光院                         | 不詳                        | 墓                          | 京都府京都市上京区北ノ辺町（廬山寺墓地内）                                 | | 霊照院墓と同兆域 |
| 108 | 後水尾天皇皇女                          | 理忠女王                       | 1689                        | 墓                          | 京都府京都市北区等持院北町 （真如寺内 宝鏡寺宮墓地）                       | | 理昌女王墓以下5墓は同兆域 |
| 108 | 後水尾天皇皇女                          | 凉雲院                         | 不詳                        | 墓                          | 京都府京都市上京区北ノ辺町（清浄華院墓地内）                               | | 凉雲院墓以下4墓は同兆域 |
| 108 | 後水尾天皇皇女                          | 文察女王                       | 1683                        | 墓                          | 奈良県奈良市山町（円照寺宮墓地）                                           | | 文智女王墓以下7墓2塔は同兆域 |
| 108 | 後水尾天皇皇女                          | 文察女王                       | 1683                        | 塔                          | 京都府京都市上京区行衛町 （華開院内 光照院宮墓地）                         | | 尊英女王墓以下6墓1塔は同兆域 |
| 108 | 後水尾天皇皇女                          | 永亨女王                       | 不詳                        | 墓                          | 京都府京都市上京区鶴山町 （大歓喜寺内 大聖寺宮墓地）                       | | 永邵女王墓以下9墓1塔は同兆域 |
| 109 | 第109代天皇                             | 明正天皇                       | 1696                        | 月輪陵                      | 京都府京都市東山区今熊野泉山町（泉涌寺内）                                 | | 四条天皇陵以下25陵5灰塚9墓は同兆域 |
| 110 | 第110代天皇                             | 後光明天皇                     | 1654                        | 月輪陵                      | 京都府京都市東山区今熊野泉山町（泉涌寺内）                                 | | 四条天皇陵以下25陵5灰塚9墓は同兆域 |
| 110 | 後光明天皇皇女                          | 孝子内親王                     | 1725                        | 墓                          | 京都府京都市上京区般舟院前町（般舟院陵域内）                               | | 朝子陵以下1陵3分骨所10墓は同兆域 |
| 111 | 第111代天皇                             | 後西天皇                       | 1685                        | 月輪陵                      | 京都府京都市東山区今熊野泉山町（泉涌寺内）                                 | | 高松宮家（有栖川宮家）第2代当主 四条天皇陵以下25陵5灰塚9墓は同兆域 |
| 111 | 第111代天皇                             | 後西天皇                       | 1685                        | 塔                          | 奈良県生駒郡斑鳩町大字三井 （中宮寺宮墓地）                                | | 尊智女王墓以下6墓1塔は同兆域 |
| 111 | 後西天皇女御                            | 明子女王                       | 1680                        | 墓                          | 京都府京都市北区紫野大徳寺町 （大徳寺龍光院内 有栖川宮墓地）               | | 好仁親王墓以下28墓は同兆域 |
| 111 | 後西天皇皇子                            | 長仁親王（桂宮）               | 1675                        | 墓                          | 京都府京都市上京区相国寺門前町 （相国寺内 桂宮東ノ墓地）                   | | 八条宮家（桂宮家）第4代当主 智仁親王墓以下7墓は同兆域 |
| 111 | 後西天皇皇子                            | 幸仁親王（有栖川宮）           | 1699                        | 墓                          | 京都府京都市北区紫野大徳寺町 （大徳寺龍光院内 有栖川宮墓地）               | | 高松宮家（有栖川宮家）第3代当主 好仁親王墓以下28墓は同兆域 |
| 111 | 後西天皇皇子                            | 永悟親王                       | 1676                        | 墓                          | 滋賀県大津市園城寺町（三井寺北院円満院墓地）                               | | |
| 111 | 後西天皇皇子                            | 義延親王                       | 1706                        | 墓                          | 京都府京都市左京区岩倉上蔵町（実相院宮墓地）                               | | 義延親王墓以下3墓1塔は同兆域 |
| 111 | 後西天皇皇子                            | 天真親王                       | 1664                        | 墓                          | 東京都台東区上野公園 （寛永寺両大師内 輪王寺宮墓地）                       | | 守澄親王墓以下8墓5塔は同兆域 |
| 111 | 後西天皇皇子                            | 天真親王                       | 1664                        | 分骨塔                      | 栃木県日光市山内（輪王寺内 輪王寺宮墓地）                                  | | 天真親王分骨塔以下12塔は同兆域 |
| 111 | 後西天皇皇子                            | 公弁親王                       | 1716                        | 墓                          | 京都府京都市山科区安朱稲荷山町 （毘沙門堂内 輪王寺宮墓地）                 | | 公弁親王墓以下6墓5塔は同兆域 |
| 111 | 後西天皇皇子                            | 公弁親王                       | 1716                        | 髪爪塔                      | 栃木県日光市山内（輪王寺内 輪王寺宮墓地）                                  | | 天真親王分骨塔以下12塔は同兆域 |
| 111 | 後西天皇皇子                            | 公弁親王                       | 1716                        | 髪爪塔                      | 東京都台東区上野公園 （寛永寺両大師内 輪王寺宮墓地）                       | | 守澄親王墓以下8墓5塔は同兆域 |
| 111 | 後西天皇皇子                            | 道祐親王                       | 1691                        | 墓                          | 京都府京都市左京区北白川地蔵谷町 （聖護院宮墓地）                          | | 道周親王墓以下4墓2塔は同兆域 |
| 111 | 後西天皇皇子                            | 尚仁親王（桂宮）               | 1689                        | 墓                          | 京都府京都市上京区相国寺門前町 （相国寺内 桂宮東ノ墓地）                   | | 八条宮家（桂宮家）第5代当主 智仁親王墓以下7墓は同兆域 |
| 111 | 後西天皇皇子                            | 道尊親王                       | 1705                        | 墓                          | 京都府京都市左京区北白川地蔵谷町 （聖護院宮墓地）                          | | 道周親王墓以下4墓2塔は同兆域 |
| 111 | 後西天皇皇子                            | 槿栄院                         | 1677                        | 墓                          | 京都府京都市上京区北ノ辺町（清浄華院墓地内）                               | | |
| 111 | 後西天皇皇子                            | 良応親王                       | 1708                        | 墓                          | 京都府京都市左京区一乗寺坂端 （曼殊院宮墓地）                              | | 覚恕親王墓以下7墓は同兆域 |
| 111 | 後西天皇皇子                            | 凉月院                         | 1679                        | 墓                          | 京都府京都市左京区田中門前町（知恩寺内）                                   | | 香久宮墓以下3墓は同兆域 |
| 111 | 後西天皇皇女                            | 誠子内親王                     | 1686                        | 墓                          | 京都府京都市北区紫野大徳寺町 （大徳寺龍光院内 有栖川宮墓地）               | | 好仁親王墓以下28墓は同兆域 |
| 111 | 後西天皇皇女                            | 女二宮                         | 1658                        | 墓                          | 京都府京都市上京区般舟院前町（般舟院陵域内）                               | | 朝子陵以下1陵3分骨所10墓は同兆域 |
| 111 | 後西天皇皇女                            | 宗栄女王                       | 不詳                        | 墓                          | 京都府京都市左京区鹿ヶ谷桜谷町（霊鑑寺宮墓地）                             | | 宗栄女王墓以下3墓は同兆域 |
| 111 | 後西天皇皇女                            | 高栄女王                       | 不詳                        | 墓                          | 奈良県生駒郡斑鳩町大字三井 （中宮寺宮墓地）                                | | 尊智女王墓以下6墓1塔は同兆域 |
| 111 | 後西天皇皇女                            | 常宮                           | 1665                        | 墓                          | 京都府京都市左京区浄土寺真如町（真如堂墓地内）                             | | |
| 111 | 後西天皇皇女                            | 円光院                         | 1663                        | 墓                          | 京都府京都市上京区北ノ辺町（廬山寺墓地内）                                 | | |
| 111 | 後西天皇皇女                            | 賀陽宮                         | 1675                        | 墓                          | 京都府京都市上京区射場町（報恩寺内）                                       | | |
| 111 | 後西天皇皇女                            | 香久宮                         | 1668                        | 墓                          | 京都府京都市左京区田中門前町（知恩寺内）                                   | | 香久宮墓以下3墓は同兆域 |
| 111 | 後西天皇皇女                            | 聖安女王                       | 1712                        | 墓                          | 京都府京都市北区紫野大徳寺町 （大徳寺養徳院内 曇華院宮墓地）               | | 聖秀女王墓以下8墓は同兆域 |
| 111 | 後西天皇皇女                            | 理豊女王                       | 1745                        | 墓                          | 京都府京都市北区等持院北町 （真如寺内 宝鏡寺宮墓地）                       | | 理昌女王墓以下5墓は同兆域 |
| 111 | 後西天皇皇女                            | 満宮                           | 1677                        | 墓                          | 京都府京都市左京区田中門前町（知恩寺内）                                   | | 香久宮墓以下3墓は同兆域 |
| 111 | 後西天皇皇女                            | 瑞光女王                       | 不詳                        | 墓                          | 京都府京都市北区紫野大徳寺町 （大徳寺龍光院内 有栖川宮墓地）               | | 好仁親王墓以下28墓は同兆域 |
| 111 | 後西天皇皇女                            | 瑞光女王                       | 不詳                        | 塔                          | 奈良県奈良市山町（円照寺宮墓地）                                           | | 文智女王墓以下7墓2塔は同兆域 |
| 111 | 後西天皇皇女                            | 尊杲女王                       | 不詳                        | 墓                          | 京都府京都市上京区行衛町 （華開院内 光照院宮墓地）                         | | 尊英女王墓以下6墓1塔は同兆域 |
| 111 | 後西天皇皇女                            | 尊勝女王                       | 不詳                        | 墓                          | 京都府京都市東山区林下町 （知恩院墓地内 三時智恩寺墓地）                   | | |
| 111 | 後西天皇皇孫                            | 正仁親王（有栖川宮）           | 1716                        | 墓                          | 京都府京都市北区紫野大徳寺町 （大徳寺龍光院内 有栖川宮墓地）               | | 有栖川宮家第4代当主 好仁親王墓以下28墓は同兆域 |
| 111 | 後西天皇皇孫                            | 尊統親王（有栖川宮）           | 1711                        | 墓                          | 京都府京都市東山区林下町 （知恩院一心院墓地内 知恩院宮墓地）               | | 尊光親王墓以下5墓は同兆域 |
| 112 | 第112代天皇                             | 霊元天皇                       | 1732                        | 月輪陵                      | 京都府京都市東山区今熊野泉山町（泉涌寺内）                                 | | 四条天皇陵以下25陵5灰塚9墓は同兆域 |
| 112 | 第112代天皇                             | 霊元天皇                       | 1732                        | 歯塔                        | 和歌山県伊都郡高野町大字高野山字蓮花谷 （金剛峯寺奥院 天皇皇族髪歯爪塔地） | | 霊元天皇歯塔以下24塔は同兆域 |
| 112 | 霊元天皇皇后                            | 房子                           | 1712                        | 月輪陵                      | 京都府京都市東山区今熊野泉山町（泉涌寺内）                                 | | 四条天皇陵以下25陵5灰塚9墓は同兆域 |
| 112 | 霊元天皇後宮                            | 敬法門院藤原宗子               | 1732                        | 墓                          | 京都府京都市上京区北ノ辺町（清浄華院内）                                   | | 藤原宗子墓以下11墓は同兆域 |
| 112 | 霊元天皇皇子                            | 済深親王                       | 1701                        | 墓                          | 京都府京都市山科区勧修寺南谷町（勧修寺宮墓地）                             | | 済深親王墓以下2墓1塔は同兆域 |
| 112 | 霊元天皇皇子                            | 済深親王                       | 1701                        | 分骨塔                      | 和歌山県伊都郡高野町大字高野山字蓮花谷 （不動院内 高野山陵域内）           | | 得子陵と同兆域 |
| 112 | 霊元天皇皇子                            | 寛隆親王                       | 1707                        | 墓                          | 京都府京都市右京区花園扇野町（仁和寺宮墓地）                               | | 覚深親王墓以下11墓1塔は同兆域 |
| 112 | 霊元天皇皇子                            | 三宮                           | 1677                        | 墓                          | 京都府京都市上京区北ノ辺町（元遣迎院内）                                   | | |
| 112 | 霊元天皇皇子                            | 綱宮                           | 不詳                        | 墓                          | 京都府京都市上京区北ノ辺町（清浄華院墓地内）                               | | 秋光院墓以下3墓は同兆域 |
| 112 | 霊元天皇皇子                            | 尭延親王                       | 1718                        | 墓                          | 京都府京都市東山区三十三間堂廻リ （妙法院宮墓地）                          | | 後白河天皇陵以下1陵7墓は同兆域 |
| 112 | 霊元天皇皇子                            | 台嶺院                         | 1679                        | 墓                          | 京都府京都市上京区北ノ辺町（清浄華院墓地内）                               | | 凉雲院墓以下4墓は同兆域 |
| 112 | 霊元天皇皇子                            | 文仁親王（桂宮）               | 1711                        | 墓                          | 京都府京都市上京区相国寺門前町 （相国寺内 桂宮西ノ墓地）                   | | 京極宮家（桂宮家）第7代当主 文仁親王墓以下8墓は同兆域 |
| 112 | 霊元天皇皇子                            | 清宮                           | 不詳                        | 墓                          | 京都府京都市上京区北ノ辺町（清浄華院墓地内）                               | | |
| 112 | 霊元天皇皇子                            | 清宮                           | 不詳                        | 塔                          | 京都府京都市左京区大原勝林院町 （梶井宮墓地）                              | | 承快親王墓以下3墓1塔は同兆域 |
| 112 | 霊元天皇皇子                            | 作宮（桂宮）                   | 1692                        | 墓                          | 京都府京都市上京区相国寺門前町 （相国寺内 桂宮東ノ墓地）                   | | 常磐井宮家（桂宮家）第6代当主 智仁親王墓以下7墓は同兆域 |
| 112 | 霊元天皇皇子                            | 性応親王                       | 1712                        | 墓                          | 京都府京都市右京区北嵯峨山王町 （大覚寺宮墓地）                            | | 性勝親王墓以下9墓は同兆域 |
| 112 | 霊元天皇皇子                            | 徳宮                           | 不詳                        | 墓                          | 京都府京都市上京区北ノ辺町（清浄華院墓地内）                               | | |
| 112 | 霊元天皇皇子                            | 力宮                           | 1697                        | 墓                          | 京都府京都市中京区桜之町（誓願寺墓地内）                                   | | |
| 112 | 霊元天皇皇子                            | 尊賞親王                       | 1746                        | 墓                          | 奈良県奈良市菅原町（喜光寺内 一乗院宮墓地）                                | | 尊賞親王墓以下4墓は同兆域 |
| 112 | 霊元天皇皇子                            | 嘉智宮                         | 1713                        | 墓                          | 京都府京都市上京区北ノ辺町（廬山寺墓地内）                                 | | |
| 112 | 霊元天皇皇子                            | 峯宮                           | 1713                        | 墓                          | 京都府京都市上京区北ノ辺町（清浄華院墓地内）                               | | |
| 112 | 霊元天皇皇子                            | 峯宮                           | 1713                        | 塔                          | 京都府京都市左京区岩倉上蔵町（実相院宮墓地）                               | | 義延親王墓以下3墓1塔は同兆域 |
| 112 | 霊元天皇皇子                            | 職仁親王（有栖川宮）           | 1769                        | 墓                          | 京都府京都市北区紫野大徳寺町 （大徳寺龍光院内 有栖川宮墓地）               | | 有栖川宮家第5代当主 好仁親王墓以下28墓は同兆域 |
| 112 | 霊元天皇皇子職仁親王妃                  | 淳子（有栖川宮）               | 1774                        | 墓                          | 京都府京都市北区紫野大徳寺町 （大徳寺龍光院内 有栖川宮墓地）               | | 好仁親王墓以下28墓は同兆域 |
| 112 | 霊元天皇皇子                            | 尊胤親王                       | 1740                        | 墓                          | 京都府京都市東山区林下町 （知恩院一心院墓地内 知恩院宮墓地）               | | 尊光親王墓以下5墓は同兆域 |
| 112 | 霊元天皇皇子                            | 尭恭親王                       | 1764                        | 墓                          | 京都府京都市東山区三十三間堂廻リ （妙法院宮墓地）                          | | 後白河天皇陵以下1陵7墓は同兆域 |
| 112 | 霊元天皇皇女                            | 智光院                         | 不詳                        | 墓                          | 京都府京都市上京区北ノ辺町（廬山寺墓地内）                                 | | |
| 112 | 霊元天皇皇女                            | 永秀女王                       | 不詳                        | 墓                          | 京都府京都市上京区鶴山町 （大歓喜寺内 大聖寺宮墓地）                       | | 永邵女王墓以下9墓1塔は同兆域 |
| 112 | 霊元天皇皇女                            | 梅宮                           | 不詳                        | 墓                          | 京都府京都市上京区北ノ辺町（清浄華院墓地内）                               | | 凉雲院墓以下4墓は同兆域 |
| 112 | 霊元天皇皇女                            | 勝子内親王                     | 1716                        | 墓                          | 京都府京都市上京区北ノ辺町（清浄華院墓地内）                               | | |
| 112 | 霊元天皇皇女                            | 文喜女王                       | 1702                        | 墓                          | 奈良県奈良市山町（円照寺宮墓地）                                           | | 文智女王墓以下7墓2塔は同兆域 |
| 112 | 霊元天皇皇女                            | 元秀女王                       | 1752                        | 墓                          | 京都府京都市左京区一乗寺葉山町 （林丘寺宮墓地）                            | | 元瑤内親王墓以下3墓は同兆域 |
| 112 | 霊元天皇皇女                            | 永応女王                       | 1754                        | 墓                          | 奈良県奈良市山町（円照寺宮墓地）                                           | | 文智女王墓以下7墓2塔は同兆域 |
| 112 | 霊元天皇皇女                            | 永応女王                       | 1754                        | 塔                          | 京都府京都市上京区鶴山町 （大歓喜寺内 大聖寺宮墓地）                       | | 永邵女王墓以下9墓1塔は同兆域 |
| 112 | 霊元天皇皇女                            | 止宮                           | 1712                        | 墓                          | 京都府京都市上京区北ノ辺町（清浄華院墓地内）                               | | |
| 112 | 霊元天皇皇女                            | 吉子内親王                     | 1758                        | 墓                          | 京都府京都市東山区林下町 （知恩院墓地内）                                  | | |
| 112 | 霊元天皇皇女                            | 八重宮                         | 1723                        | 墓                          | 京都府京都市上京区鶴山町 （大歓喜寺内 大聖寺宮墓地）                       | | 永邵女王墓以下9墓1塔は同兆域 |
| 112 | 霊元天皇皇孫                            | 家仁親王（桂宮）               | 1768                        | 墓                          | 京都府京都市上京区相国寺門前町 （相国寺内 桂宮西ノ墓地）                   | | 京極宮家（桂宮家）第8代当主 文仁親王墓以下8墓は同兆域 |
| 112 | 霊元天皇皇孫家仁親王妃                  | 基子（桂宮）                   | 不詳                        | 墓                          | 京都府京都市上京区相国寺門前町 （相国寺内 桂宮西ノ墓地）                   | | 文仁親王墓以下8墓は同兆域 |
| 112 | 霊元天皇皇孫                            | 守恕親王（桂宮）               | 1729                        | 墓                          | 京都府京都市右京区花園扇野町（仁和寺宮墓地）                               | | 覚深親王墓以下11墓1塔は同兆域 |
| 112 | 霊元天皇皇孫                            | 音仁親王（有栖川宮）           | 1755                        | 墓                          | 京都府京都市北区紫野大徳寺町 （大徳寺龍光院内 有栖川宮墓地）               | | 好仁親王墓以下28墓は同兆域 |
| 112 | 霊元天皇皇孫                            | 叡仁親王（有栖川宮）           | 1753                        | 墓                          | 京都府京都市左京区大原勝林院町 （梶井宮墓地）                              | | 慈胤親王墓以下4墓は同兆域 |
| 112 | 霊元天皇皇孫                            | 覚仁親王（有栖川宮）           | 1754                        | 墓                          | 京都府京都市右京区花園扇野町（仁和寺宮墓地）                               | | 覚深親王墓以下11墓1塔は同兆域 |
| 112 | 霊元天皇皇孫                            | 増賞親王（有栖川宮）           | 1770                        | 墓                          | 京都府京都市左京区北白川丸山町 （聖護院宮墓地）                            | | 道承親王墓以下6墓は同兆域 |
| 112 | 霊元天皇皇孫                            | 律宮（有栖川宮）               | 1744                        | 墓                          | 京都府京都市北区紫野大徳寺町 （大徳寺龍光院内 有栖川宮墓地）               | | 好仁親王墓以下28墓は同兆域 |
| 112 | 霊元天皇皇孫                            | 常仁親王（有栖川宮）           | 1772                        | 墓                          | 京都府京都市左京区大原勝林院町 （梶井宮墓地）                              | | 慈胤親王墓以下4墓は同兆域 |
| 112 | 霊元天皇皇孫                            | 織仁親王（有栖川宮）           | 1820                        | 墓                          | 京都府京都市北区紫野大徳寺町 （大徳寺龍光院内 有栖川宮墓地）               | | 有栖川宮家第6代当主 好仁親王墓以下28墓は同兆域 |
| 112 | 霊元天皇皇孫織仁親王妃                  | 福子（有栖川宮）               | 1804                        | 墓                          | 京都府京都市北区紫野大徳寺町 （大徳寺龍光院内 有栖川宮墓地）               | | 好仁親王墓以下28墓は同兆域 |
| 112 | 霊元天皇皇孫女                          | 尊梁女王（有栖川宮）           | 1731                        | 墓                          | 京都府京都市上京区行衛町 （華開院内 光照院宮墓地）                         | | 尊英女王墓以下6墓1塔は同兆域 |
| 112 | 霊元天皇皇孫女                          | 職子女王（有栖川宮）           | 1786                        | 墓                          | 京都府京都市北区紫野大徳寺町 （大徳寺龍光院内 有栖川宮墓地）               | | 好仁親王墓以下28墓は同兆域 |
| 112 | 霊元天皇皇孫女                          | 文亨女王（有栖川宮）           | 1770                        | 墓                          | 奈良県奈良市山町（円照寺宮墓地）                                           | | 文智女王墓以下7墓2塔は同兆域 |
| 112 | 霊元天皇皇孫女                          | 栄恕女王（有栖川宮）           | 1776                        | 墓                          | 奈良県生駒郡斑鳩町大字三井 （中宮寺宮墓地）                                | | 尊智女王墓以下6墓1塔は同兆域 |
| 112 | 霊元天皇皇曾孫                          | 公仁親王（桂宮）               | 1756                        | 墓                          | 京都府京都市上京区相国寺門前町 （相国寺内 桂宮西ノ墓地）                   | | 京極宮家（桂宮家）第9代当主 文仁親王墓以下8墓は同兆域 |
| 112 | 霊元天皇皇曾孫公仁親王妃                | 室子女王（桂宮）               | 1789                        | 墓                          | 京都府京都市上京区相国寺門前町 （相国寺内 桂宮西ノ墓地）                   | | 文仁親王墓以下8墓は同兆域 |
| 112 | 霊元天皇皇曾孫公仁親王妃                | 寿子（桂宮）                   | 1789                        | 墓                          | 京都府京都市上京区相国寺門前町 （相国寺内 桂宮西ノ墓地）                   | | 文仁親王墓以下8墓は同兆域 |
| 112 | 霊元天皇皇曾孫                          | 尊峯親王（桂宮）               | 1788                        | 墓                          | 京都府京都市東山区林下町 （知恩院一心院墓地内 知恩院宮墓地）               | | 尊光親王墓以下5墓は同兆域 |
| 112 | 霊元天皇皇曾孫                          | 尊映親王（桂宮）               | 1793                        | 墓                          | 奈良県奈良市菅原町（喜光寺内 一乗院宮墓地）                                | | 尊賞親王墓以下4墓は同兆域 |
| 112 | 霊元天皇皇曾孫                          | 高貴宮（有栖川宮）             | 1777                        | 墓                          | 京都府京都市北区紫野大徳寺町 （大徳寺龍光院内 有栖川宮墓地）               | | 好仁親王墓以下28墓は同兆域 |
| 112 | 霊元天皇皇曾孫                          | 韶仁親王（有栖川宮）           | 1845                        | 墓                          | 京都府京都市北区紫野大徳寺町 （大徳寺龍光院内 有栖川宮墓地）               | | 有栖川宮家第7代当主 好仁親王墓以下28墓は同兆域 |
| 112 | 霊元天皇皇曾孫韶仁親王妃                | 宣子女王（有栖川宮）           | 1866                        | 墓                          | 京都府京都市北区紫野大徳寺町 （大徳寺龍光院内 有栖川宮墓地）               | | 好仁親王墓以下28墓は同兆域 |
| 112 | 霊元天皇皇曾孫                          | 承真親王（有栖川宮）           | 1841                        | 墓                          | 京都府京都市左京区大原勝林院町 （梶井宮墓地）                              | | 承快親王墓以下3墓1塔は同兆域 |
| 112 | 霊元天皇皇曾孫                          | 舜仁親王（有栖川宮）           | 1831                        | 墓                          | 東京都台東区上野公園 （寛永寺両大師内 輪王寺宮墓地）                       | | 守澄親王墓以下8墓5塔は同兆域 |
| 112 | 霊元天皇皇曾孫                          | 舜仁親王（有栖川宮）           | 1831                        | 髪爪塔                      | 栃木県日光市山内（輪王寺内 輪王寺宮墓地）                                  | | 天真親王分骨塔以下12塔は同兆域 |
| 112 | 霊元天皇皇曾孫                          | 舜仁親王（有栖川宮）           | 1831                        | 髪爪塔                      | 京都府京都市山科区安朱稲荷山町 （毘沙門堂内 輪王寺宮墓地）                 | | 公弁親王墓以下6墓5塔は同兆域 |
| 112 | 霊元天皇皇曾孫                          | 済仁親王（有栖川宮）           | 1847                        | 墓                          | 京都府京都市右京区花園扇野町（仁和寺宮墓地）                               | | 覚深親王墓以下11墓1塔は同兆域 |
| 112 | 霊元天皇皇曾孫                          | 綽宮（有栖川宮）               | 1798                        | 墓                          | 京都府京都市北区紫野大徳寺町 （大徳寺龍光院内 有栖川宮墓地）               | | 好仁親王墓以下28墓は同兆域 |
| 112 | 霊元天皇皇曾孫                          | 万信宮（有栖川宮）             | 1800                        | 墓                          | 京都府京都市北区紫野大徳寺町 （大徳寺龍光院内 有栖川宮墓地）               | | 好仁親王墓以下28墓は同兆域 |
| 112 | 霊元天皇皇曾孫                          | 尊超親王（有栖川宮）           | 1852                        | 墓                          | 京都府京都市東山区林下町 （知恩院一心院墓地内 知恩院宮墓地）               | | 尊光親王墓以下5墓は同兆域 |
| 112 | 霊元天皇皇曾孫女                        | 真珠光院（桂宮）               | 1725                        | 墓                          | 京都府京都市上京区相国寺門前町 （相国寺内慈照院跡）                        | | 光明定院墓以下3墓は同兆域 |
| 112 | 霊元天皇皇曾孫女                        | 得菩提院（桂宮）               | 1730                        | 墓                          | 京都府京都市上京区相国寺門前町 （相国寺内慈照院跡）                        | | 光明定院墓以下3墓は同兆域 |
| 112 | 霊元天皇皇曾孫女                        | 日照女王（有栖川宮）           | 1756                        | 墓                          | 京都府京都市左京区岡崎東福ノ川町 （善正寺瑞竜寺墓地内）                    | | |
| 112 | 霊元天皇皇曾孫女                        | 文乗女王（有栖川宮）           | 1841                        | 墓                          | 奈良県奈良市山町（円照寺宮墓地）                                           | | 文智女王墓以下7墓2塔は同兆域 |
| 112 | 霊元天皇皇曾孫女                        | 繁宮（有栖川宮）               | 1790                        | 墓                          | 京都府京都市北区紫野大徳寺町 （大徳寺龍光院内 有栖川宮墓地）               | | 好仁親王墓以下28墓は同兆域 |
| 112 | 霊元天皇皇曾孫女                        | 幾宮（有栖川宮）               | 1791                        | 墓                          | 京都府京都市北区紫野大徳寺町 （大徳寺龍光院内 有栖川宮墓地）               | | 好仁親王墓以下28墓は同兆域 |
| 112 | 霊元天皇皇曾孫女                        | 栄暉女王（有栖川宮）           | 1845                        | 墓                          | 奈良県生駒郡斑鳩町大字三井 （中宮寺宮墓地）                                | | 尊智女王墓以下6墓1塔は同兆域 |
| 112 | 霊元天皇皇曾孫女                        | 煕子女王（有栖川宮）           | 1817                        | 墓                          | 京都府京都市北区紫野大徳寺町 （大徳寺龍光院内 有栖川宮墓地）               | | 好仁親王墓以下28墓は同兆域 |
| 112 | 霊元天皇皇曾孫女                        | 弥宮（有栖川宮）               | 1796                        | 墓                          | 京都府京都市北区紫野大徳寺町 （大徳寺龍光院内 有栖川宮墓地）               | | 好仁親王墓以下28墓は同兆域 |
| 112 | 霊元天皇皇曾孫女                        | 寿宮（有栖川宮）               | 1807                        | 墓                          | 京都府京都市北区紫野大徳寺町 （大徳寺龍光院内 有栖川宮墓地）               | | 好仁親王墓以下28墓は同兆域 |
| 112 | 霊元天皇皇曾孫女                        | 苞子女王（有栖川宮）           | 1819                        | 墓                          | 京都府京都市北区紫野大徳寺町 （大徳寺龍光院内 有栖川宮墓地）               | | 好仁親王墓以下28墓は同兆域 |
| 112 | 霊元天皇皇皇玄孫                        | 幟仁親王（有栖川宮）           | 1886                        | 墓                          | 東京都文京区大塚5丁目（豊島岡墓地）                                        | | 有栖川宮家第8代当主 幟仁親王墓以下10墓は同兆域 |
| 112 | 霊元天皇皇皇玄孫幟仁親王妃              | 広子（有栖川宮）               | 1875                        | 墓                          | 東京都文京区大塚5丁目（豊島岡墓地）                                        | | 幟仁親王墓以下10墓は同兆域 |
| 112 | 霊元天皇皇皇玄孫                        | 慈性親王（有栖川宮）           | 1868                        | 墓                          | 東京都台東区上野公園 （寛永寺両大師内 輪王寺宮墓地）                       | | 守澄親王墓以下8墓5塔は同兆域 |
| 112 | 霊元天皇皇皇玄孫                        | 慈性親王（有栖川宮）           | 1868                        | 髪爪塔                      | 栃木県日光市山内（輪王寺内 輪王寺宮墓地）                                  | | 天真親王分骨塔以下12塔は同兆域 |
| 112 | 霊元天皇皇皇玄孫                        | 公紹親王（有栖川宮）           | 1846                        | 墓                          | 東京都台東区上野公園 （寛永寺両大師内 輪王寺宮墓地）                       | | 守澄親王墓以下8墓5塔は同兆域 |
| 112 | 霊元天皇皇皇玄孫                        | 公紹親王（有栖川宮）           | 1846                        | 髪爪塔                      | 栃木県日光市山内（輪王寺内 輪王寺宮墓地）                                  | | 天真親王分骨塔以下12塔は同兆域 |
| 112 | 霊元天皇皇皇玄孫                        | 公紹親王（有栖川宮）           | 1846                        | 髪爪塔                      | 京都府京都市山科区安朱稲荷山町 （毘沙門堂内 輪王寺宮墓地）                 | | 公弁親王墓以下6墓5塔は同兆域 |
| 112 | 霊元天皇皇皇玄孫女                      | 万宮（有栖川宮）               | 1810                        | 墓                          | 京都府京都市北区紫野大徳寺町 （大徳寺龍光院内 有栖川宮墓地）               | | 好仁親王墓以下28墓は同兆域 |
| 112 | 霊元天皇皇皇玄孫女                      | 遊亀宮（有栖川宮）             | 1823                        | 墓                          | 京都府京都市北区紫野大徳寺町 （大徳寺龍光院内 有栖川宮墓地）               | | 好仁親王墓以下28墓は同兆域 |
| 112 | 霊元天皇皇皇玄孫女                      | 実種宮（有栖川宮）             | 1823                        | 墓                          | 京都府京都市北区紫野大徳寺町 （大徳寺龍光院内 有栖川宮墓地）               | | 好仁親王墓以下28墓は同兆域 |
| 112 | 霊元天皇皇五世皇孫                      | 熾仁親王（有栖川宮）           | 1895                        | 墓                          | 東京都文京区大塚5丁目（豊島岡墓地）                                        | | 有栖川宮家第9代当主 幟仁親王墓以下10墓は同兆域 |
| 112 | 霊元天皇皇五世皇孫熾仁親王妃            | 貞子（有栖川宮）               | 1870                        | 墓                          | 東京都文京区大塚5丁目（豊島岡墓地）                                        | | 幟仁親王墓以下10墓は同兆域 |
| 112 | 霊元天皇皇五世皇孫熾仁親王妃            | 董子（有栖川宮）               | 1923                        | 墓                          | 東京都文京区大塚5丁目（豊島岡墓地）                                        | | 幟仁親王墓以下10墓は同兆域 |
| 112 | 霊元天皇皇五世皇孫                      | 洁宮（有栖川宮）               | 1895                        | 墓                          | 京都府京都市東山区粟田口三条坊町 （青蓮院内 青蓮院宮下ノ墓地）             | | 尊真親王墓以下3墓は同兆域 |
| 112 | 霊元天皇皇五世皇孫                      | 長宮（有栖川宮）               | 1843                        | 墓                          | 京都府京都市東山区林下町 （知恩院一心院墓地内）                            | | |
| 112 | 霊元天皇皇五世皇孫                      | 威仁親王（有栖川宮）           | 1913                        | 墓                          | 東京都文京区大塚5丁目（豊島岡墓地）                                        | | 有栖川宮家第10代当主 幟仁親王墓以下10墓は同兆域 |
| 112 | 霊元天皇皇五世皇孫威仁親王妃            | 慰子（有栖川宮）               | 1923                        | 墓                          | 東京都文京区大塚5丁目（豊島岡墓地）                                        | | 幟仁親王墓以下10墓は同兆域 |
| 112 | 霊元天皇皇五世皇孫女                    | 染宮（有栖川宮）               | 1843                        | 墓                          | 京都府京都市北区紫野大徳寺町 （大徳寺龍光院内 有栖川宮墓地）               | | 好仁親王墓以下28墓は同兆域 |
| 112 | 霊元天皇皇六世皇孫                      | 栽仁親王（有栖川宮）           | 1908                        | 墓                          | 東京都文京区大塚5丁目（豊島岡墓地）                                        | | 幟仁親王墓以下10墓は同兆域 |
| 112 | 霊元天皇皇六世皇孫女                    | 績子女王（有栖川宮）           | 1886                        | 墓                          | 東京都文京区大塚5丁目（豊島岡墓地）                                        | | 幟仁親王墓以下10墓は同兆域 |
| 113 | 第113代天皇                             | 東山天皇                       | 1710                        | 月輪陵                      | 京都府京都市東山区今熊野泉山町（泉涌寺内）                                 | | 四条天皇陵以下25陵5灰塚9墓は同兆域 |
| 113 | 東山天皇皇后                            | 幸子女王                       | 1720                        | 月輪陵                      | 京都府京都市東山区今熊野泉山町（泉涌寺内）                                 | | 四条天皇陵以下25陵5灰塚9墓は同兆域 |
| 113 | 東山天皇後宮                            | 新崇賢門院藤原賀子             | 1709                        | 墓                          | 京都府京都市上京区北ノ辺町（廬山寺陵域内）                                 | | 慶光天皇陵以下1陵15墓は同兆域 |
| 113 | 東山天皇皇子                            | 若宮                           | 1693                        | 墓                          | 京都府京都市上京区北ノ辺町（清浄華院墓地内）                               | | |
| 113 | 東山天皇皇子                            | 二宮                           | 1696                        | 墓                          | 京都府京都市上京区北ノ辺町（清浄華院墓地内）                               | | |
| 113 | 東山天皇皇子                            | 公寛親王                       | 1738                        | 墓                          | 東京都台東区上野公園 （寛永寺両大師内 輪王寺宮墓地）                       | | 守澄親王墓以下8墓5塔は同兆域 |
| 113 | 東山天皇皇子                            | 公寛親王                       | 1738                        | 髪爪塔                      | 栃木県日光市山内（輪王寺内 輪王寺宮墓地）                                  | | 天真親王分骨塔以下12塔は同兆域 |
| 113 | 東山天皇皇子                            | 公寛親王                       | 1738                        | 爪塔                        | 京都府京都市山科区安朱稲荷山町 （毘沙門堂内 輪王寺宮墓地）                 | | 公弁親王墓以下6墓5塔は同兆域 |
| 113 | 東山天皇皇子                            | 寿宮                           | 1700                        | 墓                          | 京都府京都市上京区北ノ辺町（廬山寺墓地内）                                 | | |
| 113 | 東山天皇皇子                            | 直仁親王（閑院宮）             | 1704                        | 墓                          | 京都府京都市上京区北ノ辺町（廬山寺陵域内）                                 | | 閑院宮家初代当主 慶光天皇陵以下1陵15墓は同兆域 |
| 113 | 東山天皇皇子直仁親王妃                  | 脩子（閑院宮）                 | 1727                        | 墓                          | 京都府京都市上京区北ノ辺町（廬山寺陵域内）                                 | | 慶光天皇陵以下1陵15墓は同兆域 |
| 113 | 東山天皇皇女                            | 福宮                           | 1705                        | 墓                          | 京都府京都市上京区上天神町（興聖寺内）                                     | | |
| 113 | 東山天皇皇女                            | 光明定院                       | 1707                        | 墓                          | 京都府京都市上京区相国寺門前町 （相国寺内慈照院跡）                        | | 光明定院墓以下3墓は同兆域 |
| 113 | 東山天皇皇女                            | 聖祝女王                       | 1721                        | 墓                          | 京都府京都市北区紫野大徳寺町 （大徳寺養徳院内 曇華院宮墓地）               | | 聖秀女王墓以下8墓は同兆域 |
| 113 | 東山天皇皇孫                            | 梅芳院（閑院宮）               | 1723                        | 墓                          | 京都府京都市上京区北ノ辺町（廬山寺墓地内）                                 | | |
| 113 | 東山天皇皇孫                            | 公啓親王（閑院宮）             | 1772                        | 墓                          | 東京都台東区上野公園 （寛永寺両大師内 輪王寺宮墓地）                       | | 守澄親王墓以下8墓5塔は同兆域 |
| 113 | 東山天皇皇孫                            | 公啓親王（閑院宮）             | 1772                        | 爪塔                        | 栃木県日光市山内（輪王寺内 輪王寺宮墓地）                                  | | 天真親王分骨塔以下12塔は同兆域 |
| 113 | 東山天皇皇孫                            | 公啓親王（閑院宮）             | 1772                        | 髪爪塔                      | 京都府京都市山科区安朱稲荷山町 （毘沙門堂内 輪王寺宮墓地）                 | | 公弁親王墓以下6墓5塔は同兆域 |
| 113 | 東山天皇皇孫 追尊天皇                   | 慶光天皇                       | 1794                        | 廬山寺陵                    | 京都府京都市上京区北ノ辺町（廬山寺内）                                     | | 閑院宮家第2代当主 慶光天皇陵以下1陵15墓は同兆域 |
| 113 | 東山天皇皇孫慶光天皇妃                  | 成子内親王（閑院宮）           | 1771                        | 墓                          | 京都府京都市上京区北ノ辺町（廬山寺陵域内）                                 | | 慶光天皇陵以下1陵15墓は同兆域 |
| 113 | 東山天皇皇孫女                          | 蓮香院（閑院宮）               | 1727                        | 墓                          | 京都府京都市上京区北ノ辺町（廬山寺墓地内）                                 | | |
| 113 | 東山天皇皇孫女                          | 尊信女王（閑院宮）             | 1801                        | 墓                          | 京都府京都市東山区林下町 （知恩院墓地内 三時智恩寺墓地）                   | | |
| 113 | 東山天皇皇孫女                          | 高覚女王（閑院宮）             | 1764                        | 墓                          | 奈良県奈良市法華寺町                                                       | | |
| 113 | 東山天皇皇孫女                          | 元敞女王（閑院宮）             | 1798                        | 墓                          | 京都府京都市左京区一乗寺葉山町 （林丘寺宮墓地）                            | | 元瑤内親王墓以下3墓は同兆域 |
| 113 | 東山天皇皇曾孫                          | 美仁親王（閑院宮）             | 1818                        | 墓                          | 京都府京都市上京区北ノ辺町（廬山寺陵域内）                                 | | 閑院宮家第3代当主 慶光天皇陵以下1陵15墓は同兆域 |
| 113 | 東山天皇皇曾孫美仁親王妃                | 因子（閑院宮）                 | 1782                        | 墓                          | 京都府京都市上京区北ノ辺町（廬山寺陵域内）                                 | | 慶光天皇陵以下1陵15墓は同兆域 |
| 113 | 東山天皇皇曾孫                          | 深仁親王（閑院宮）             | 1807                        | 墓                          | 京都府京都市右京区花園扇野町（仁和寺宮墓地）                               | | 覚深親王墓以下11墓1塔は同兆域 |
| 113 | 東山天皇皇曾孫                          | 公璋親王（閑院宮）             | 1777                        | 墓                          | 東京都台東区上野公園 （寛永寺両大師内 輪王寺宮墓地）                       | | 守澄親王墓以下8墓5塔は同兆域 |
| 113 | 東山天皇皇曾孫                          | 公璋親王（閑院宮）             | 1777                        | 塔                          | 栃木県日光市山内（輪王寺内 輪王寺宮墓地）                                  | | 天真親王分骨塔以下12塔は同兆域 |
| 113 | 東山天皇皇曾孫                          | 公璋親王（閑院宮）             | 1777                        | 髪爪塔                      | 京都府京都市山科区安朱稲荷山町 （毘沙門堂内 輪王寺宮墓地）                 | | 公弁親王墓以下6墓5塔は同兆域 |
| 113 | 東山天皇皇曾孫                          | 公延親王（閑院宮）             | 1803                        | 墓                          | 京都府京都市山科区安朱稲荷山町 （毘沙門堂内 輪王寺宮墓地）                 | | 公弁親王墓以下6墓5塔は同兆域 |
| 113 | 東山天皇皇曾孫                          | 公延親王（閑院宮）             | 1803                        | 髪爪塔                      | 栃木県日光市山内（輪王寺内 輪王寺宮墓地）                                  | | 天真親王分骨塔以下12塔は同兆域 |
| 113 | 東山天皇皇曾孫                          | 公延親王（閑院宮）             | 1803                        | 髪爪塔                      | 東京都台東区上野公園 （寛永寺両大師内 輪王寺宮墓地）                       | | 守澄親王墓以下8墓5塔は同兆域 |
| 113 | 東山天皇皇曾孫                          | 真仁親王（閑院宮）             | 1805                        | 墓                          | 京都府京都市東山区三十三間堂廻リ （妙法院宮墓地）                          | | 後白河天皇陵以下1陵7墓は同兆域 |
| 113 | 東山天皇皇曾孫                          | 盈仁親王（閑院宮）             | 1830                        | 墓                          | 京都府京都市左京区北白川丸山町 （聖護院宮墓地）                            | | 道承親王墓以下6墓は同兆域 |
| 113 | 東山天皇皇曾孫                          | 精宮（閑院宮）                 | 1779                        | 墓                          | 京都府京都市左京区一乗寺坂端 （曼殊院宮墓地）                              | | 覚恕親王墓以下7墓は同兆域 |
| 113 | 東山天皇皇曾孫                          | 鏗宮（閑院宮）                 | 1777                        | 墓                          | 京都府京都市右京区花園扇野町（仁和寺宮墓地）                               | | 覚深親王墓以下11墓1塔は同兆域 |
| 113 | 東山天皇皇曾孫                          | 健宮（閑院宮）                 | 1780                        | 墓                          | 京都府京都市左京区岩倉上蔵町（実相院宮墓地）                               | | 義延親王墓以下3墓1塔は同兆域 |
| 113 | 東山天皇皇曾孫女                        | 弥数宮（閑院宮）               | 1768                        | 墓                          | 京都府京都市上京区北ノ辺町（廬山寺墓地内）                                 | | |
| 113 | 東山天皇皇曾孫女                        | 宗恭女王（閑院宮）             | 1821                        | 墓                          | 京都府京都市左京区鹿ヶ谷桜谷町（霊鑑寺宮墓地）                             | | 宗栄女王墓以下3墓は同兆域 |
| 113 | 東山天皇皇玄孫                          | 孝仁親王（閑院宮）             | 1824                        | 墓                          | 京都府京都市上京区北ノ辺町（廬山寺陵域内）                                 | | 閑院宮家第4代当主 慶光天皇陵以下1陵15墓は同兆域 |
| 113 | 東山天皇皇玄孫孝仁親王妃                | 吉子（閑院宮）                 | 1873                        | 墓                          | 京都府京都市上京区北ノ辺町（廬山寺陵域内）                                 | | 慶光天皇陵以下1陵15墓は同兆域 |
| 113 | 東山天皇皇玄孫                          | 喜久宮（閑院宮）               | 1801                        | 墓                          | 京都府京都市右京区花園扇野町（仁和寺宮墓地）                               | | 覚深親王墓以下11墓1塔は同兆域 |
| 113 | 東山天皇皇玄孫                          | 富宮（閑院宮）                 | 1802                        | 墓                          | 京都府京都市左京区一乗寺坂端 （曼殊院宮墓地）                              | | 覚恕親王墓以下7墓は同兆域 |
| 113 | 東山天皇皇玄孫女                        | 鎮宮（閑院宮）                 | 1794                        | 墓                          | 京都府京都市上京区北ノ辺町（廬山寺墓地内）                                 | | |
| 113 | 東山天皇皇玄孫女                        | 苞宮（閑院宮）                 | 1816                        | 墓                          | 京都府京都市上京区相国寺門前町 （相国寺内 伏見宮墓地）                     | | 永宮墓と同兆域 |
| 113 | 東山天皇皇玄孫女                        | 敬宮（閑院宮）                 | 1793                        | 墓                          | 京都府京都市上京区北ノ辺町（廬山寺墓地内）                                 | | |
| 113 | 東山天皇五世皇孫                        | 致宮（閑院宮）                 | 1813                        | 墓                          | 京都府京都市上京区北ノ辺町（廬山寺陵域内）                                 | | 慶光天皇陵以下1陵15墓は同兆域 |
| 113 | 東山天皇五世皇孫                        | 愛仁親王（閑院宮）             | 1842                        | 墓                          | 京都府京都市上京区北ノ辺町（廬山寺陵域内）                                 | | 閑院宮家第5代当主 慶光天皇陵以下1陵15墓は同兆域 |
| 113 | 東山天皇五世皇孫                        | 教仁親王（閑院宮）             | 1851                        | 墓                          | 京都府京都市東山区三十三間堂廻リ （妙法院宮墓地）                          | | 後白河天皇陵以下1陵7墓は同兆域 |
| 113 | 東山天皇五世皇孫女                      | 茂宮（閑院宮）                 | 1811                        | 墓                          | 京都府京都市上京区北ノ辺町（廬山寺墓地内）                                 | | |
| 113 | 東山天皇五世皇孫女                      | 永宮（閑院宮）                 | 1816                        | 墓                          | 京都府京都市上京区北ノ辺町（廬山寺墓地内）                                 | | - |
| 114 | 第114代天皇                             | 中御門天皇                     | 1737                        | 月輪陵                      | 京都府京都市東山区今熊野泉山町（泉涌寺内）                                 | | 四条天皇陵以下25陵5灰塚9墓は同兆域 |
| 114 | 第114代天皇                             | 中御門天皇                     | 1737                        | 髪塔                        | 和歌山県伊都郡高野町大字高野山字蓮花谷 （金剛峯寺奥院 天皇皇族髪歯爪塔地） | | 霊元天皇歯塔以下24塔は同兆域 |
| 114 | 中御門天皇女御 贈皇太后                 | 尚子                           | 1720                        | 月輪陵                      | 京都府京都市東山区今熊野泉山町（泉涌寺内）                                 | | 四条天皇陵以下25陵5灰塚9墓は同兆域 |
| 114 | 中御門天皇皇子                          | 公遵親王                       | 1788                        | 墓                          | 京都府京都市山科区安朱稲荷山町 （毘沙門堂内 輪王寺宮墓地）                 | | 公弁親王墓以下6墓5塔は同兆域 |
| 114 | 中御門天皇皇子                          | 公遵親王                       | 1788                        | 髪爪塔                      | 栃木県日光市山内（輪王寺内 輪王寺宮墓地）                                  | | 天真親王分骨塔以下12塔は同兆域 |
| 114 | 中御門天皇皇子                          | 公遵親王                       | 1788                        | 髪爪塔                      | 東京都台東区上野公園 （寛永寺両大師内 輪王寺宮墓地）                       | | 守澄親王墓以下8墓5塔は同兆域 |
| 114 | 中御門天皇皇子                          | 忠誉親王                       | 1788                        | 墓                          | 京都府京都市左京区北白川丸山町 （聖護院宮墓地）                            | | 道承親王墓以下6墓は同兆域 |
| 114 | 中御門天皇皇子                          | 慈仁親王                       | 1735                        | 墓                          | 京都府京都市右京区花園扇野町（仁和寺宮墓地）                               | | 覚深親王墓以下11墓1塔は同兆域 |
| 114 | 中御門天皇皇子                          | 信宮                           | 1734                        | 墓                          | 京都府京都市上京区北ノ辺町（廬山寺墓地内）                                 | | |
| 114 | 中御門天皇皇子                          | 遵仁親王                       | 1747                        | 墓                          | 京都府京都市右京区花園扇野町（仁和寺宮墓地）                               | | 覚深親王墓以下11墓1塔は同兆域 |
| 114 | 中御門天皇皇女                          | 聖珊女王                       | 1759                        | 墓                          | 京都府京都市北区紫野大徳寺町 （大徳寺養徳院内 曇華院宮墓地）               | | |
| 114 | 中御門天皇皇女                          | 女三宮                         | 1723                        | 墓                          | 京都府京都市上京区北ノ辺町（廬山寺墓地内）                                 | | |
| 114 | 中御門天皇皇女                          | 女五宮                         | 1725                        | 墓                          | 京都府京都市中京区桜之町（誓願寺墓地内）                                   | | |
| 114 | 中御門天皇皇女                          | 理秀女王                       | 1764                        | 墓                          | 京都府京都市北区等持院北町 （真如寺内 宝鏡寺宮墓地）                       | | 理昌女王墓以下5墓は同兆域 |
| 114 | 中御門天皇皇女                          | 尊乗女王                       | 1789                        | 墓                          | 京都府京都市上京区行衛町 （華開院内 光照院宮墓地）                         | | 尊英女王墓以下6墓1塔は同兆域 |
| 114 | 中御門天皇皇女                          | 永皎女王                       | 1808                        | 墓                          | 京都府京都市上京区鶴山町 （大歓喜寺内 大聖寺宮墓地）                       | | 永邵女王墓以下9墓1塔は同兆域 |
| 114 | 中御門天皇皇女                          | 永皎女王                       | 1808                        | 塔                          | 奈良県奈良市山町（円照寺宮墓地）                                           | | 文智女王墓以下7墓2塔は同兆域 |
| 114 | 中御門天皇皇女                          | 周宮                           | 1735                        | 墓                          | 京都府京都市上京区北ノ辺町（廬山寺墓地内）                                 | | |
| 115 | 第115代天皇                             | 桜町天皇                       | 1750                        | 月輪陵                      | 京都府京都市東山区今熊野泉山町（泉涌寺内）                                 | | 四条天皇陵以下25陵5灰塚9墓は同兆域 |
| 115 | 第115代天皇                             | 桜町天皇                       | 1750                        | 髪塔                        | 和歌山県伊都郡高野町大字高野山字蓮花谷 （金剛峯寺奥院 天皇皇族髪歯爪塔地） | | 霊元天皇歯塔以下24塔は同兆域 |
| 115 | 桜町天皇女御 尊称皇太后                 | 舎子                           | 1790                        | 月輪陵                      | 京都府京都市東山区今熊野泉山町（泉涌寺内）                                 | | 四条天皇陵以下25陵5灰塚9墓は同兆域 |
| 115 | 桜町天皇後宮                            | 開明門院藤原定子               | 1789                        | 墓                          | 京都府京都市上京区北ノ辺町（清浄華院内）                                   | | 藤原宗子墓以下11墓は同兆域 |
| 115 | 桜町天皇皇女                            | 盛子内親王                     | 1746                        | 墓                          | 京都府京都市上京区般舟院前町（般舟院陵域内）                               | | 朝子陵以下1陵3分骨所10墓は同兆域 |
| 116 | 第116代天皇                             | 桃園天皇                       | 1762                        | 月輪陵                      | 京都府京都市東山区今熊野泉山町（泉涌寺内）                                 | | 四条天皇陵以下25陵5灰塚9墓は同兆域 |
| 116 | 第116代天皇                             | 桃園天皇                       | 1762                        | 髪爪塔                      | 和歌山県伊都郡高野町大字高野山字蓮花谷 （金剛峯寺奥院 天皇皇族髪歯爪塔地） | | 霊元天皇歯塔以下24塔は同兆域 |
| 116 | 桃園天皇女御 尊称皇太后                 | 富子                           | 1795                        | 月輪陵                      | 京都府京都市東山区今熊野泉山町（泉涌寺内）                                 | | 四条天皇陵以下25陵5灰塚9墓は同兆域 |
| 116 | 桃園天皇女御 尊称皇太后                 | 富子                           | 1795                        | 髪塔                        | 和歌山県伊都郡高野町大字高野山字蓮花谷 （金剛峯寺奥院 天皇皇族髪歯爪塔地） | | 霊元天皇歯塔以下24塔は同兆域 |
| 116 | 桃園天皇皇子                            | 貞行親王（伏見宮）             | 1772                        | 墓                          | 京都府京都市上京区相国寺門前町 （相国寺内 伏見宮墓地）                     | | 伏見宮家第17代当主 貞常親王墓以下77墓は同兆域 |
| 116 | 桃園天皇皇子                            | 貞行親王（伏見宮）             | 1772                        | 塔                          | 和歌山県伊都郡高野町大字高野山字蓮花谷 （金剛峯寺奥院 天皇皇族髪歯爪塔地） | | 霊元天皇歯塔以下24塔は同兆域 |
| 117 | 第117代天皇                             | 後桜町天皇                     | 1813                        | 月輪陵                      | 京都府京都市東山区今熊野泉山町（泉涌寺内）                                 | | 四条天皇陵以下25陵5灰塚9墓は同兆域 |
| 117 | 第117代天皇                             | 後桜町天皇                     | 1813                        | 髪爪塔                      | 和歌山県伊都郡高野町大字高野山字蓮花谷 （金剛峯寺奥院 天皇皇族髪歯爪塔地） | | 霊元天皇歯塔以下24塔は同兆域 |
| 118 | 第118代天皇                             | 後桃園天皇                     | 1779                        | 月輪陵                      | 京都府京都市東山区今熊野泉山町（泉涌寺内）                                 | | 四条天皇陵以下25陵5灰塚9墓は同兆域 |
| 118 | 第118代天皇                             | 後桃園天皇                     | 1779                        | 髪塔                        | 和歌山県伊都郡高野町大字高野山字蓮花谷 （金剛峯寺奥院 天皇皇族髪歯爪塔地） | | 霊元天皇歯塔以下24塔は同兆域 |
| 118 | 後桃園天皇女御 尊称皇太后               | 維子                           | 1783                        | 月輪陵                      | 京都府京都市東山区今熊野泉山町（泉涌寺内）                                 | | 四条天皇陵以下25陵5灰塚9墓は同兆域 |
| 118 | 後桃園天皇女御 尊称皇太后               | 維子                           | 1783                        | 髪塔                        | 和歌山県伊都郡高野町大字高野山字蓮花谷 （金剛峯寺奥院 天皇皇族髪歯爪塔地） | | 霊元天皇歯塔以下24塔は同兆域 |
| 119 | 第119代天皇                             | 光格天皇                       | 1840                        | 後月輪陵                    | 京都府京都市東山区今熊野泉山町（泉涌寺内）                                 | | 四条天皇陵以下25陵5灰塚9墓は同兆域 |
| 119 | 第119代天皇                             | 光格天皇                       | 1840                        | 髪爪塔                      | 和歌山県伊都郡高野町大字高野山字蓮花谷 （金剛峯寺奥院 天皇皇族髪歯爪塔地） | | 霊元天皇歯塔以下24塔は同兆域 |
| 119 | 光格天皇皇后                            | 欣子内親王                     | 1846                        | 後月輪陵                    | 京都府京都市東山区今熊野泉山町（泉涌寺内）                                 | | 四条天皇陵以下25陵5灰塚9墓は同兆域 |
| 119 | 光格天皇皇后                            | 欣子内親王                     | 1846                        | 髪塔                        | 和歌山県伊都郡高野町大字高野山字蓮花谷 （金剛峯寺奥院 天皇皇族髪歯爪塔地） | | 霊元天皇歯塔以下24塔は同兆域 |
| 119 | 光格天皇後宮                            | 東京極院藤原婧子               | 1843                        | 墓                          | 京都府京都市東山区今熊野泉山町 （泉涌寺雲龍院内）                          | | 後光厳天皇分骨所以下2分骨所1灰塚5墓は同兆域 |
| 119 | 光格天皇皇子                            | 礼仁親王                       | 1791                        | 墓                          | 京都府京都市上京区般舟院前町（般舟院陵域内）                               | | 朝子陵以下1陵3分骨所10墓は同兆域 |
| 119 | 光格天皇皇子                            | 俊宮                           | 1794                        | 墓                          | 京都府京都市上京区北ノ辺町（廬山寺陵域内）                                 | | 慶光天皇陵以下1陵15墓は同兆域 |
| 119 | 光格天皇皇子                            | 温仁親王                       | 1800                        | 墓                          | 京都府京都市東山区今熊野泉山町（月輪陵域内）                               | | 四条天皇陵以下25陵5灰塚9墓は同兆域 |
| 119 | 光格天皇皇子                            | 温仁親王                       | 1800                        | 髪塔                        | 和歌山県伊都郡高野町大字高野山字蓮花谷 （金剛峯寺奥院 天皇皇族髪歯爪塔地） | | 霊元天皇歯塔以下24塔は同兆域 |
| 119 | 光格天皇皇子                            | 盛仁親王（桂宮）               | 1811                        | 墓                          | 京都府京都市上京区相国寺門前町 （相国寺内 桂宮西ノ墓地）                   | | 桂宮家第10代当主 文仁親王墓以下8墓は同兆域 |
| 119 | 光格天皇皇子                            | 猗宮                           | 1819                        | 墓                          | 京都府京都市上京区北ノ辺町（廬山寺陵域内）                                 | | 慶光天皇陵以下1陵15墓は同兆域 |
| 119 | 光格天皇皇子                            | 悦仁親王                       | 1821                        | 墓                          | 京都府京都市東山区今熊野泉山町（月輪陵域内）                               | | 四条天皇陵以下25陵5灰塚9墓は同兆域 |
| 119 | 光格天皇皇子                            | 悦仁親王                       | 1821                        | 髪塔                        | 和歌山県伊都郡高野町大字高野山字蓮花谷 （金剛峯寺奥院 天皇皇族髪歯爪塔地） | | 霊元天皇歯塔以下24塔は同兆域 |
| 119 | 光格天皇皇子                            | 嘉糯宮                         | 1835                        | 墓                          | 京都府京都市上京区相国寺門前町 （相国寺長得院墓地内）                      | | |
| 119 | 光格天皇皇子                            | 嘉糯宮                         | 1835                        | 髪塔                        | 和歌山県伊都郡高野町大字高野山字蓮花谷 （金剛峯寺奥院 天皇皇族髪歯爪塔地） | | 霊元天皇歯塔以下24塔は同兆域 |
| 119 | 光格天皇皇女                            | 開示院                         | 1789                        | 墓                          | 京都府京都市上京区北ノ辺町（廬山寺墓地内）                                 | | |
| 119 | 光格天皇皇女                            | 寿賀宮                         | 不詳                        | 墓                          | 京都府京都市上京区般舟院前町（般舟院陵域内）                               | | 朝子陵以下1陵3分骨所10墓は同兆域 |
| 119 | 光格天皇皇女                            | 受楽院                         | 1792                        | 墓                          | 京都府京都市上京区北ノ辺町（廬山寺墓地内）                                 | | |
| 119 | 光格天皇皇女                            | 多祉宮                         | 1808                        | 墓                          | 京都府京都市上京区北ノ辺町（廬山寺陵域内）                                 | | 慶光天皇陵以下1陵15墓は同兆域 |
| 119 | 光格天皇皇女                            | 霊妙心院                       | 1811                        | 墓                          | 京都府京都市上京区笹屋町2丁目（浄福寺内）                                  | | |
| 119 | 光格天皇皇女                            | 娍宮                           | 不詳                        | 墓                          | 京都府京都市上京区北ノ辺町（清浄華院内）                                   | | 藤原宗子墓以下11墓は同兆域 |
| 119 | 光格天皇皇女                            | 永潤女王                       | 1830                        | 墓                          | 京都府京都市上京区鶴山町 （大歓喜寺内 大聖寺宮墓地）                       | | 永邵女王墓以下9墓1塔は同兆域 |
| 119 | 光格天皇皇女                            | 永潤女王                       | 1830                        | 髪塔                        | 和歌山県伊都郡高野町大字高野山字蓮花谷 （金剛峯寺奥院 天皇皇族髪歯爪塔地） | | 霊元天皇歯塔以下24塔は同兆域 |
| 119 | 光格天皇皇女                            | 治宮                           | 1822                        | 墓                          | 京都府京都市上京区北ノ辺町（廬山寺陵域内）                                 | | 慶光天皇陵以下1陵15墓は同兆域 |
| 119 | 光格天皇皇女                            | 理欽内親王                     | 不詳                        | 墓                          | 京都府京都市北区等持院北町 （真如寺内 宝鏡寺宮墓地）                       | | 理昌女王墓以下5墓は同兆域 |
| 119 | 光格天皇皇女                            | 理欽内親王                     | 不詳                        | 髪爪塔                      | 和歌山県伊都郡高野町大字高野山字蓮花谷 （金剛峯寺奥院 天皇皇族髪歯爪塔地） | | 霊元天皇歯塔以下24塔は同兆域 |
| 119 | 光格天皇皇女                            | 聖清女王                       | 1827                        | 墓                          | 京都府京都市北区紫野大徳寺町 （大徳寺養徳院内 曇華院宮墓地）               | | 聖秀女王墓以下8墓は同兆域 |
| 119 | 光格天皇皇女                            | 聖清女王                       | 1827                        | 髪塔                        | 和歌山県伊都郡高野町大字高野山字蓮花谷 （金剛峯寺奥院 天皇皇族髪歯爪塔地） | | 霊元天皇歯塔以下24塔は同兆域 |
| 119 | 光格天皇皇女                            | 勝宮                           | 1827                        | 墓                          | 京都府京都市上京区北ノ辺町（清浄華院内）                                   | | 藤原宗子墓以下11墓は同兆域 |
| 120 | 第120代天皇                             | 仁孝天皇                       | 1846                        | 後月輪陵                    | 京都府京都市東山区今熊野泉山町（泉涌寺内）                                 | | 四条天皇陵以下25陵5灰塚9墓は同兆域 |
| 120 | 第120代天皇                             | 仁孝天皇                       | 1846                        | 髪歯塔                      | 和歌山県伊都郡高野町大字高野山字蓮花谷 （金剛峯寺奥院 天皇皇族髪歯爪塔地） | | 霊元天皇歯塔以下24塔は同兆域 |
| 120 | 仁孝天皇女御 贈皇后                     | 繋子                           | 1823                        | 後月輪陵                    | 京都府京都市東山区今熊野泉山町（泉涌寺内）                                 | | 四条天皇陵以下25陵5灰塚9墓は同兆域 |
| 120 | 仁孝天皇女御 贈皇后                     | 繋子                           | 1823                        | 髪塔                        | 和歌山県伊都郡高野町大字高野山字蓮花谷 （金剛峯寺奥院 天皇皇族髪歯爪塔地） | | 霊元天皇歯塔以下24塔は同兆域 |
| 120 | 仁孝天皇女御 尊称皇太后                 | 祺子                           | 1847                        | 後月輪陵                    | 京都府京都市東山区今熊野泉山町（泉涌寺内）                                 | | 四条天皇陵以下25陵5灰塚9墓は同兆域 |
| 120 | 仁孝天皇女御 尊称皇太后                 | 祺子                           | 1847                        | 髪塔                        | 和歌山県伊都郡高野町大字高野山字蓮花谷 （金剛峯寺奥院 天皇皇族髪歯爪塔地） | | 霊元天皇歯塔以下24塔は同兆域 |
| 120 | 仁孝天皇後宮                            | 新待賢門院藤原雅子             | 1856                        | 墓                          | 京都府京都市東山区今熊野泉山町 （月輪陵域内）                              | | 四条天皇陵以下25陵5灰塚9墓は同兆域 |
| 120 | 仁孝天皇皇子                            | 安仁親王                       | 1821                        | 墓                          | 京都府京都市東山区今熊野泉山町 （月輪陵域内）                              | | 四条天皇陵以下25陵5灰塚9墓は同兆域 |
| 120 | 仁孝天皇皇子                            | 安仁親王                       | 1821                        | 髪塔                        | 和歌山県伊都郡高野町大字高野山字蓮花谷 （金剛峯寺奥院 天皇皇族髪歯爪塔地） | | 霊元天皇歯塔以下24塔は同兆域 |
| 120 | 仁孝天皇皇子                            | 鎔宮                           | 1826                        | 墓                          | 京都府京都市上京区北ノ辺町（廬山寺墓地内）                                 | | 寿万宮墓と同兆域 |
| 120 | 仁孝天皇皇子                            | 三宮                           | 1831                        | 墓                          | 京都府京都市上京区北ノ辺町（清浄華院内）                                   | | 藤原宗子墓以下11墓は同兆域 |
| 120 | 仁孝天皇皇子                            | 常寂光院                       | 1832                        | 墓                          | 京都府京都市右京区鳴滝松本町（三宝寺内）                                   | | |
| 120 | 仁孝天皇皇子                            | 節仁親王（桂宮）               | 1836                        | 墓                          | 京都府京都市上京区相国寺門前町 （相国寺内 桂宮西ノ墓地）                   | | 桂宮家第11代当主 文仁親王墓以下8墓は同兆域 |
| 120 | 仁孝天皇皇子                            | 胤宮                           | 1845                        | 墓                          | 京都府京都市上京区北ノ辺町（廬山寺陵域内）                                 | | 慶光天皇陵以下1陵15墓は同兆域 |
| 120 | 仁孝天皇皇女                            | 慈悲心院                       | 1823                        | 墓                          | 京都府京都市東山区今熊野泉山町 （泉涌寺雲龍院内）                          | | 後光厳天皇分骨所以下2分骨所1灰塚5墓は同兆域 |
| 120 | 仁孝天皇皇女                            | 成宮                           | 1826                        | 墓                          | 京都府京都市上京区北ノ辺町（清浄華院内）                                   | | 藤原宗子墓以下11墓は同兆域 |
| 120 | 仁孝天皇皇女                            | 淑子内親王（桂宮）             | 1881                        | 墓                          | 京都府京都市東山区泉涌寺山内町                                             | | 桂宮家第12代当主 守脩親王墓以下3墓は同兆域 |
| 120 | 仁孝天皇皇女                            | 女二宮                         | 1826                        | 墓                          | 京都府京都市東山区今熊野泉山町 （泉涌寺雲龍院内）                          | | 後光厳天皇分骨所以下2分骨所1灰塚5墓は同兆域 |
| 120 | 仁孝天皇皇女                            | 女二宮                         | 1826                        | 髪塔                        | 和歌山県伊都郡高野町大字高野山字蓮花谷 （金剛峯寺奥院 天皇皇族髪歯爪塔地） | | 霊元天皇歯塔以下24塔は同兆域 |
| 120 | 仁孝天皇皇女                            | 総宮                           | 1833                        | 墓                          | 京都府京都市上京区北ノ辺町（清浄華院内）                                   | | 藤原宗子墓以下11墓は同兆域 |
| 120 | 仁孝天皇皇女                            | 経宮                           | 1836                        | 墓                          | 京都府京都市上京区北ノ辺町（清浄華院内）                                   | | 藤原宗子墓以下11墓は同兆域 |
| 120 | 仁孝天皇皇女                            | 恭宮                           | 1838                        | 墓                          | 京都府京都市上京区北ノ辺町（清浄華院内）                                   | | 藤原宗子墓以下11墓は同兆域 |
| 121 | 第121代天皇                             | 孝明天皇                       | 1867                        | 後月輪東山陵                | 京都府京都市東山区今熊野泉山町（泉涌寺内）                                 | | |
| 121 | 第121代天皇                             | 孝明天皇                       | 1867                        | 髪爪塔                      | 和歌山県伊都郡高野町大字高野山字蓮花谷 （金剛峯寺奥院 天皇皇族髪歯爪塔地） | | 霊元天皇歯塔以下24塔は同兆域 |
| 121 | 孝明天皇女御 尊称皇太后                 | 英照皇太后                     | 1897                        | 後月輪東北陵                | 京都府京都市東山区今熊野泉山町（泉涌寺内）                                 | | |
| 121 | 孝明天皇皇女                            | 妙香華院                       | 1850                        | 墓                          | 京都府京都市上京区北ノ辺町（清浄華院内）                                   | | 藤原宗子墓以下11墓は同兆域 |
| 121 | 孝明天皇皇女                            | 順子内親王                     | 1852                        | 墓                          | 京都府京都市東山区今熊野泉山町 （泉涌寺雲龍院内）                          | | 後光厳天皇分骨所以下2分骨所1灰塚5墓は同兆域 |
| 121 | 孝明天皇皇女                            | 富貴宮                         | 1859                        | 墓                          | 京都府京都市東山区今熊野泉山町 （泉涌寺雲龍院内）                          | | 後光厳天皇分骨所以下2分骨所1灰塚5墓は同兆域 |
| 121 | 孝明天皇皇女                            | 寿万宮                         | 1861                        | 墓                          | 京都府京都市上京区北ノ辺町（廬山寺墓地内）                                 | | 鎔宮墓と同兆域 |
| 121 | 孝明天皇皇女                            | 理宮                           | 1861                        | 墓                          | 京都府京都市上京区北ノ辺町（清浄華院内）                                   | | 藤原宗子墓以下11墓は同兆域 |
| 122 | 第122代天皇                             | 明治天皇                       | 1912                        | 伏見桃山陵                  | 京都府京都市伏見区桃山町古城山                                             | | |
| 122 | 明治天皇皇后                            | 昭憲皇太后                     | 1914                        | 伏見桃山東陵                | 京都府京都市伏見区桃山町古城山                                             | | |
| 122 | 明治天皇皇子                            | 稚瑞照彦尊                     | 1873                        | 墓                          | 東京都文京区大塚5丁目（豊島岡墓地）                                        | | |
| 122 | 明治天皇皇子                            | 敬仁親王                       | 1878                        | 墓                          | 東京都文京区大塚5丁目（豊島岡墓地）                                        | | |
| 122 | 明治天皇皇子                            | 猷仁親王                       | 1887                        | 墓                          | 東京都文京区大塚5丁目（豊島岡墓地）                                        | | |
| 122 | 明治天皇皇子                            | 輝仁親王                       | 1894                        | 墓                          | 東京都文京区大塚5丁目（豊島岡墓地）                                        | | |
| 122 | 明治天皇皇女                            | 稚高依姫尊                     | 1873                        | 墓                          | 東京都文京区大塚5丁目（豊島岡墓地）                                        | | |
| 122 | 明治天皇皇女                            | 薫子内親王                     | 1875                        | 墓                          | 東京都文京区大塚5丁目（豊島岡墓地）                                        | | |
| 122 | 明治天皇皇女                            | 韶子内親王                     | 1883                        | 墓                          | 東京都文京区大塚5丁目（豊島岡墓地）                                        | | |
| 122 | 明治天皇皇女                            | 章子内親王                     | 1883                        | 墓                          | 東京都文京区大塚5丁目（豊島岡墓地）                                        | | |
| 122 | 明治天皇皇女                            | 静子内親王                     | 1887                        | 墓                          | 東京都文京区大塚5丁目（豊島岡墓地）                                        | | |
| 122 | 明治天皇皇女                            | 多喜子内親王                   | 1899                        | 墓                          | 東京都文京区大塚5丁目（豊島岡墓地）                                        | | |
| 123 | 第123代天皇                             | 大正天皇                       | 1926                        | 多摩陵                      | 東京都八王子市長房町（武蔵陵墓地）                                         | | |
| 123 | 大正天皇皇后                            | 貞明皇后                       | 1951                        | 多摩東陵                    | 東京都八王子市長房町（武蔵陵墓地）                                         | | |
| 123 | 大正天皇皇子                            | 雍仁親王（秩父宮）             | 1953                        | 墓                          | 東京都文京区大塚5丁目（豊島岡墓地）                                        | | 勢津子妃と合葬 |
| 123 | 大正天皇皇子雍仁親王妃                  | 勢津子（秩父宮）               | 1995                        | 墓                          | 東京都文京区大塚5丁目（豊島岡墓地）                                        | | 雍仁親王と合葬 |
| 123 | 大正天皇皇子                            | 宣仁親王（高松宮）             | 1987                        | 墓                          | 東京都文京区大塚5丁目（豊島岡墓地）                                        | | 喜久子妃と合葬 |
| 123 | 大正天皇皇子宣仁親王妃                  | 喜久子（高松宮）               | 2004                        | 墓                          | 東京都文京区大塚5丁目（豊島岡墓地）                                        | | 宣仁親王と合葬 |
| 123 | 大正天皇皇子                            | 崇仁親王（三笠宮）             | 2016                        | 墓                          | 東京都文京区大塚5丁目（豊島岡墓地）                                        | | |
| 123 | 大正天皇皇孫                            | 寬仁親王                       | 2012                        | 墓                          | 東京都文京区大塚5丁目（豊島岡墓地）                                        | | |
| 123 | 大正天皇皇孫                            | 宜仁親王（桂宮）               | 2014                        | 墓                          | 東京都文京区大塚5丁目（豊島岡墓地）                                        | | |
| 123 | 大正天皇皇孫                            | 憲仁親王（高円宮）             | 2002                        | 墓                          | 東京都文京区大塚5丁目（豊島岡墓地）                                        | | |
| 124 | 第124代天皇                             | 昭和天皇                       | 1989                        | 武蔵野陵                    | 東京都八王子市長房町（武蔵陵墓地）                                         | | |
| 124 | 昭和天皇皇后                            | 香淳皇后                       | 2000                        | 武蔵野東陵                  | 東京都八王子市長房町（武蔵陵墓地）                                         | | |
| 124 | 昭和天皇皇女                            | 祐子内親王                     | 1928                        | 墓                          | 東京都文京区大塚5丁目（豊島岡墓地）                                        | | |

1. ↑  かつては雄略天皇陵を河内大塚山古墳（大阪府羽曳野市・松原市）に比定する説も有力視されたが、現在では後期古墳説が定着している（川内眷三 「河内大塚山古墳の研究動向と周辺域古墳群の復原」 (PDF)  『四天王寺大学紀要 第57号』 2014年、pp. 32-41）。
2. ↑  「むち宮」の「むち」は「林+厂+巴」。

### 陵墓参考地
1949年（昭和24年）10月の『陵墓参考地一覧』による陵墓参考地の一覧（ただし鵺塚陵墓参考地・秘塚陵墓参考地は、その後の指定解除のため不記載）。
| 参考地名称           | 所在地 | 所在地                           | 被葬候補者（該当御方）                                 | 陪冢                                                           | 備考 |
| -------------------- | ------ | -------------------------------- | ------------------------------------------------------ | -------------------------------------------------------------- | --- |
| 西三川陵墓参考地     | 新潟県 | 佐渡市西三川                     | 順徳天皇皇子彦成王                                     |                                                                | |
| 宇治山田陵墓参考地   | 三重県 | 伊勢市倭町                       | 垂仁天皇皇女倭姫                                       |                                                                | 遺跡名：尾部古墳 |
| 安曇陵墓参考地       | 滋賀県 | 高島市安曇川町田中               | 応神天皇玄孫宇非王王子彦主人王継体天皇御父             | 飛地い号 飛地ろ号 飛地は号 域内陪冢                            | 遺跡名：田中王塚古墳 |
| 下坂本陵墓参考地     | 滋賀県 | 大津市木の岡町                   | 天智天皇皇后倭姫                                       | 飛地い号 飛地ろ号 飛地は号 飛地に号 飛地ほ号                   | 遺跡名：木の岡本塚古墳 （飛地い号：木の岡御前塚古墳） （飛地ろ号：木の岡首塚古墳） （飛地は号：木の岡茶臼山古墳） （飛地に号：木の岡車塚古墳） （飛地ほ号：木の岡新塚古墳） |
| 沓塚陵墓参考地       | 京都府 | 京都市伏見区深草田谷町           | 天智天皇六（七）世皇孫聖宝（醍醐寺開基）（皇族ニ非ズ） |                                                                | |
| 大亀谷陵墓参考地     | 京都府 | 京都市伏見区深草大亀谷古御香町   | 桓武天皇                                               |                                                                | |
| 浄菩提院塚陵墓参考地 | 京都府 | 京都市伏見区竹田小屋ノ内町       | 後鳥羽天皇皇女尊称皇后昇子内親王春華門院               |                                                                | |
| 後宮塚陵墓参考地     | 京都府 | 京都市伏見区竹田東小屋ノ内町     | 未詳                                                   |                                                                | |
| 中宮塚陵墓参考地     | 京都府 | 京都市伏見区竹田東小屋ノ内町     | 未詳                                                   |                                                                | |
| 東山本町陵墓参考地   | 京都府 | 京都市東山区本町16丁目           | 仲恭天皇                                               |                                                                | |
| 天王塚陵墓参考地     | 京都府 | 京都市左京区岡崎入江町           | 後三条天皇火葬塚                                       |                                                                | |
| 御室陵墓参考地       | 京都府 | 京都市右京区御室大内             | 光孝天皇                                               |                                                                | |
| 円山陵墓参考地       | 京都府 | 京都市右京区嵯峨大覚寺門前登リ町 | 淳和天皇皇后正子内親王                                 |                                                                | 遺跡名：円山古墳 |
| 入道塚陵墓参考地     | 京都府 | 京都市右京区嵯峨大沢柳井手町     | 淳和天皇皇子恒貞親王                                   |                                                                | 遺跡名：入道塚古墳 |
| 大塚陵墓参考地       | 大阪府 | 松原市西大塚1丁目                | 雄略天皇                                               |                                                                | 遺跡名：河内大塚山古墳 |
| 藤井寺陵墓参考地     | 大阪府 | 藤井寺市津堂                     | 允恭天皇                                               |                                                                | 遺跡名：津堂城山古墳 |
| 東百舌鳥陵墓参考地   | 大阪府 | 堺市北区百舌鳥西之町             | 反正天皇                                               |                                                                | 遺跡名：ニサンザイ古墳 |
| 百舌鳥陵墓参考地     | 大阪府 | 堺市北区百舌鳥本町               | 応神天皇                                               |                                                                | 遺跡名：御廟山古墳 |
| 檜尾塚陵墓参考地     | 大阪府 | 河内長野市寺元                   | 後醍醐天皇女御尊称皇太后藤原廉子                       |                                                                | |
| コウボ坂陵墓参考地   | 大阪府 | 河内長野市寺元                   | 後醍醐天皇女御尊称皇太后藤原廉子                       |                                                                | |
| 玉津陵墓参考地       | 兵庫県 | 神戸市西区玉津町吉田             | 用明天皇皇子当麻皇子妃舎人姫王                         | 飛地い号 飛地ろ号                                              | 遺跡名：王塚古墳 |
| 市陵墓参考地         | 兵庫県 | 南あわじ市市十一ケ所             | 淳仁天皇初葬地                                         |                                                                | |
| 雲部陵墓参考地       | 兵庫県 | 丹波篠山市東本荘                 | 開化天皇皇孫彦坐王王子丹波道主命                       | 飛地い号 飛地ろ号                                              | 遺跡名：雲部車塚古墳 |
| 畝傍陵墓参考地       | 奈良県 | 橿原市五条野町                   | 天武天皇・持統天皇                                     |                                                                | 遺跡名：丸山古墳 |
| 宇和奈辺陵墓参考地   | 奈良県 | 奈良市法蓮町                     | 仁徳天皇皇后八田皇女                                   | 飛地い号                                                       | 遺跡名：ウワナベ古墳 |
| 小奈辺陵墓参考地     | 奈良県 | 奈良市法蓮町                     | 仁徳天皇皇后磐之媛命                                   | 飛地い号 飛地ろ号 飛地は号 飛地に号 飛地ほ号 飛地へ号 飛地と号 | 遺跡名：コナベ古墳 |
| 黄金塚陵墓参考地     | 奈良県 | 奈良市田中町                     | 天武天皇皇子崇道尽敬皇帝舎人親王                       |                                                                | 遺跡名：帯解黄金塚古墳 |
| 郡山陵墓参考地       | 奈良県 | 大和郡山市新木町                 | 桓武天皇尚蔵阿倍古美奈                                 |                                                                | 遺跡名：郡山新木山古墳 |
| 富郷陵墓参考地       | 奈良県 | 生駒郡斑鳩町三井                 | 聖徳太子王子山背大兄王                                 |                                                                | 遺跡名：三井岡原古墳 |
| 磐園陵墓参考地       | 奈良県 | 大和高田市築山                   | 顕宗天皇                                               | 飛地い号                                                       | 遺跡名：築山古墳 （飛地い号：茶臼山古墳） |
| 陵西陵墓参考地       | 奈良県 | 大和高田市池田                   | 顕宗天皇皇后難波小野女王                               | 飛地い号 飛地ろ号 飛地は号 飛地に号 飛地ほ号                   | 遺跡名：狐井塚古墳 （飛地ほ号：領家山1号墳） |
| 大塚陵墓参考地       | 奈良県 | 北葛城郡広陵町大塚               | 武烈天皇                                               |                                                                | 遺跡名：新山古墳 |
| 三吉陵墓参考地       | 奈良県 | 北葛城郡広陵町三吉               | 敏達天皇皇子押坂彦人大兄皇子舒明天皇御父               |                                                                | 遺跡名：新木山古墳 |
| 川上陵墓参考地       | 奈良県 | 吉野郡川上村高原                 | 後醍醐天皇女御尊称皇太后藤原廉子                       |                                                                | |
| 宇倍野陵墓参考地     | 鳥取県 | 鳥取市国府町岡益                 | 安徳天皇                                               |                                                                | 遺跡名：岡益の石堂 |
| 岩坂陵墓参考地       | 島根県 | 松江市八雲町日吉                 | 伊弉冉尊                                               |                                                                | |
| 西市陵墓参考地       | 山口県 | 下関市豊田町地吉                 | 安徳天皇                                               |                                                                | |
| 大井陵墓参考地       | 愛媛県 | 今治市大西町宮脇                 | 後醍醐天皇皇子尊真親王                                 |                                                                | |
| 妻鳥陵墓参考地       | 愛媛県 | 四国中央市妻鳥町                 | 允恭天皇皇子木梨軽皇子                                 |                                                                | 遺跡名：東宮山古墳 |
| 越智陵墓参考地       | 高知県 | 高岡郡越知町越知                 | 安徳天皇                                               |                                                                | |
| 勾金陵墓参考地       | 福岡県 | 田川郡香春町鏡山                 | 天武天皇皇孫長親王王子河内王                           |                                                                | 遺跡名：外輪崎古墳 |
| 佐須陵墓参考地       | 長崎県 | 対馬市厳原町久根田舎             | 安徳天皇                                               |                                                                | |
| 花園陵墓参考地       | 熊本県 | 宇土市立岡町                     | 安徳天皇                                               |                                                                | |
| 北川陵墓参考地       | 宮崎県 | 延岡市北川町長井                 | 瓊瓊杵尊                                               |                                                                | |
| 男狭穂塚陵墓参考地   | 宮崎県 | 西都市三宅                       | 瓊瓊杵尊                                               |                                                                | 遺跡名：男狭穂塚古墳 |
| 女狭穂塚陵墓参考地   | 宮崎県 | 西都市三宅                       | 木花開耶姫                                             |                                                                | 遺跡名：女狭穂塚古墳 |
| 鵜戸陵墓参考地       | 宮崎県 | 日南市宮浦                       | 鸕鷀草葺不合尊                                         |                                                                | |

## 調査
宮内庁治定陵墓において、1984年度（昭和59年度）以降に実施された調査の一覧。宮内庁書陵部主体の調査については、記載内容は『書陵部紀要』各号の陵墓関係調査報告に基づき、括弧内末尾の数字は当該調査報告の掲載号を表す。
| 年度                          | 宮内庁書陵部                                                                                  | 宮内庁書陵部  | 宮内庁書陵部 |
| 年度                          | 工事事前調査                                                                                  | 工事立会 調査 | 墳丘調査ほか |
| ----------------------------- | --------------------------------------------------------------------------------------------- | ------------- | --- |
| 1984年度（昭和59年度）        | 仁賢天皇埴生坂本陵（37）                                                                      | 26件          | なし |
| 1985年度（昭和60年度）        | 日葉酢媛命狭木之寺間陵（38）                                                                  | 17件          | 泉山陵墓地：整備工事に伴う残土処理予定地調査 |
| 1986年度（昭和61年度）        | 継体天皇三嶋藍野陵（39） 大塚陵墓参考地（39）                                                 | 22件          | |
| 1987年度（昭和62年度）        | なし                                                                                          | 16件          | 倭迹迹日百襲姫命大市墓：墳丘外形調査（40） 大塚陵墓参考地：ヘドロ堆積調査（40）                                                                                     |
| 1988年度（昭和63年度）        | 宣化天皇身狭桃花鳥坂上陵（41）                                                                | 19件          | 武蔵陵墓地：昭和天皇陵営建に伴う緊急調査 |
| 1989年度（平成元年度）        | なし                                                                                          | 17件          | 手白香皇女衾田陵：墳丘表面調査（42） 推古天皇磯長山田陵：墳丘表面調査（42） 大塚陵墓参考地：墳丘表面調査（42）                                                      |
| 1990年度（平成2年度）         | 大入杵命墓（43） 日葉酢媛命狭木之寺間陵（43）                                                 | 14件          | 日葉酢媛命狭木之寺間陵：墳丘表面調査（43） |
| 1991年度（平成3年度）         | 仁賢天皇埴生坂本陵（44）                                                                      | 23件          | 仁徳天皇百舌鳥耳原中陵：墳丘表面調査 舒明天皇押坂内陵：墳丘表面調査                                                                                                 |
| 1992年度（平成4年度）         | 畝傍陵墓参考地（45） 安閑天皇古市高屋丘陵（45）                                               | 17件          | なし |
| 1993年度（平成5年度）         | 景行天皇山辺道上陵（46）                                                                      | 22件          | 舒明天皇押坂内陵：墳丘表面調査（46） 履中天皇百舌鳥耳原南陵：墳丘表面調査（46）                                                                                     |
| 1994年度（平成6年度）         | 磐之媛命平城坂上陵（47） 継体天皇三嶋藍野陵（47） 男狭穂塚女狭穂塚陵墓参考地（47）            | 23件          | 仁徳天皇百舌鳥耳原中陵：墳丘表面調査 |
| 1995年度（平成7年度）         | 応神天皇恵我藻伏崗陵（48） 成務天皇狭城盾列池後陵（48） 岩坂陵墓参考地（48） 武蔵陵墓地       | 27件          | なし |
| 1996年度（平成8年度）         | 武蔵陵墓地（51） 仲哀天皇恵我長野西陵（49） 磐園陵墓参考地（49）                              | 22件          | 仁徳天皇百舌鳥耳原中陵：墳丘調査 |
| 1997年度（平成9年度）         | 宇倍野陵墓参考地（50） 欽明天皇檜隈坂合陵（50） 桃山陵墓地（50） 豊島岡墓地（50）             | 17件          | 仁徳天皇百舌鳥耳原中陵：墳丘調査（52） |
| 1998年度（平成10年度）        | 安康天皇菅原伏見陵（51） 允恭天皇恵我長野北陵（51）                                           | 29件          | 定子鳥戸野陵：墳丘調査 |
| 1999年度（平成11年度）        | 允恭天皇恵我長野北陵（52） 磐園陵墓参考地（52） 清寧天皇河内坂門原陵陪冢い号（52）            | 22件          | 定子鳥戸野陵：墳丘調査 |
| 2000年度（平成12年度）        | 玉津陵墓参考地（53） 聖徳太子磯長墓                                                           | 29件          | 定子鳥戸野陵：墳丘調査（54） |
| 2001年度（平成13年度）        | 白鳥陵（54） 聖徳太子磯長墓                                                                   | 20件          | 蓮華峯寺陵：墳丘調査 |
| 2002年度（平成14年度）        | 継体天皇三嶋藍野陵（55） 聖徳太子磯長墓                                                       | 31件          | 蓮華峯寺陵：墳丘調査（55） |
| 2003年度（平成15年度）        | 神功皇后狭城盾列池上陵（56）                                                                  | 26件          | 神功皇后狭城盾列池上陵：墳丘調査（56） |
| 2004年度（平成16年度）        | 武蔵陵墓地 雲部陵墓参考地（57） 黄金塚陵墓参考地（57）                                        | 30件          | 聖徳太子磯長墓：墳丘調査（57） |
| 2005年度（平成17年度）        | 武蔵陵墓地（59） 飯豊天皇埴口陵（58） 宇倍野陵墓参考地（58）                                  | 31件          | 黄金塚陵墓参考地：墳丘調査 |
| 2006年度（平成18年度）        | なし                                                                                          | 22件          | 黄金塚陵墓参考地：墳丘調査（59） |
| 2007年度（平成19年度）        | 深草部事務所（60）                                                                            | 25件          | 聖徳太子磯長墓：墳丘調査（60） 来目皇子埴生崗上墓：墳丘調査（60） 藤井寺陵墓参考地：地中探査                                                                        |
| 2008年度（平成20年度）        | 百舌鳥陵墓参考地（61）                                                                        | 24件          | 大吉備津彦命墓：墳丘調査（61） |
| 2009年度（平成21年度）        | 小奈辺陵墓参考地（62） 菟道稚郎子尊宇治墓飛地い号（62）                                       | 22件          | 五十狭入彦皇子墓：墳丘調査（63） |
| 2010年度（平成22年度）        | 三吉陵墓参考地（63） 豊島岡墓地 東百舌鳥陵墓参考地                                            | 19件          | 播磨稲日大郎姫命日岡陵：墳丘調査（63） |
| 2011年度（平成23年度）        | 豊島岡墓地（64） 郡山陵墓参考地（64） 百舌鳥部事務所（64） 応神天皇恵我藻伏崗陵飛地に号（64） | 15件          | 大入杵命墓：墳丘調査 |
| 2012年度（平成24年度）        | 東百舌鳥陵墓参考地（65）                                                                      | 17件          | 大入杵命墓：墳丘外形調査（66） 手白香皇女衾田陵：盗掘に伴う現況調査（65）                                                                                           |
| 2013年度（平成25年度）        | 深草部事務所（66） 日本武尊能褒野墓（66） 清寧天皇河内坂門原陵飛地い号（66）                  | 15件          | 妻鳥陵墓参考地：墳丘外形調査（68） |
| 2014年度（平成26年度）        | 佐紀部事務所（67） 五十瓊敷入彦命宇度墓（67）                                                 | 14件          | 宇治陵23号地：墳丘外形調査 |
| 2015年度（平成27年度）        | 景行天皇山辺道上陵（68）                                                                      | 33件          | 宇治陵23号地：墳丘外形調査 大光明寺陵：墳丘外形調査 |
| 2016年度（平成28年度）        | なし                                                                                          | 33件          | 大光明寺陵：墳丘外形調査（69） 応神天皇恵我藻伏崗陵飛地ほ号ほか3箇所：墳丘外表面調査（69） 仁徳天皇百舌鳥耳原中陵：濠内三次元地形測量調査（69）                     |
| 2017年度（平成29年度）        | なし                                                                                          | 14件          | 阿保親王墓：墳丘外形調査（70） 仁徳天皇百舌鳥耳原中陵飛地へ号：墳丘外表面調査（69） 宇和奈辺陵墓参考地：墳丘外表面調査（70） 仁徳天皇百舌鳥耳原中陵：予備調査（70） |
| 2018年度（平成30年度）        | 仁徳天皇百舌鳥耳原中陵（71） 一乗院宮墓地                                                     | 19件          | |
| 2019年度（平成31/令和元年度） | なし                                                                                          | 17件          | 下坂本陵墓参考地：墳丘外形調査 |
| 2020年度（令和2年度）         | 宇和奈辺陵墓参考地（73）                                                                      | 14件          | 履中天皇百舌鳥耳原南陵：災害対応調査（74） |
| 2021年度（令和3年度）         | 仁徳天皇百舌鳥耳原中陵（74） 聖徳太子磯長墓（76）                                             | 8件           | 百舌鳥陵墓参考地：災害対応調査（74） |
| 2022年度（令和4年度）         | 畝傍陵墓監区事務所（75）                                                                      | 18件          | |
| 2023年度（令和5年度）         | 来目皇子埴生崗上墓（76）                                                                      | 14件          | 倭迹迹日百襲姫命大市墓：災害復旧関連調査（76） 天武天皇持統天皇檜隈大内陵：墳丘外形調査（76） 桃山陵墓地・宇治陵・泉山陵墓地：航空レーザー測量                      |

## 陵墓関係事項

### 文献
- 『陵墓要覧』 - 宮内省（のち宮内庁）管理下の陵墓の便覧書[8]。
  - 『陵墓要覧』宮内省諸陵寮、1915年。
  - 『陵墓要覧』宮内省諸陵寮、1934年。 - 国立国会図書館デジタルコレクションで閲覧可。
  - 『陵墓要覧』宮内庁書陵部、1956年。 - 国立国会図書館デジタルコレクションで閲覧可。
  - 『陵墓要覧』宮内庁書陵部、1974年。
- 『陵墓地形図集成』 - 宮内庁管理下の陵墓の地形図集成書。
  - 宮内庁書陵部陵墓課 編『宮内庁書陵部 陵墓地形図集成』学生社、1999年。ISBN 4311750277。
  - 宮内庁書陵部陵墓課 編『陵墓地形図集成 縮小版』学生社、2014年。ISBN 978-4311750410。
- 『書陵部紀要』 - 宮内庁管理下の陵墓の調査報告書。
  - 『書陵部紀要』宮内庁書陵部。（1号（1951年）-60号（2009年））
目次一覧：第1-20号、第21-40号、第41-60号（宮内庁「書陵部所蔵資料目録・画像公開システム」、一部PDF公開）
    - 宮内庁書陵部陵墓課 編『書陵部紀要所収 陵墓関係論文集』宮内庁書陵部、1980年。（29号以前の関係論文を所収）
    - 宮内庁書陵部陵墓課 編『書陵部紀要所収 陵墓関係論文集 続』宮内庁書陵部、1988年。ISBN 431130028X。（30号-38号の関係論文を所収）
    - 宮内庁書陵部陵墓課 編『書陵部紀要所収 陵墓関係論文集 3』宮内庁書陵部、1996年。ISBN 4311300344。（39号-46号の関係論文を所収）
    - 宮内庁書陵部陵墓課 編『書陵部紀要所収 陵墓関係論文集 4』宮内庁書陵部、2000年。ISBN 4311300387。（47号-50号の関係論文を所収）
    - 宮内庁書陵部陵墓課 編『書陵部紀要所収 陵墓関係論文集 5』宮内庁書陵部、2004年。ISBN 4311300611。（51号-54号の関係論文を所収）
    - 宮内庁書陵部陵墓課 編『書陵部紀要所収 陵墓関係論文集 6』宮内庁書陵部、2010年。ISBN 978-4311300806。（55号-57号の関係論文を所収）
    - 宮内庁書陵部陵墓課 編『書陵部紀要所収 陵墓関係論文集 7』宮内庁書陵部、2010年。ISBN 978-4311300813。（58号-60号の関係論文を所収）

  - 『書陵部紀要 陵墓篇』宮内庁書陵部。（61号（2010年）-）
目次一覧：第61号-（宮内庁「書陵部所蔵資料目録・画像公開システム」、一部PDF公開）

### 施設
- 三の丸尚蔵館（東京都千代田区千代田の皇居東御苑内） - 陵墓の出土品等を保管（常設展示なし）。